# Hêtre commun
Fagus sylvatica
Espèce
Synonymes
- Castanea fagus Scop.[2]
- Fagus aenea Dum.Cours.[2]
- Fagus cochleata (Dippel) Domin[2]
- Fagus echinata Gilib.[2]
- Fagus incisa Dippel[2]
- Fagus laciniata A.DC.[2]
- Fagus orientalis Lipsky (préféré par UICN)[3]
- Fagus pendula (Lodd.) Dum.Cours.[2]
- Fagus quercoides (Pers.) Dippel[2]
- Fagus salicifolia A.DC.[2]
- Fagus silvatica L.[4]
- Fagus sylvatica orientalis (Lipsky) Greuter & Burdet[3]
- Fagus sylvatica var. atropunicea Weston[4]
- Fagus tortuosa (Dippel) Domin[2]
- Fagus variegata A.DC.[2]

Répartition géographique
Statut de conservation UICN

 LC  : Préoccupation mineure
Le Hêtre commun, Fagus sylvatica, couramment désigné simplement comme le hêtre, est une espèce de plantes à fleurs de la famille des Fagaceae, tout comme le chêne et le châtaignier. C'est un arbre à feuilles caduques, indigène d'Europe.
Il est l'une des principales essences forestières constitutives des forêts tempérées caducifoliées d'Europe où on peut le trouver en peuplements exclusifs de hêtraies pures ou le plus souvent associé à d'autres espèces majeures dans des forêts feuillues, principalement avec le Chêne rouvre, ou dans des forêts mixtes avec le sapin blanc ou l'Épicéa commun.
C'est une essence bioindicatrice d'un climat tempéré humide. Les forestiers en pratiquent de longue date la sylviculture pour produire du bois de futaie principalement destiné à l'ameublement. Il est également utilisé comme source de bois de chauffage, surtout en zone de montagne.

## Dénominations

### Étymologies

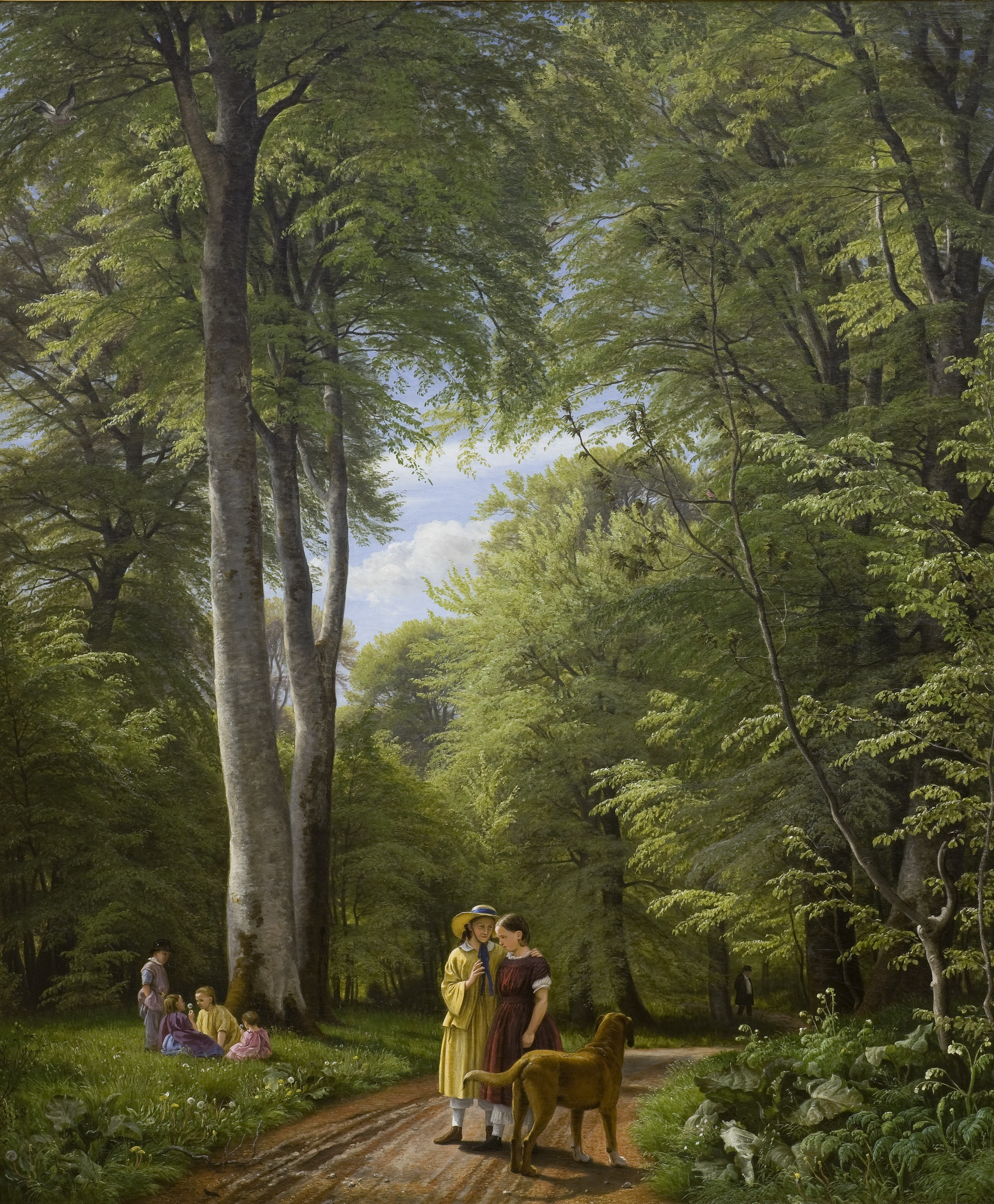
Une hêtraie en mai (Bøgeskov i maj), tableau de Peter Christian Skovgaard.

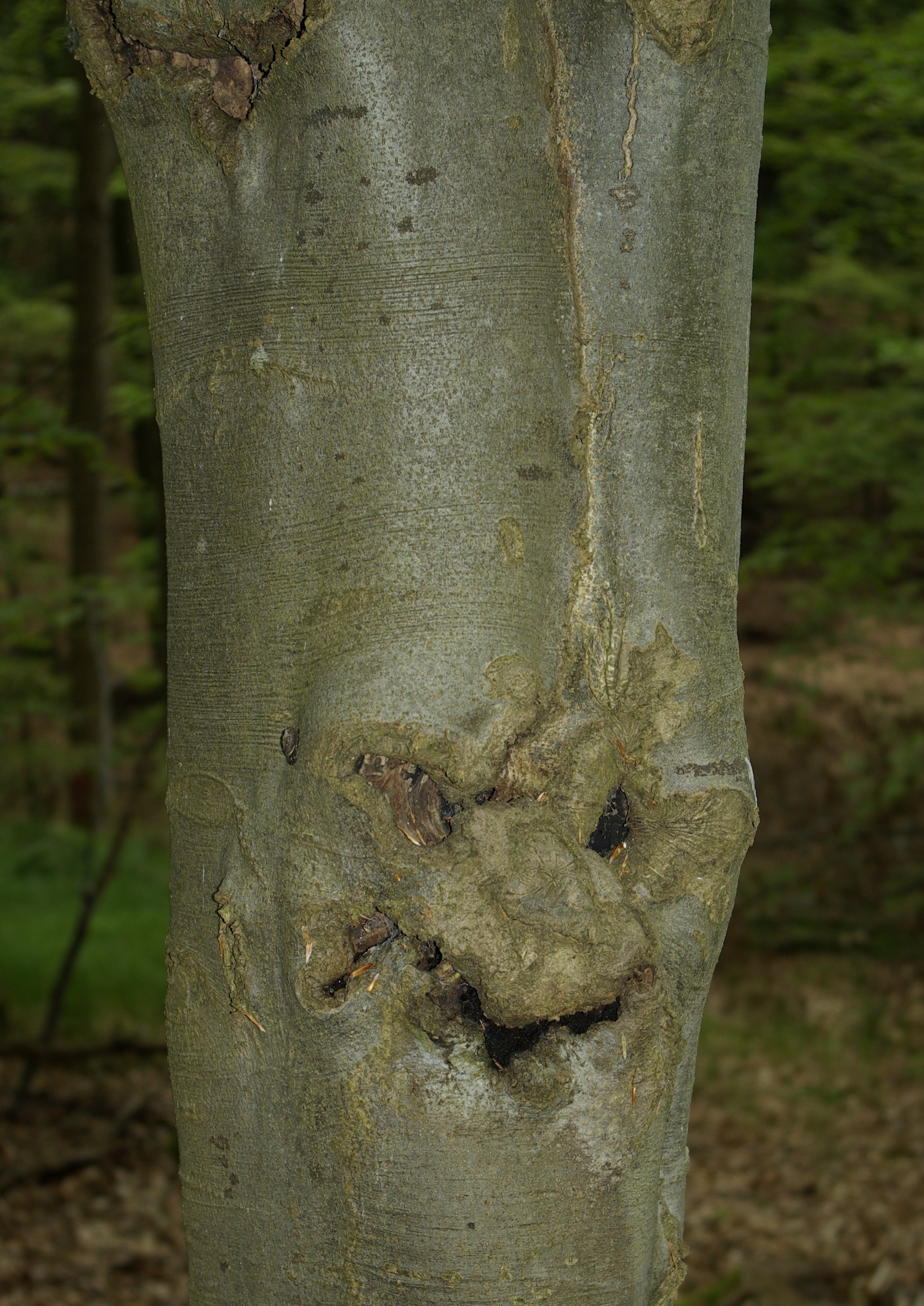
Écorce de hêtre atteinte du chancre.

Le nom latin du hêtre, fāgus, a donné en (ancien) français et dialectal fou, fāgeus a donné faggio en italien et fāgea > haya en espagnol, etc. Il est issu de l'indo-européen *bʰeh₂g-o- « hêtre »,,, duquel procèdent le grec ancien phēgós « chêne » et le germanique *bōk- (cf. le néerlandais beuk, allemand Buche, anglais beech, suédois bok, tous au sens de « hêtre »). Les Germains ont utilisé des bâtonnets en bois de hêtre pour écrire les runes, d'où l'allemand Buchstabe « lettre », mot-à-mot « bâton de hêtre », et Buch « livre », même parenté entre l'anglais beech « hêtre » et book « livre » (cf. vieil anglais bōcstæf « lettre, caractère écrit » > anglais bookstaff, -stave, plutôt rare et archaïque), le néerlandais beuk « hêtre » et boek « livre ».
Le nom vernaculaire du hêtre est issu du vieux bas francique *haitr (non attesté) ou directement du vieux néerlandais hēster, heister (d'où aussi le néerlandais heester « arbuste »), composé d'un radical germanique *χais- « buisson d'arbustes, fourré » (conservé dans la toponymie : Hees, l'un dans l'Utrecht, l'autre dans le Brabant-du-Nord) et du suffixe -ter qui est la forme atone de *dra « arbre » provenant d'une forme *trewam (qui a donné aussi en anglais le mot tree « arbre » ou en allemand la syllabe finale -der du mot Holunder « sureau »). Par antonomases successives, il a désigné un buisson, puis probablement une clôture de branches de hêtre puis le tronc et l'arbre lui-même : cette évolution est attestée par la racine *hais romanisée en *hasia qui se retrouve aussi dans le vieux mot hazier ou l'ancien français haise qui désigne une « barrière de branches entrecroisées » ou haiset une « petite porte rustique en branches de hêtre ». 
Albert Dauzat considère que le francique *haistr ne supplante l’ancien français fou qui est le terme le plus fréquemment utilisé au Moyen Âge mais abandonné par la suite, à cause de son homonymie avec le terme fou « personne atteinte de folie », puis fayard (franco-provençal) ou fouteau (Normand foutel), termes dérivés à partir de l'étymon latin fagus. Hêtre apparaît dans un texte de 1210 (cartulaire de Saint-George), sous la forme latinisée hestrum, désignant « un petit hêtre » : les jeunes troncs étaient coupés pour servir de balai, de fouet ou de protection. Le terme hêtre a fini par désigner l'arbre adulte (ce sens est attesté dès 1301) et, par métonymie, le bois de cet arbre. L’ancien français fou puis fayard ou fouteau coexistent avec hestre jusqu'au XVIIe siècle et sont encore employés dans le français régional.
Émile Littré, dans son Dictionnaire de la langue française, illustre cette évolution par différentes citations littéraires :

« Tityre, tu patulae recubans sub tegmine fagi

Silvestrem tenui musam meditaris avena. »

— Virgile, Bucolique 1, v.1-2, Ier siècle av. J.-C.

« Les pins, sapins, hestres ou fousteaux dits aussi faux,

Et les charmes, sont arbres de montagne froide. »

— Olivier de Serres, 1600

« Et dans mon cabinet assis au pied des hêtres,

Faire dire aux échos des sottises champêtres. »

— Boileau, Satire IX, 1668
Le nom scientifique Fagus est formé directement à partir du nom fāgus qui désignait le hêtre en latin (de ce terme latin dérivent les mots fouet fait à l'origine d'une baguette de hêtre ; fouine friande de faînes, passe pour loger de préférence dans cet arbre; fayard, bois de hêtre ou grand hêtre servant à la reproduction ; faîne, fruit du hêtre). Quant à l’épithète spécifique sylvatica, au sens originel, c'est un dérivé du latin silva « forêt » avec le double suffixe -at-ica qui signifie à la fois « qui est fait pour le bois » et sauvage.

### Appellations et toponymes

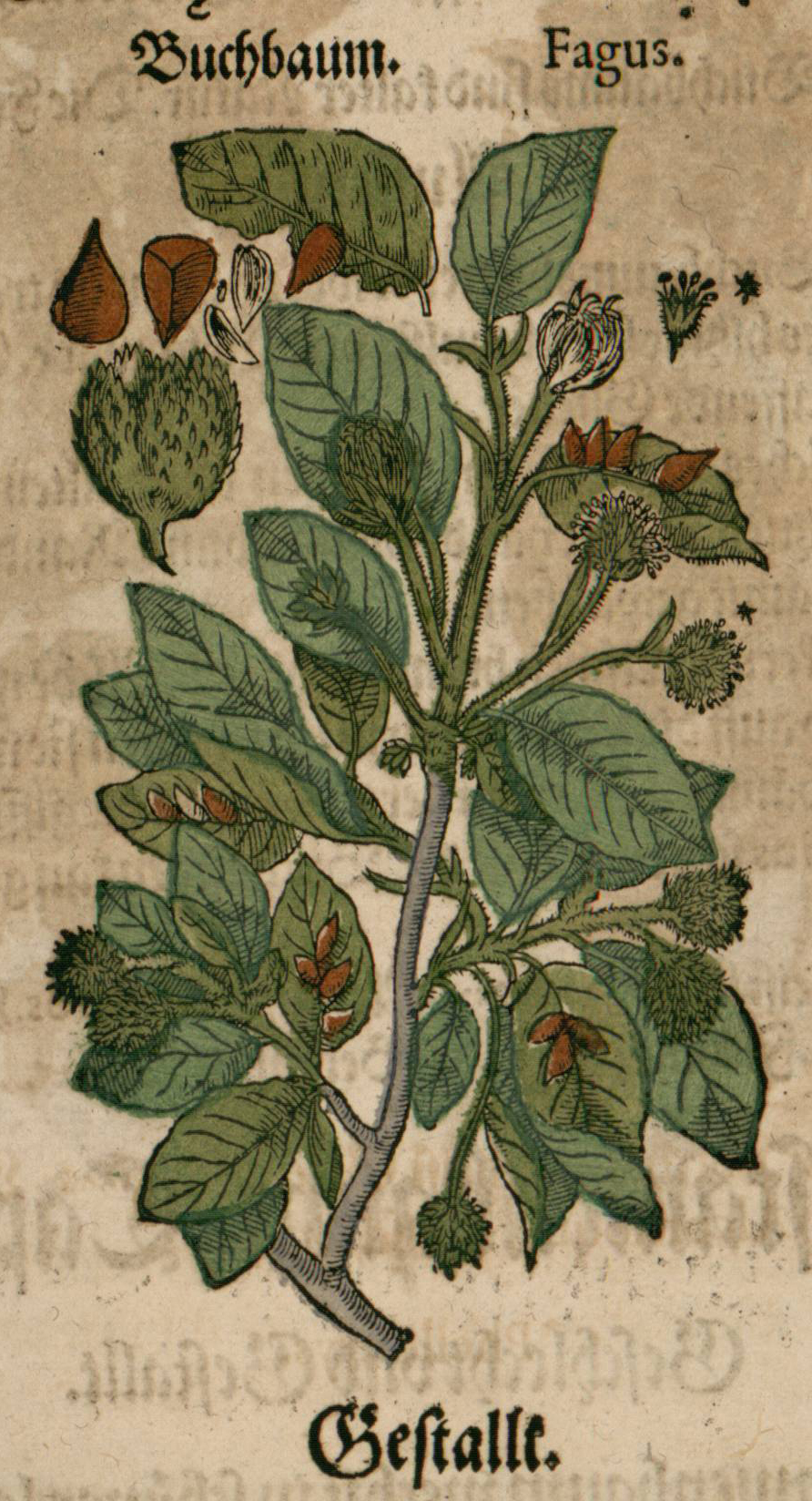
Fagus par Pietro Andrea Mattioli, Kreutterbuch de Johan Feyerabendt (1590).

Le terme « hêtre », sans autre précision, est bien employé généralement pour désigner l'espèce Fagus sylvatica. Pour le distinguer le cas échéant des autres représentants du genre Fagus, on peut alors préciser qu'il s'agit du « Hêtre commun ». L'appellation « hêtre européen » est en revanche un anglicisme, une traduction littérale de European beech.
On trouve, selon les régions, de nombreuses dénominations locales dérivées de son nom latin fagus : fou, foutel, fouteau, faye, foyard, fau, faon, fayard (mot francoprovençal et nord-provençal), fayaud, favinier, faou, etc.
Outre un usage répandu dans une grande partie sud-est de la France, ainsi qu'en Suisse romande, l'appellation fayard (ou sa variante foyard) est également employée par les forestiers lors des inventaires ou des martelages, lorsqu'il faut désigner à voix haute l'espèce, à la place du mot hêtre, trop peu sonore.
La racine norroise bóki se retrouve dans les toponymes normands Bouquelon, la Bouquelonde (littéralement « hêtraie ». cf. norvégien bøkelund « hêtraie ») et Bouquetot, très nombreux au nord-est de la Normandie où cet arbre est plus commun qu'à l'ouest. Il est cependant en concurrence avec les types romans que l'on trouve partout dans la France du nord : Fy ; Fay, c'est-à-dire « hêtraie ». On y trouve également la variante la Fontelaye, la Foutelaye, dérivé de foutel « hêtre ». Dans les langues slaves, on trouve notamment le mot buk en tchèque pour désigner le hêtre, qui aurait donné son nom à la Bucovine, littéralement « hêtraie » ou « pays des hêtres ».
La langue occitane a fourni un autre type toponymique pour désigner une hêtraie, il s'agit de Fage, d'où Lafage ou encore en occitan gascon Lahage (Haute-Garonne). Ces toponymes reposent sur le nom du hêtre en occitan : ancien occitan *fag (languedocien fau) dérivés en -ia, d'où la terminaison francisée -e. Le provençal utilise les termes de fau et faiard. Dans le texte Kalenda Maya de Raimbaut de Vaqueiras on retrouvait l'appellation de faya pour désigner l'Hêtre.
Une forêt où le hêtre domine est une hêtraie (en wallon : faweux).

### Synonymes scientifiques
Le binôme Fagus sylvatica apparaît sous la plume de Carl von Linné dès la première édition de Species Plantarum en 1753. Auparavant c'était tout simplement Fagus, comme mentionné par Joseph Pitton de Tournefort en 1698 dans son Histoire des Plantes.
Nombreuses furent ensuite les tentatives d'élever au rang d'espèces à part entière les différentes formes et variétés mais elles se révélèrent toutes n'être que de simples variations de Fagus sylvatica.
La dénomination scientifique Fagus sylvatica est donc restée remarquablement stable. Le seul véritable synonyme homotypique reste celui résultant en 1772 de la proposition de Giovanni Antonio Scopoli de rattacher l'espèce aux châtaigniers sous le nom Castanea fagus.

## Description

### Allure générale
Le Hêtre commun est un grand arbre. Sur les sols de bonne fertilité, il peut s'élever facilement jusqu'à 30 à 35 m de hauteur et la circonférence de son tronc peut couramment atteindre 3,50 m chez des hêtres centenaires. Des sujets exceptionnels ont été mesurés jusqu'à 45,5 m de hauteur et on a répertorié certains troncs dont le tour dépasse les 6 m. Inversement, lorsqu'il croît en lisière haute des forêts de montagne et que de plus il est régulièrement brouté par le bétail ou par les cervidés, il peut alors rester prostré à hauteur d'homme.
La silhouette varie selon le traitement forestier et l'habitat. En futaie, le hêtre développe un tronc long et mince, dégagé de ses branches jusqu'à 15 ou 20 m de hauteur et le houppier est étroit avec des branches redressées à 60°. En situation isolée, le fût est très court et le houppier large et haut, aux branches étalées, pouvant couvrir 600 m2.
Il rejette difficilement de souche : parfois à l'étage montagnard, pratiquement jamais à l'étage collinéen.

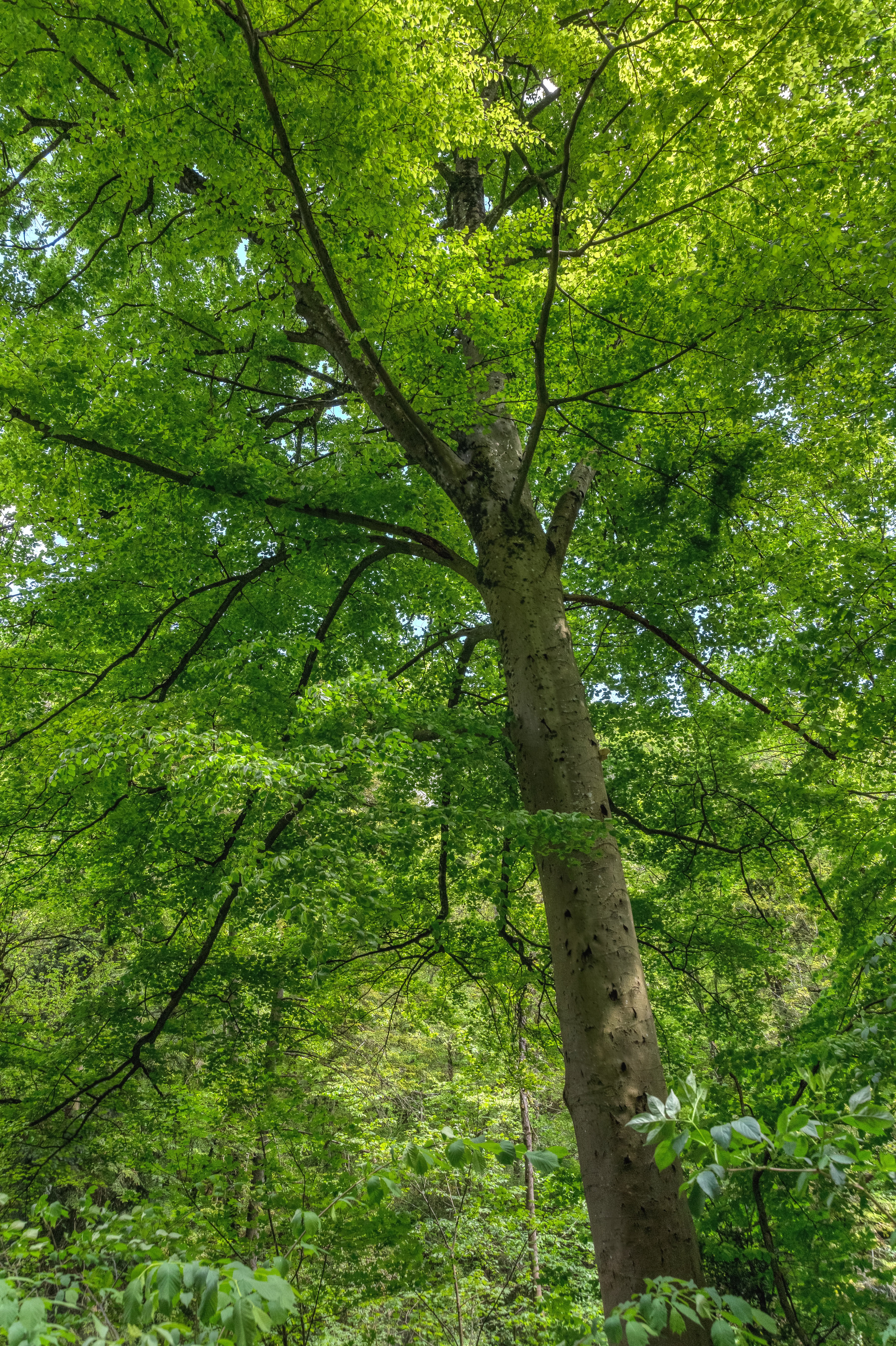
Hêtre centenaire, à Seyssinet-Pariset, Isère.
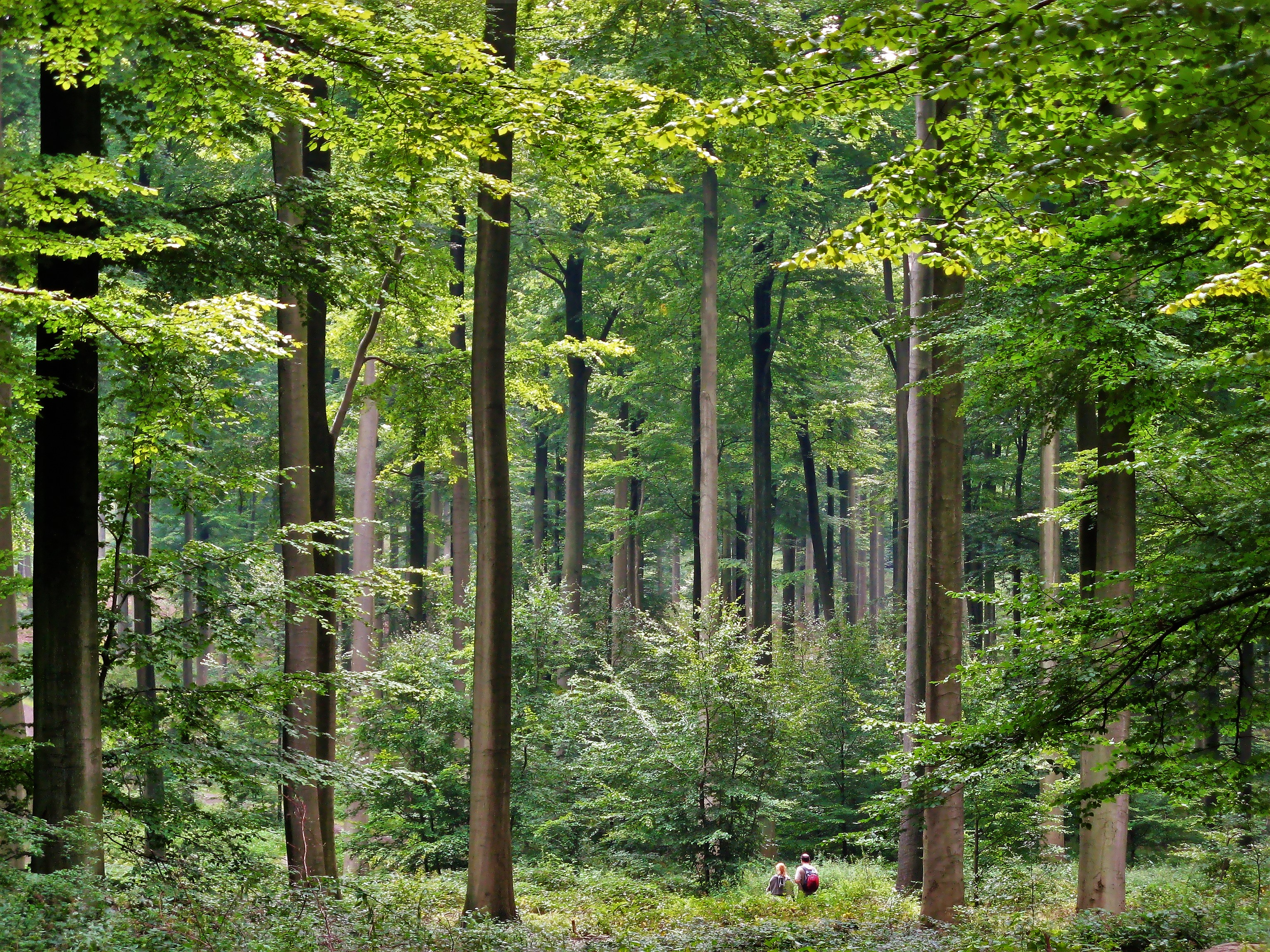
Forêt de Soignes près de Bruxelles, « futaies cathédrales ».
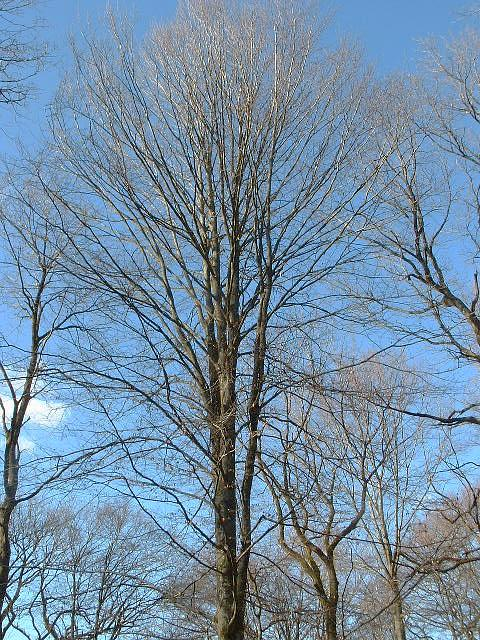
Les branches du houppier sont orientées vers le haut.
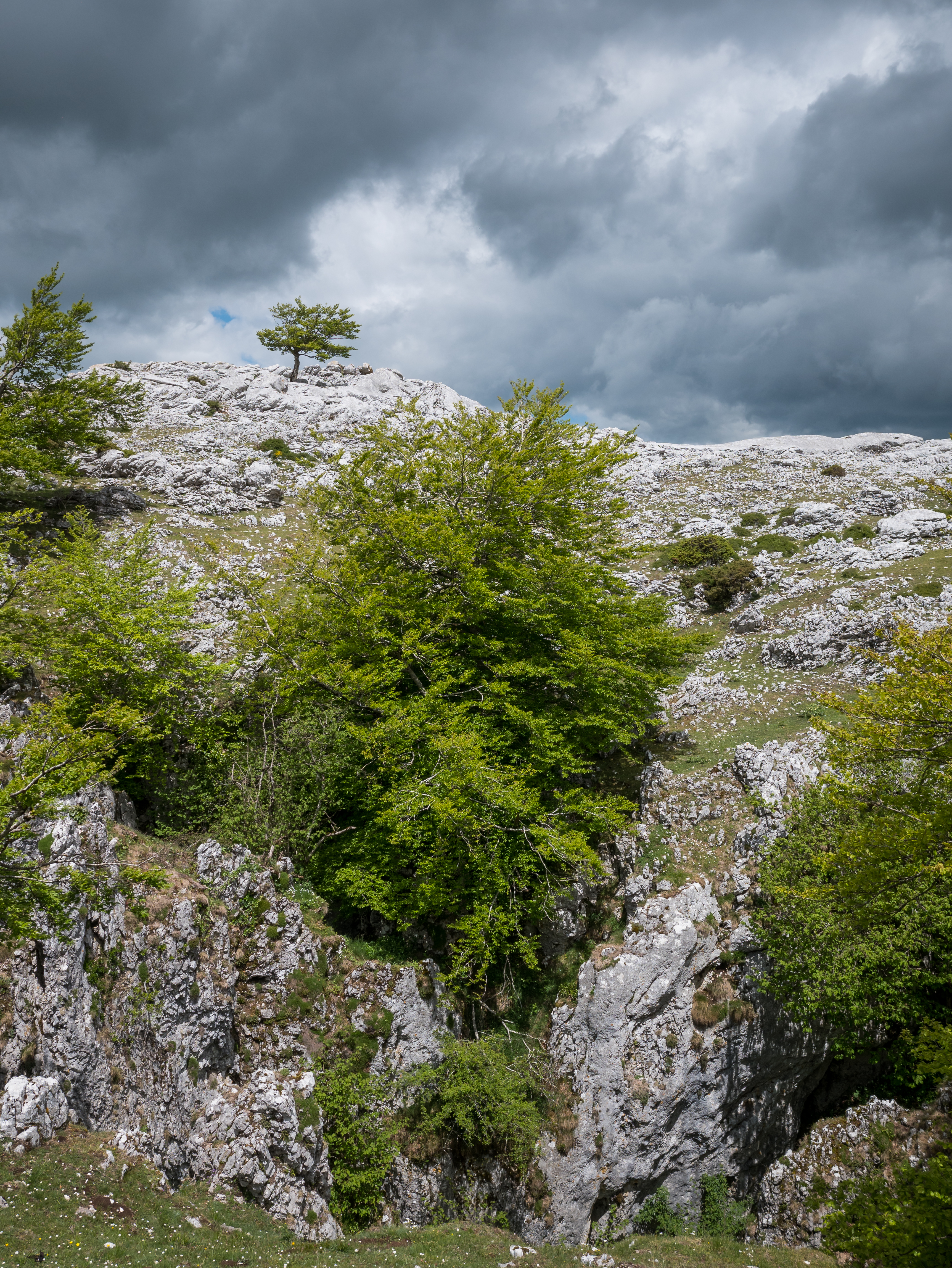
Sur un relief de karst dans la passe de Lizarraga en Navarre.
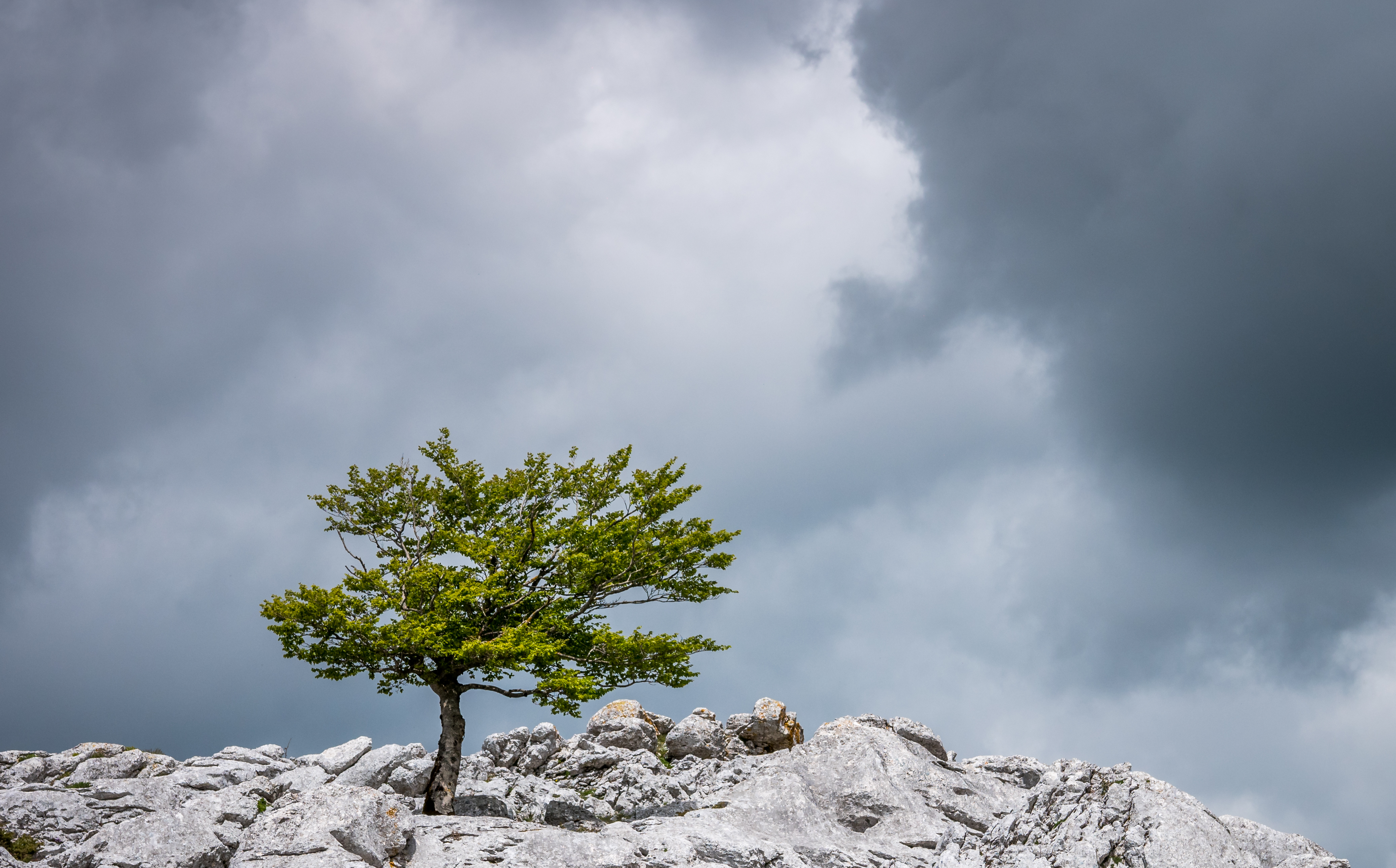
Zoom sur l'arbre en crête.
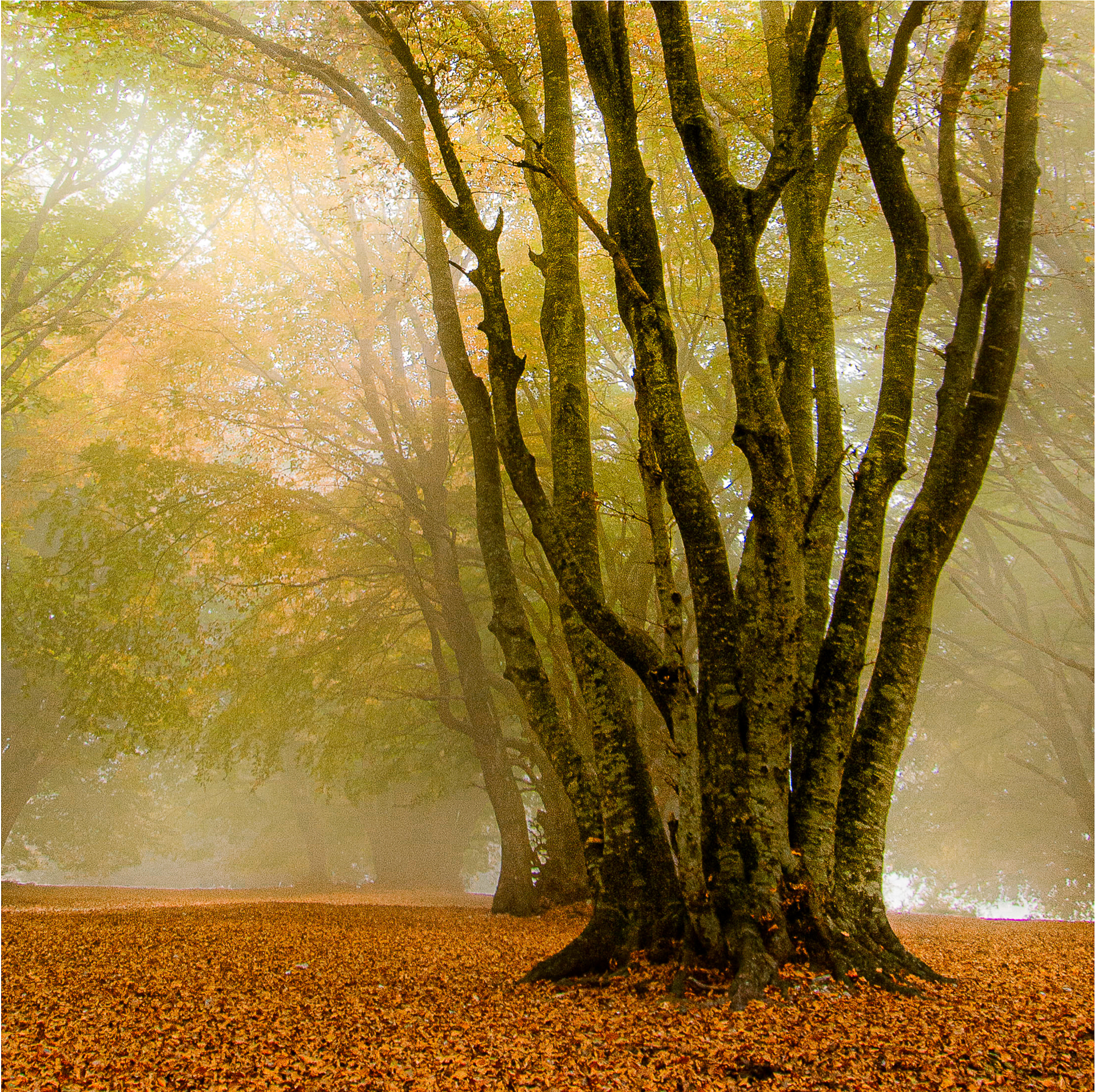
Forêt de hêtres dans le brouillard en Italie. Juillet 2021.

### Écorce

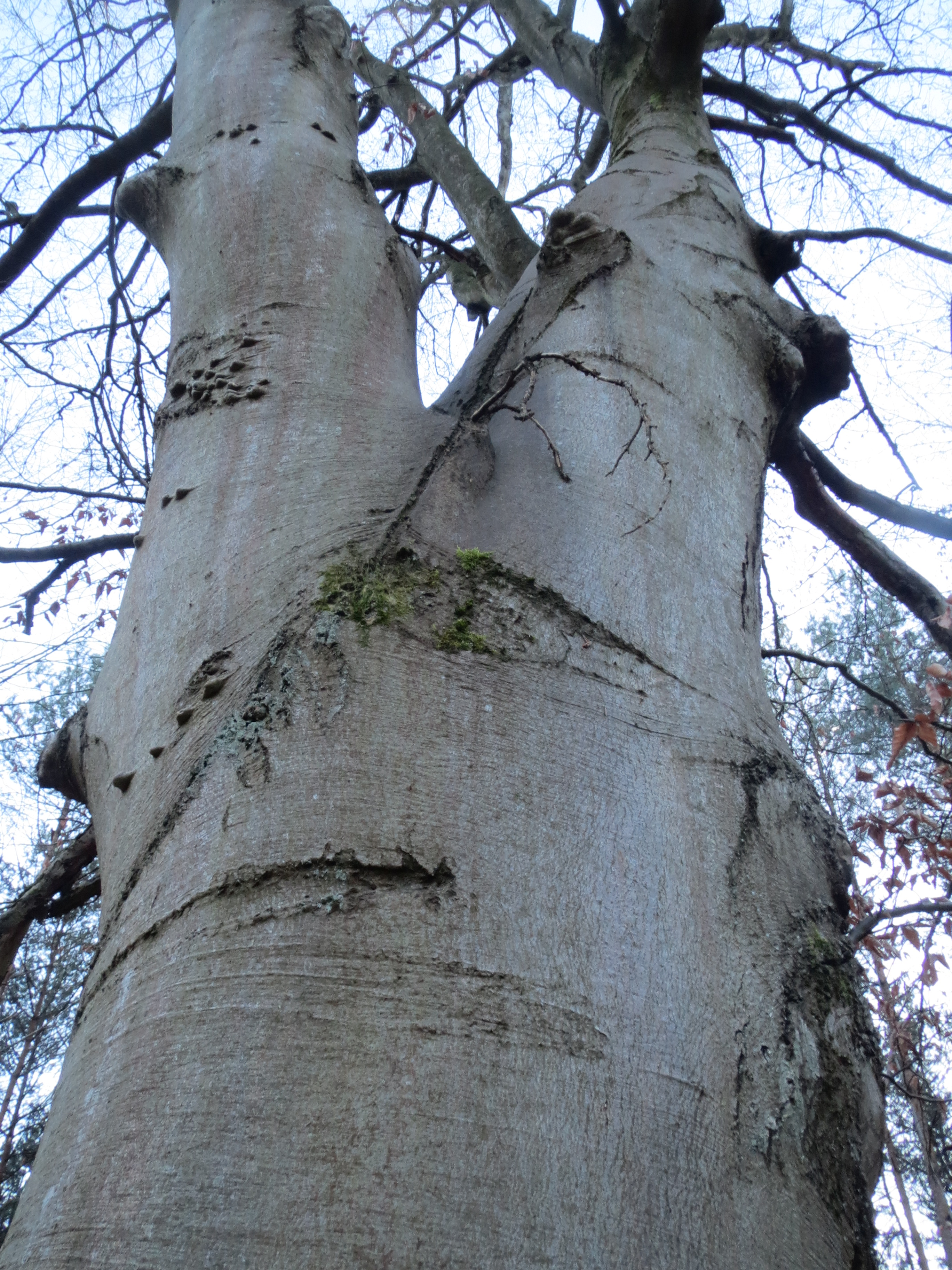
La mauvaise aptitude à l'autoélagage chez le hêtre commun se caractérise par la persistance sur la partie inférieure du tronc, de grosses branches qui forment un angle aigu avec le fût, de trous laissés par la chute tardive (et difficile) de ces branches, ou par une écorce parsemée d'étranges « yeux » (cicatrisations entourées des deux brins pendants, appelées « moustaches de chinois » à bouche ouverte).

Parmi les arbres d'Europe tempérée, le Hêtre commun se reconnaît facilement à son écorce mince et lisse qui persiste ainsi tout au long de la vie de l'arbre. La surface du tronc est régulière, contrairement au Charme (Carpinus betulus) dont l'écorce est également lisse mais la surface cannelée. Elle devient légèrement rugueuse (présence de petites fissures) à la base du tronc chez les vieux sujets. Très exceptionnellement, certains individus décrits comme Fagus sylvatica f. quercoides peuvent développer une écorce crevassée — un rhytidome — dont la survenue semble d'origine traumatique car non génétiquement transmissible. Le Hêtre a en effet un seul phellogène qui fonctionne pendant toute la durée de vie de l'arbre alors que chez la plupart des autres espèces (et au niveau de la base du tronc des hêtres âgés), ce sont plusieurs phellogènes qui se succèdent au cours de leur vie et sont à l'origine d'un rhytidome.
L'écorce présente une couleur qui varie du gris argenté (sujet jeune) au gris noirâtre ou gris-vert (arbre adulte), mais elle apparaît souvent recouverte d'une fine croûte de lichens qui donnent au tronc une teinte gris argenté caractéristique. Sous climat humide, la végétation épiphyte du tronc et des branches peut être plus exubérante, et se composer de lichens fruticuleux ou foliacés, de mousses, de petites fougères… Dans certaines régions, ou sous l'effet de la pollution atmosphérique, les lichens peuvent au contraire être remplacés par une pellicule verte d'algues microscopiques (comme Pleurococcus vulgaris).
La finesse de son écorce est due à une seule assise génératrice externe (le phellogène) pour toute la vie de l'arbre. Cette assise, « ainsi que le phelloderme auquel elle donne naissance, gardent la propriété de pouvoir se diviser radialement, permettant à ces tissus d'épouser parfaitement le tronc lorsque celui-ci augmente de circonférence du fait de la production de xylème et de liber. En revanche, les cellules issues du côté externe de cette même assise formant le suber, ont perdu cette propriété. Ne pouvant plus s'accroître tangentiellement, cette couche de cellules fortement tendue finit par se fissurer ; les crevasses peu profondes (0,25 mm) ainsi formées, sont cependant à peine visibles ». La fine écorce rend l'arbre particulièrement fragile aux blessures de toutes sortes. Des gravures au couteau de poche peuvent blesser le liber et freiner ou stopper la croissance de toute une partie de l’arbre. Toujours en raison de cette finesse, l'écorce peut être affectée par de nombreuses maladies et dégâts.

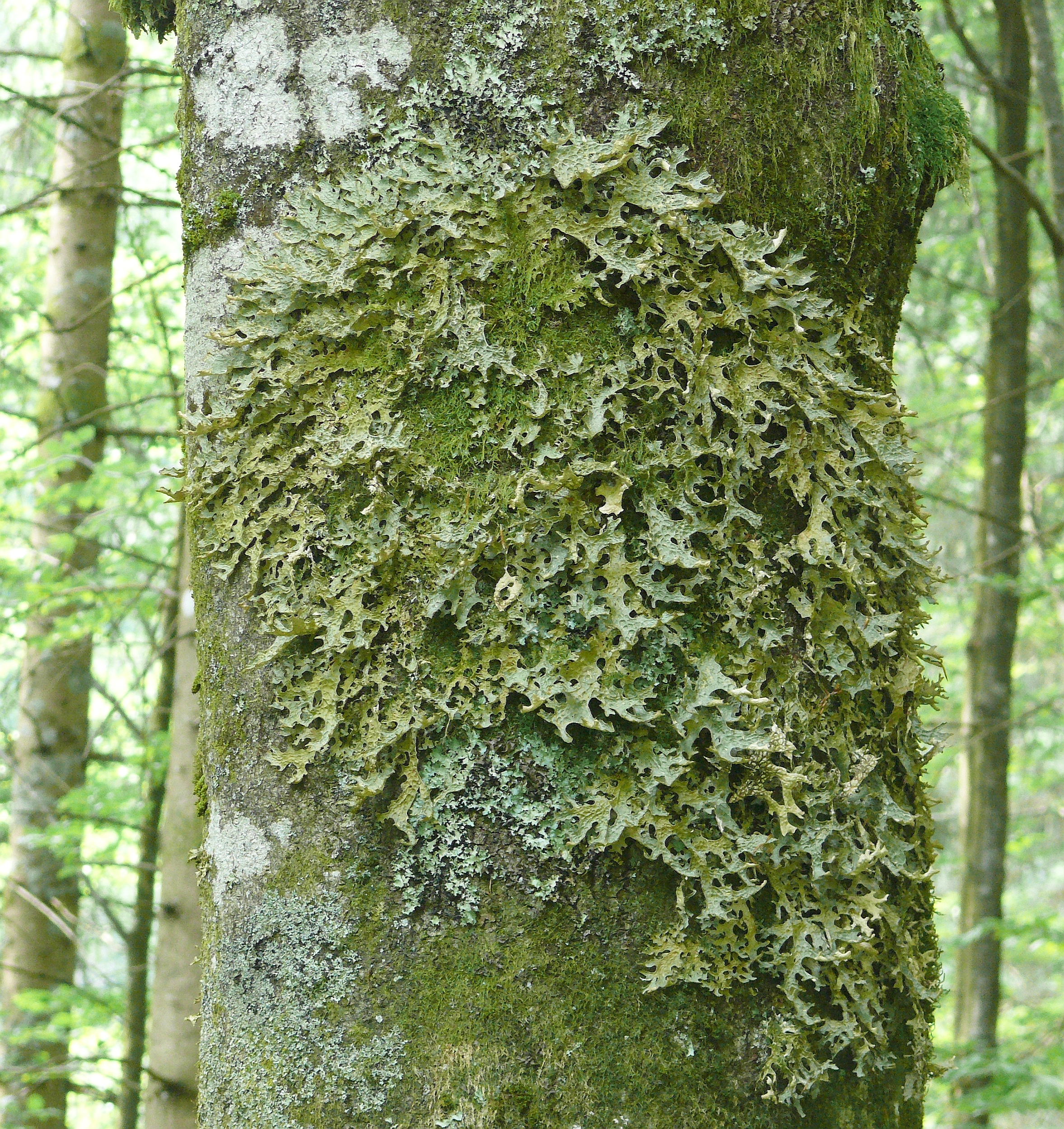
Troncs des hêtres des versants humides des forêts de montagne couverts d'une grande variété de mousses et de lichens Lobaria pulmonaria.
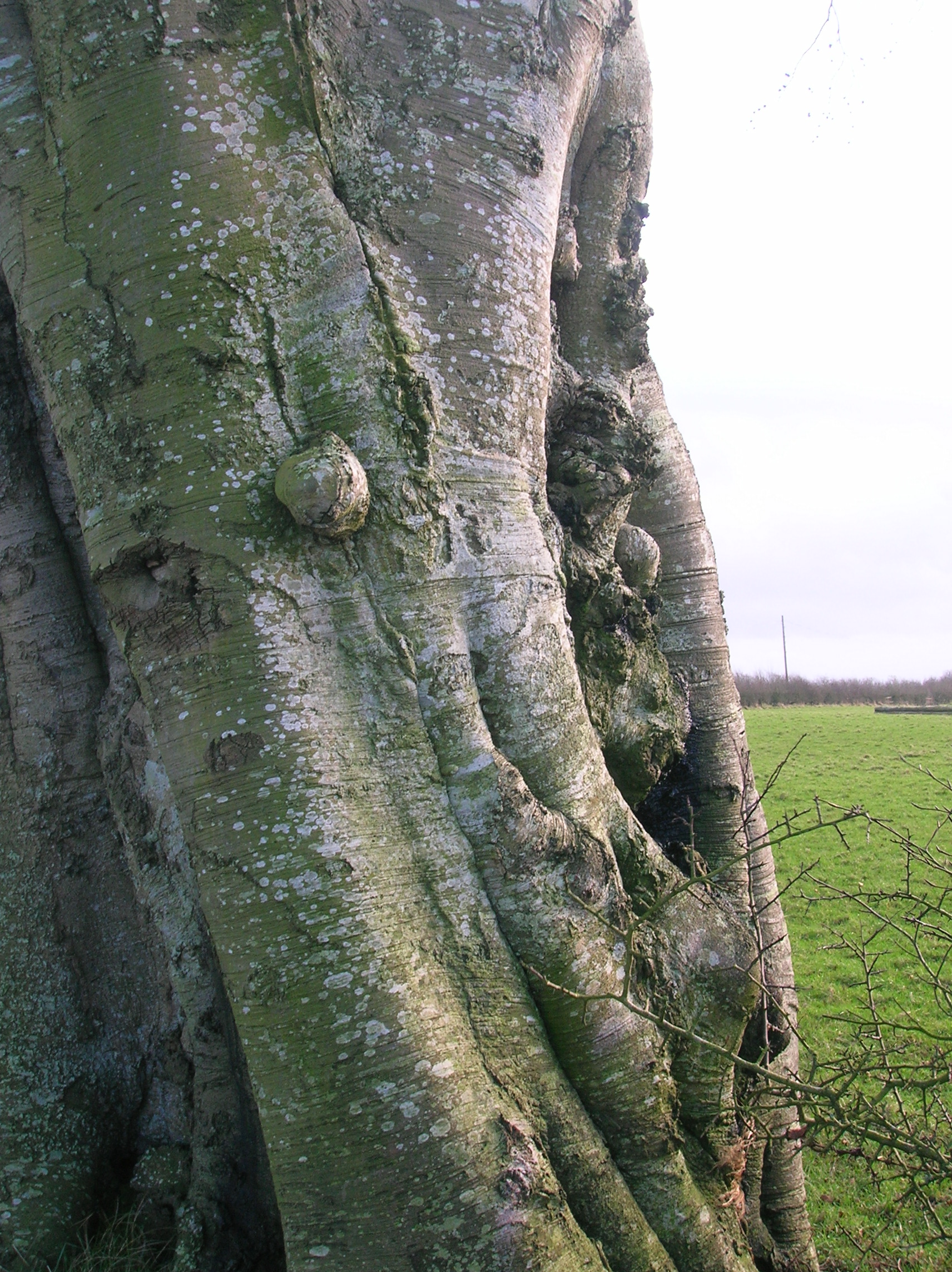
Zones d'écorce nue (1), lichens de couleur argentée (2), algues pulvérulentes vertes (3), chancre (4) et broussin (5).
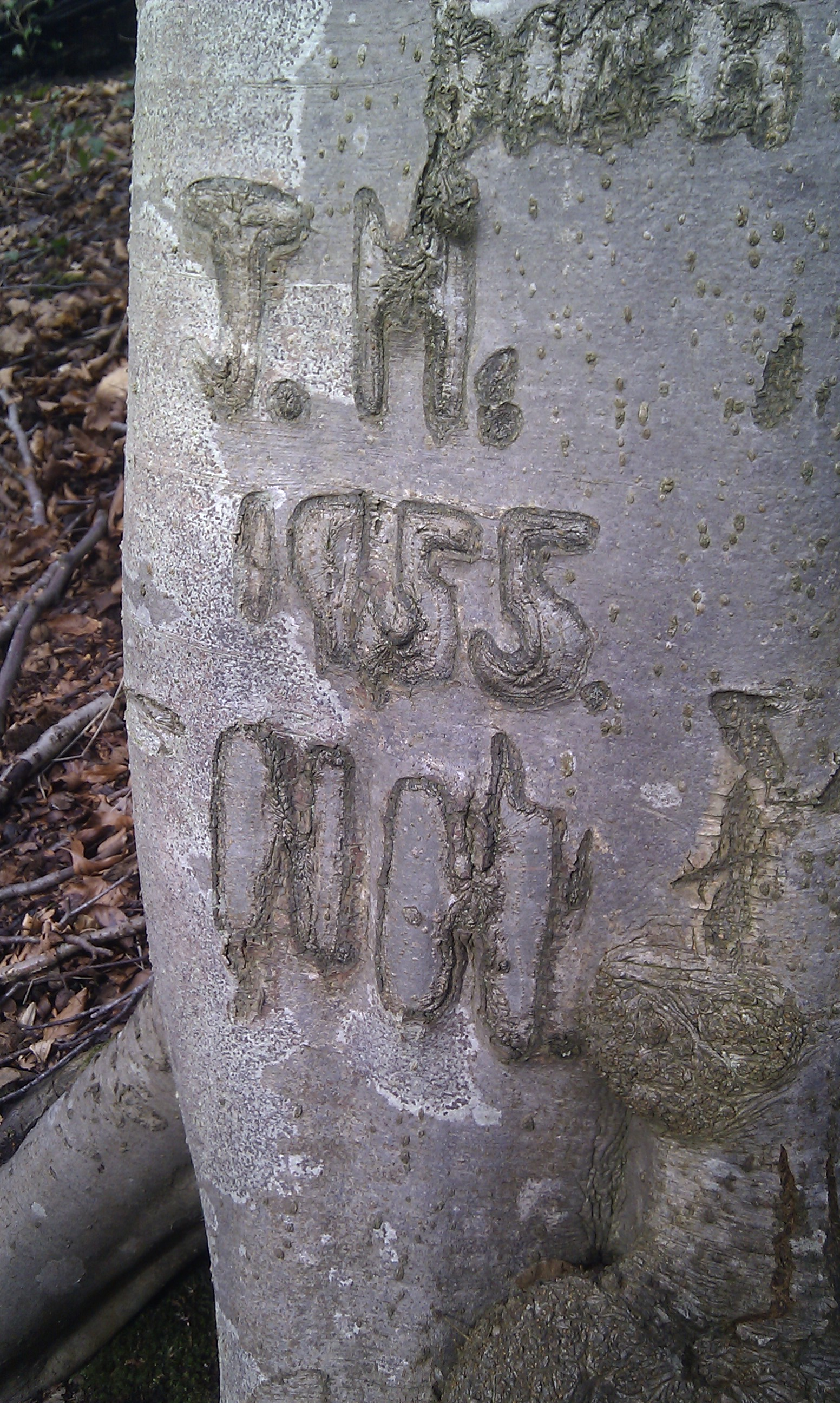
Gravures sur l'écorce.

### Feuillage
Les feuilles alternes sont entières et simples, de forme ovale à obovale, longues de 6 à 10 cm et larges de 4 à 7 cm, brillantes et légèrement coriaces. La base est cunéiforme, l'extrémité pointue. La marge des feuilles forme des petites dents arrondies aux extrémités de 5 à 8 paires de nervures. Le pétiole, cannelé, d'une longueur d'environ 1 cm porte une pubescence blanche dense. Le bord des jeunes feuilles est frangé de poils qui disparaissent ensuite. Pour retenir cette particularité, les botanistes néophytes disposent d'un mnémonique humoristique qui permet de distinguer la feuille de hêtre de celle du charme, de forme voisine : « Le charme d'Adam (à dents), c'est d'être (hêtre) à poils », rappelant ainsi la nature du bord du limbe (doublement dentés en scie pour le charme, cilié et entier ou grossièrement denticulé pour le hêtre). Comme chez de nombreux arbres, les feuilles sont hypostomatiques, elles ne portent des stomates qu'à leur face inférieure, à la densité moyenne de 340 par millimètre carré, ce qui les protège du soleil et les abrite des vents desséchants, permettant de réduire la perte d'eau par évaporation. La face supérieure est glabre, vert clair puis vert foncé lustré tandis que la face inférieure est vert clair, à pubescence axillaire et à nervures légèrement saillantes.
Le feuillage est fréquemment marcescent, des feuilles mortes restent attachées aux branches pendant une partie plus ou moins longue de l'hiver. Le phénomène affecte surtout les jeunes arbres. Chez des arbres plus développés, ce sont les parties basses et abritées qui gardent leurs feuilles, alors que les houppiers ont souvent été dégarnis dès les premiers vents d'automne. La marcescence est également courante sur les hêtres traités en haies, qu'elles soient libres ou taillées.
Les bourgeons, longs de 1,5 à 3 cm, larges de 2 à 3 mm, nettement écartés des rameaux, sont fusiformes : particulièrement effilés et à pointe acérée. Ils sont couverts par des écailles brun clair, nombreuses, coriaces et luisantes.
Les tout jeunes rameaux portent une pubescence soyeuse, présentent une couleur vert-brun et croissent en zigzag alternativement d'un nœud à l'autre. Au cours de l'année, ils deviennent glabres et plus ternes, d'une couleur brun-violet. Ils portent des lenticelles ovales légèrement ocrées.

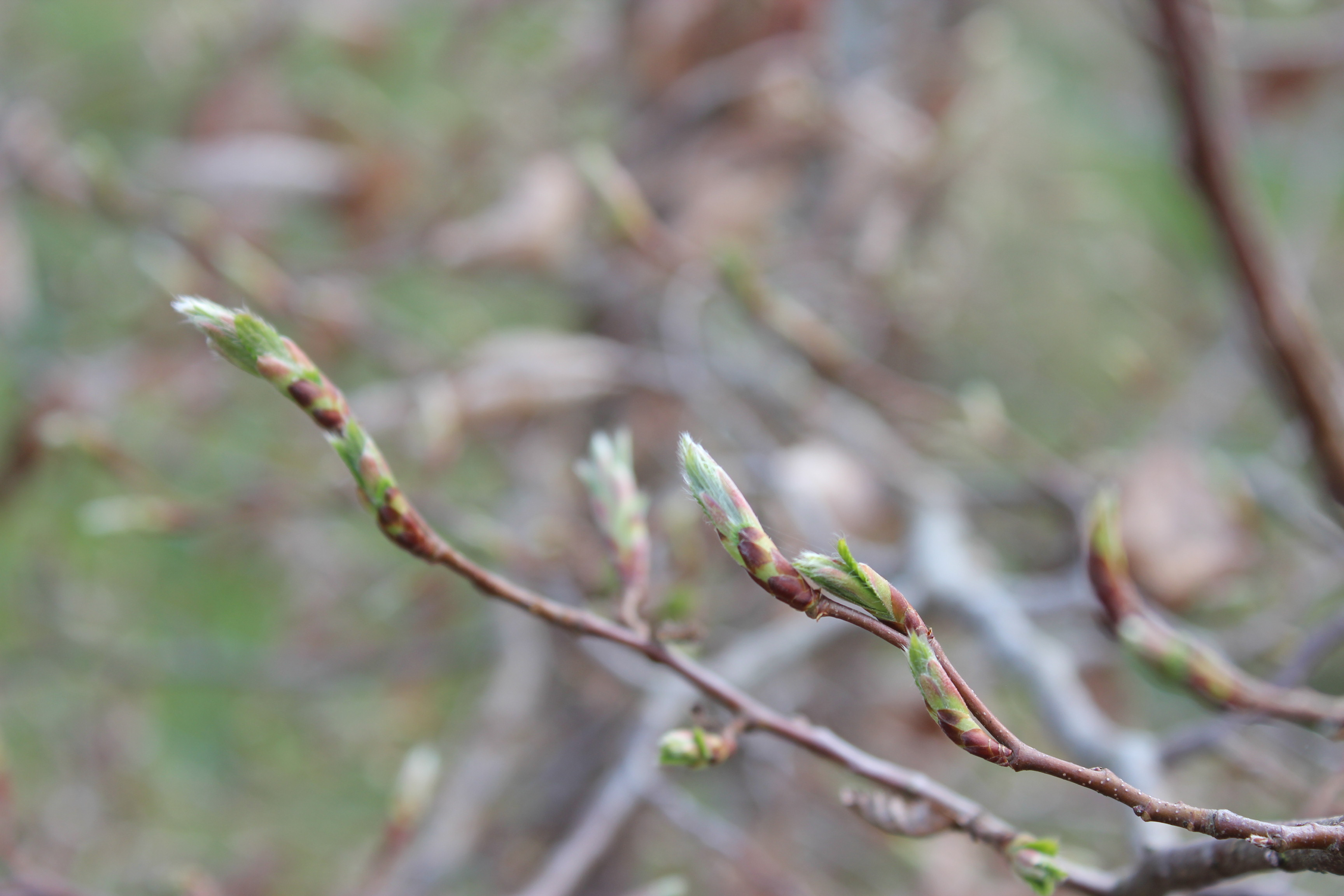
Bourgeons en mars.
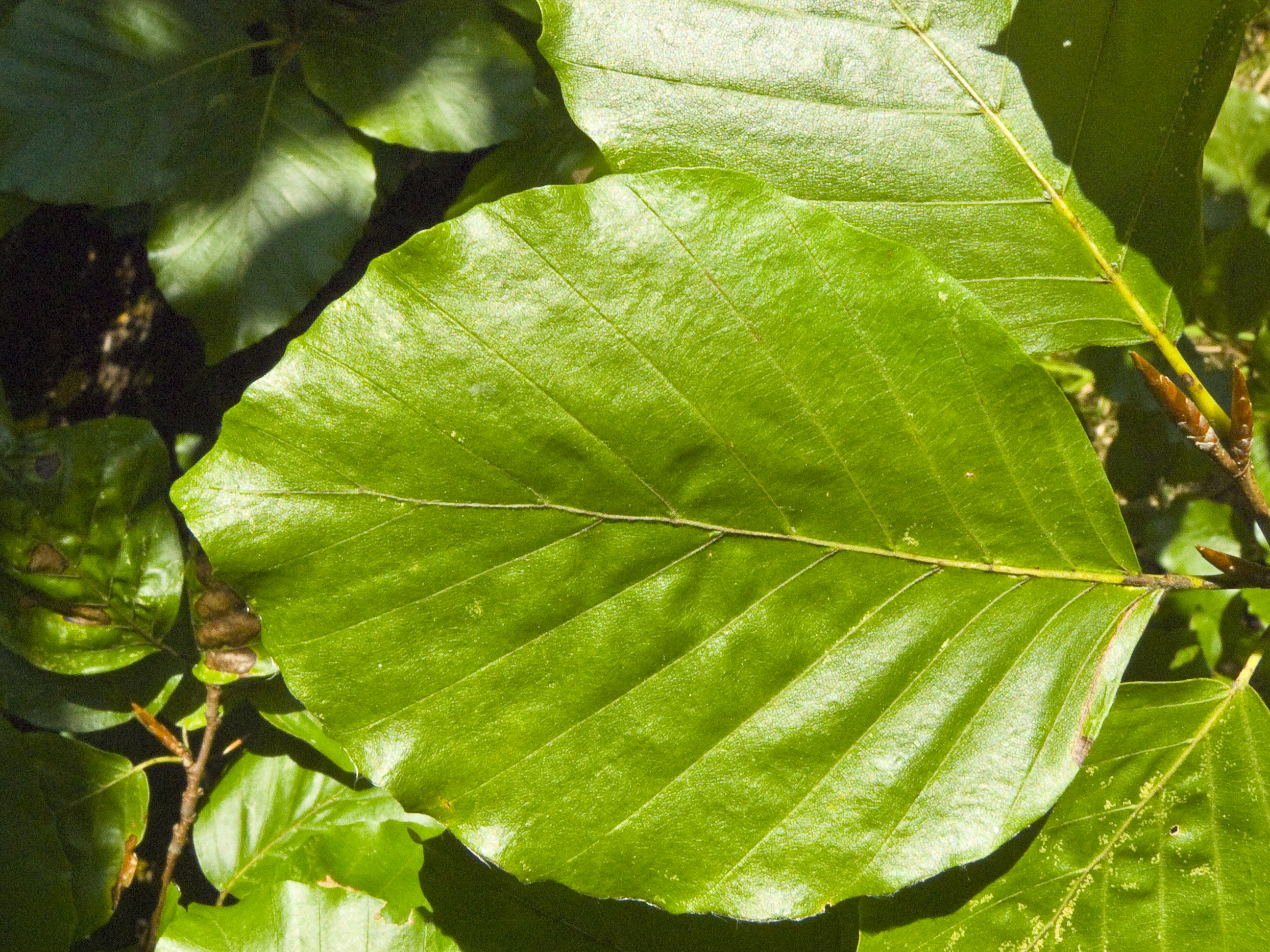
Les feuilles sont simples et entières, légèrement crénelées sur les bords.
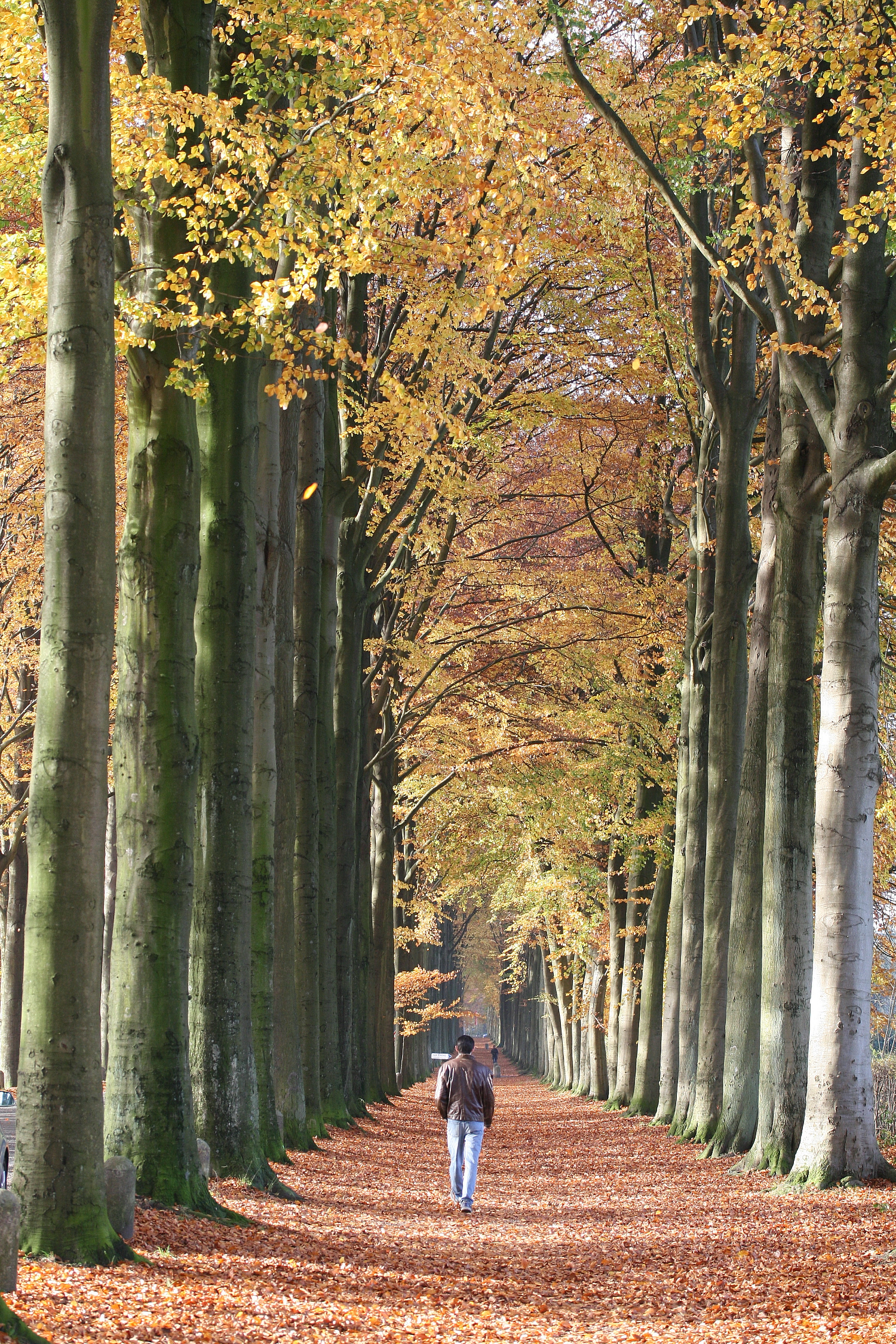
En automne, la couleur du feuillage vire vers une teinte cuivrée.
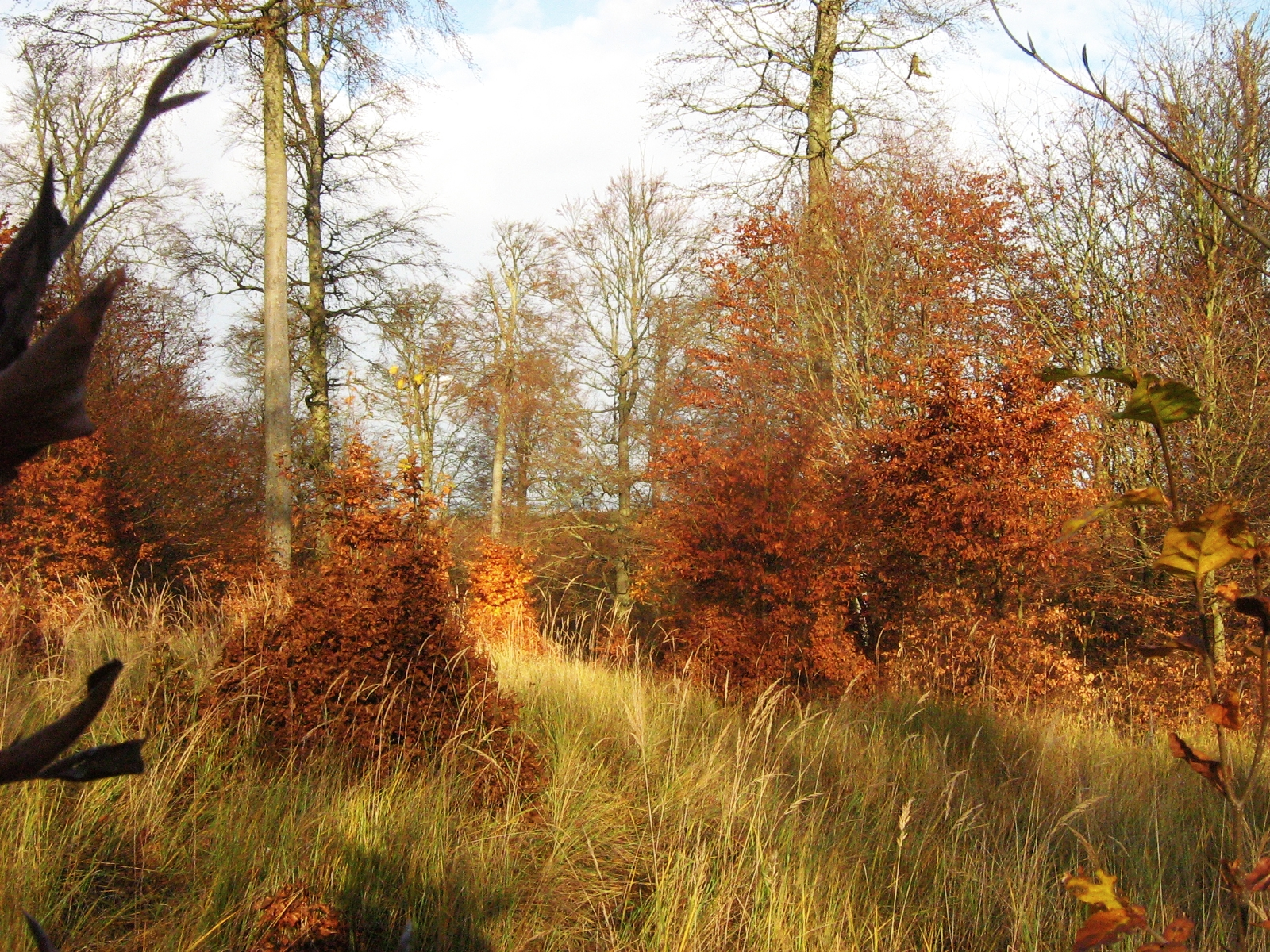
Persistance des feuilles mortes sur les branches basses durant l'hiver.
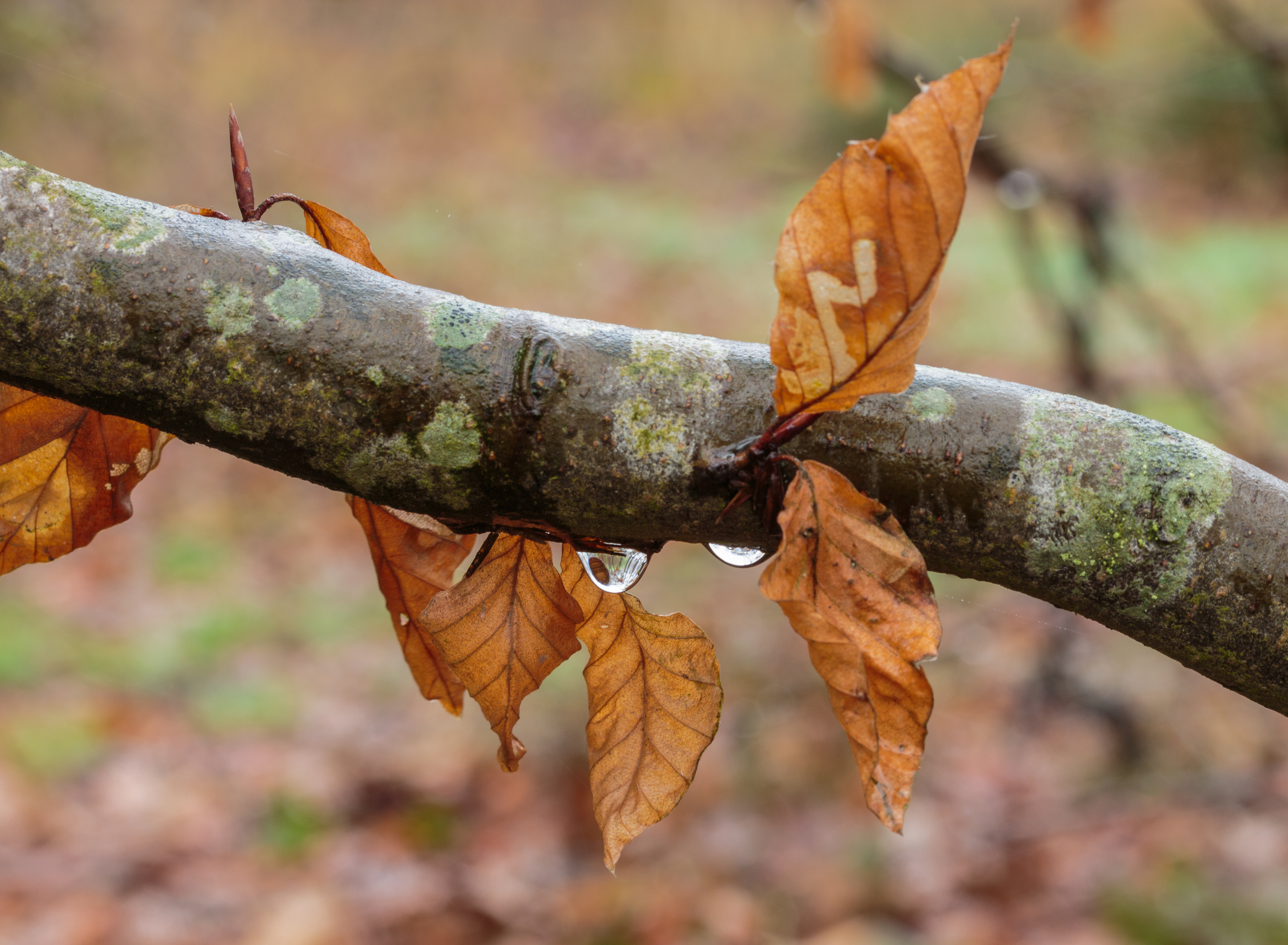
Feuilles de hêtre fanées après une pluie de mars.

### Fleurs et fruits
Le Hêtre commun est une espèce monoïque : un même arbre porte les deux sexes sur des fleurs différentes. La floraison intervient en avril ou mai, juste après la feuillaison : les bourgeons floraux, plus larges (4 à 5 mm) que les bourgeons végétatifs dont ils sont issus par induction florale, évoluent en fleurs lorsque le hêtre est âgé de 40 à 50 ans en milieu ouvert, 60 à 80 ans en peuplement dense. Les fleurs mâles, à huit étamines chacune, sont disposées (en moyenne 15 par inflorescence) en chatons globuleux (ces chatons d'abord jaunes puis bruns sont constitués d'épis de cymes triflores) à l'extrémité d'un long pédoncule pendant de 2 cm sur un jeune rameau ; les fleurs femelles vertes, situées dans les aisselles foliaires des rameaux de l'année (près de la zone apicale), sont réunies par deux, plus rarement trois ou quatre, dans une enveloppe florale, un involucre hérissé de pointes molles, au bout d'un pédoncule pubescent court et dressé. Fleurs mâles et femelles sont dépourvues de pétales, les sépales fusionnés forment des écailles qui forment quatre à six lobes sur les périanthes mâles, six lobes sur les périanthes femelles. La formule florale s'exprime donc ainsi : ♂∗S(4-6) E8 C0 et ♀∗S6 E0 C(3)
La pollinisation est anémophile et la fécondation allogame.
Les faînes sont les fruits du hêtre. Ce sont des akènes de la catégorie des nucules : leur paroi, le péricarpe, est dure et ne s'ouvre pas pour libérer les graines. Les faînes sont environ longues de 2 cm et larges de 1 cm. Elles ont la forme d'un tétraèdre à base bombée, de couleur brune, à surface vernissée ; elles ressemblent à de minuscules châtaignes triangulaires. Chaque faîne contient en général une seule graine, sans albumen, dont les cotylédons pliés en accordéon servent de tissu de réserve nourricière pour la future plantule.
Elles sont enfermées par deux, parfois trois ou quatre, dans une cupule ligneuse hérissée d'épines recourbées molles, issue de la condensation de l'involucre floral. Celle-ci, qu'autrefois certains appelaient « brou », s'ouvre par quatre fentes, parfois trois, pour former autant de valves.
Les faînes sont des fruits secs riches en lipides et glucides. Elles sont comestibles, mais les tanins les rendent légèrement astringentes et toxiques pour l'homme si elles sont consommées en quantité. Elles sont très appréciées des rongeurs (écureuils, mulots, loir, muscardin, campagnols…), des blaireaux, des sangliers et des oiseaux (pigeons ramiers, pinsons, pics…) qui participent à leur dissémination (dyszoochorie) lorsqu'elles sont tombées au sol.
La germination est épigée : la croissance de la radicelle et le gonflement de la plantule provoquent l'expulsion, hors de l'enveloppe de la faîne, des cotylédons qui se déploient pour former deux larges feuilles primordiales, demi-circulaires et auriculées à la base qui assureront la photosynthèse pendant tout ou partie de la première année du jeune arbre.

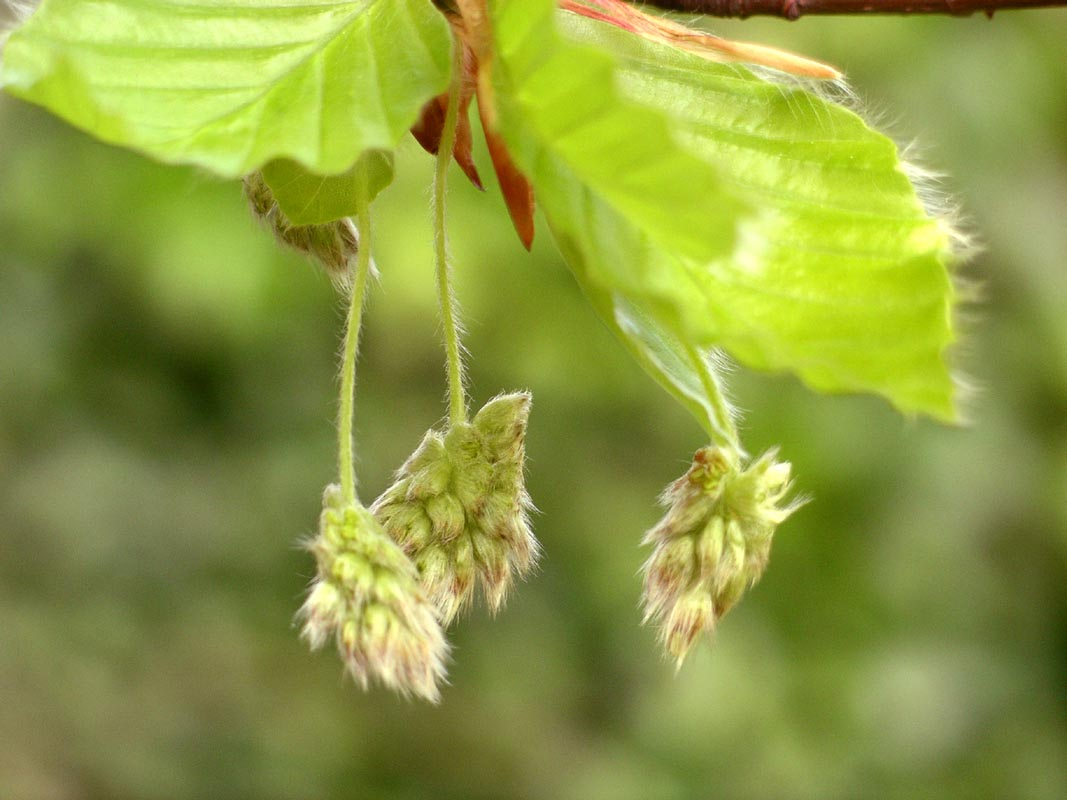
La floraison intervient alors que la feuillaison est encore en train de se déployer.
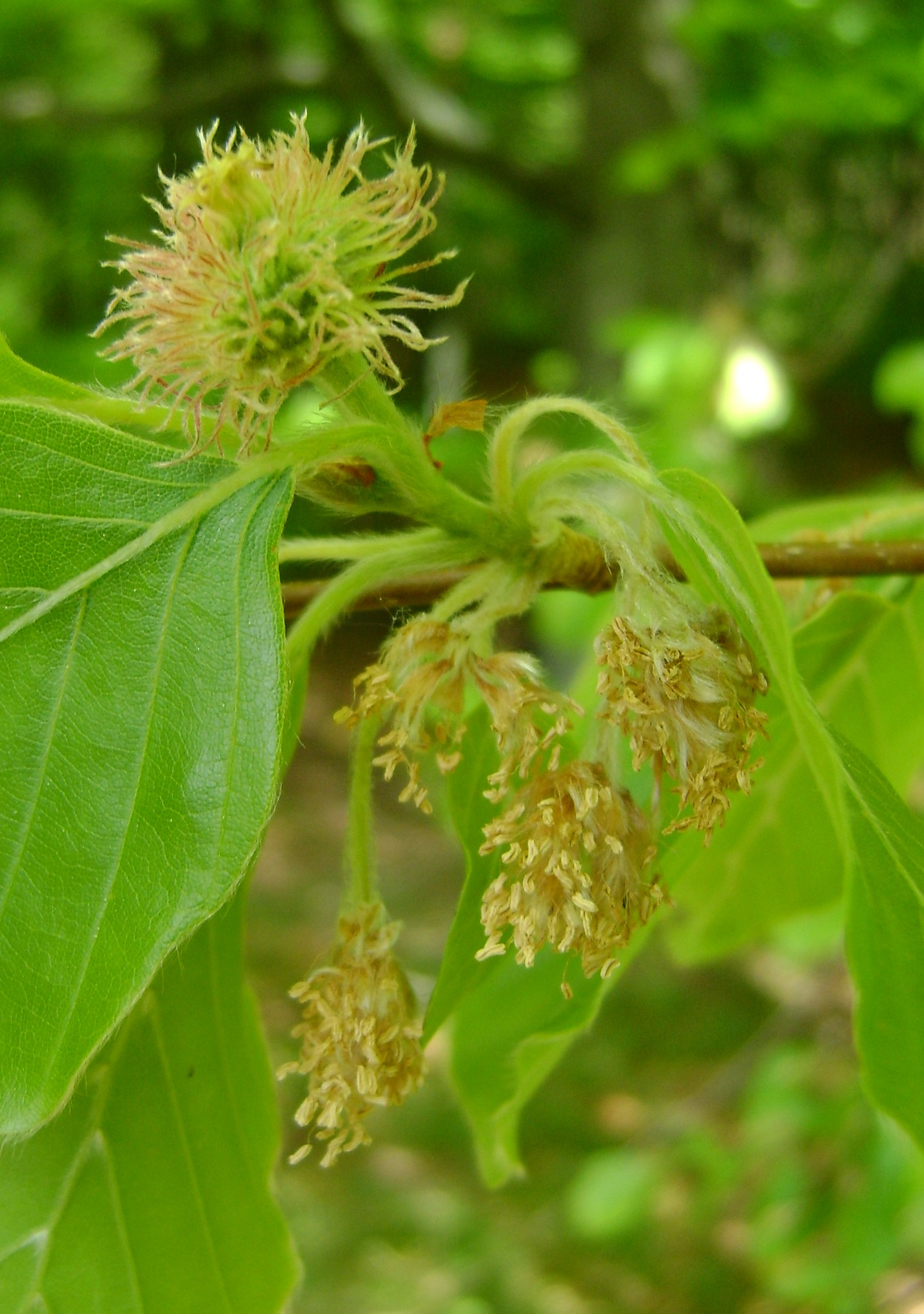
Chatons femelles (en haut) ; chatons mâles (en bas).
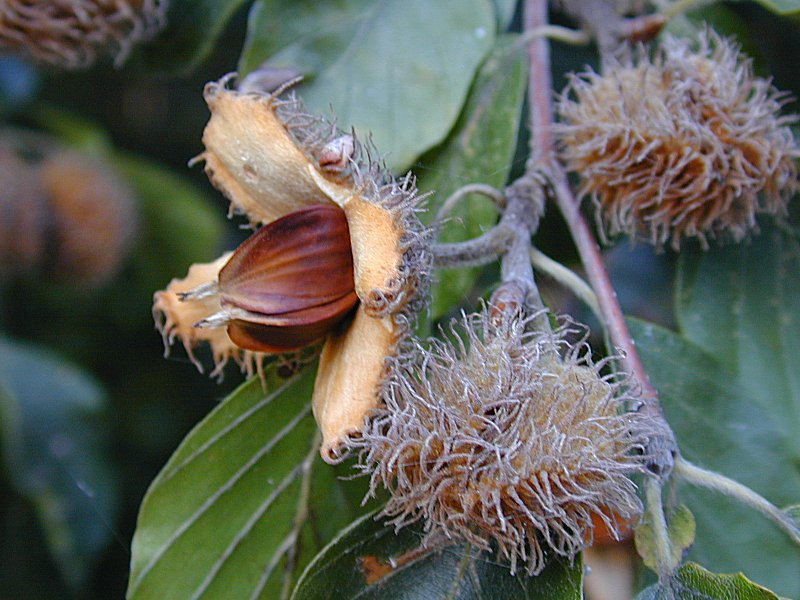
A maturité, les cupules s'ouvrent et libèrent chacune deux à quatre faînes.
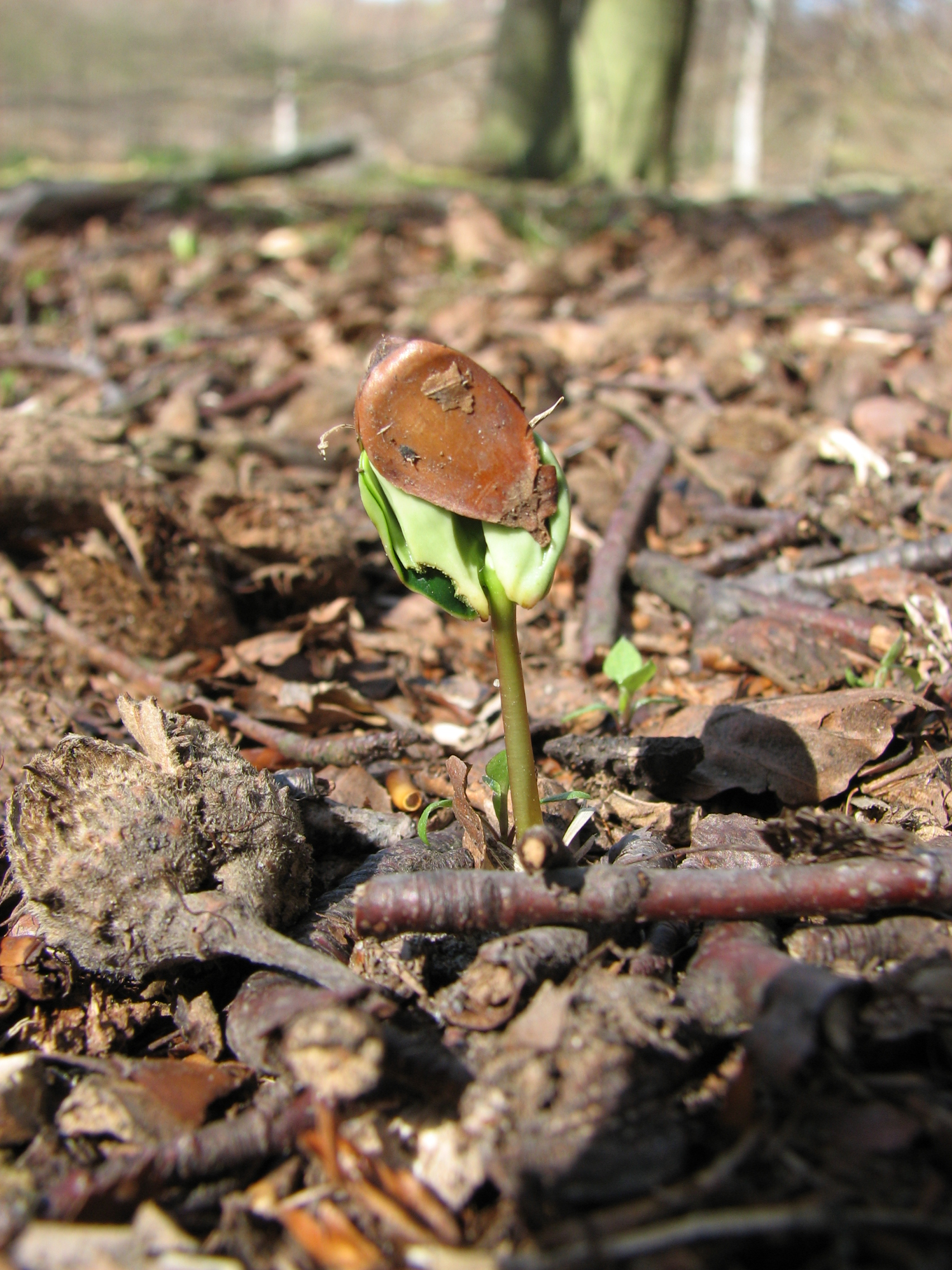
La germination est épigée, elle soulève la faîne d'où sortiront les deux cotylédons.
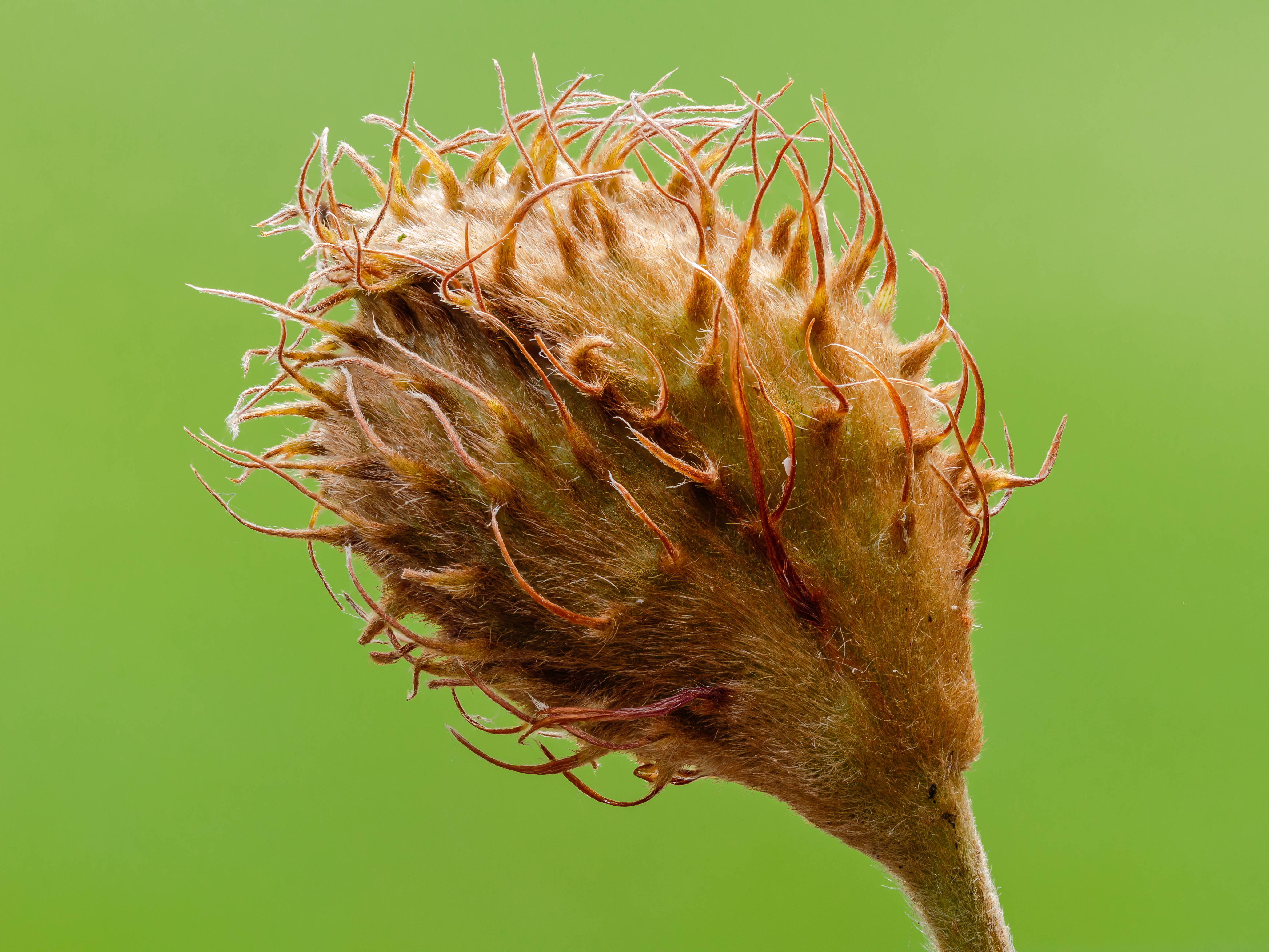
Fruit immature d'un hêtre.

### Système racinaire

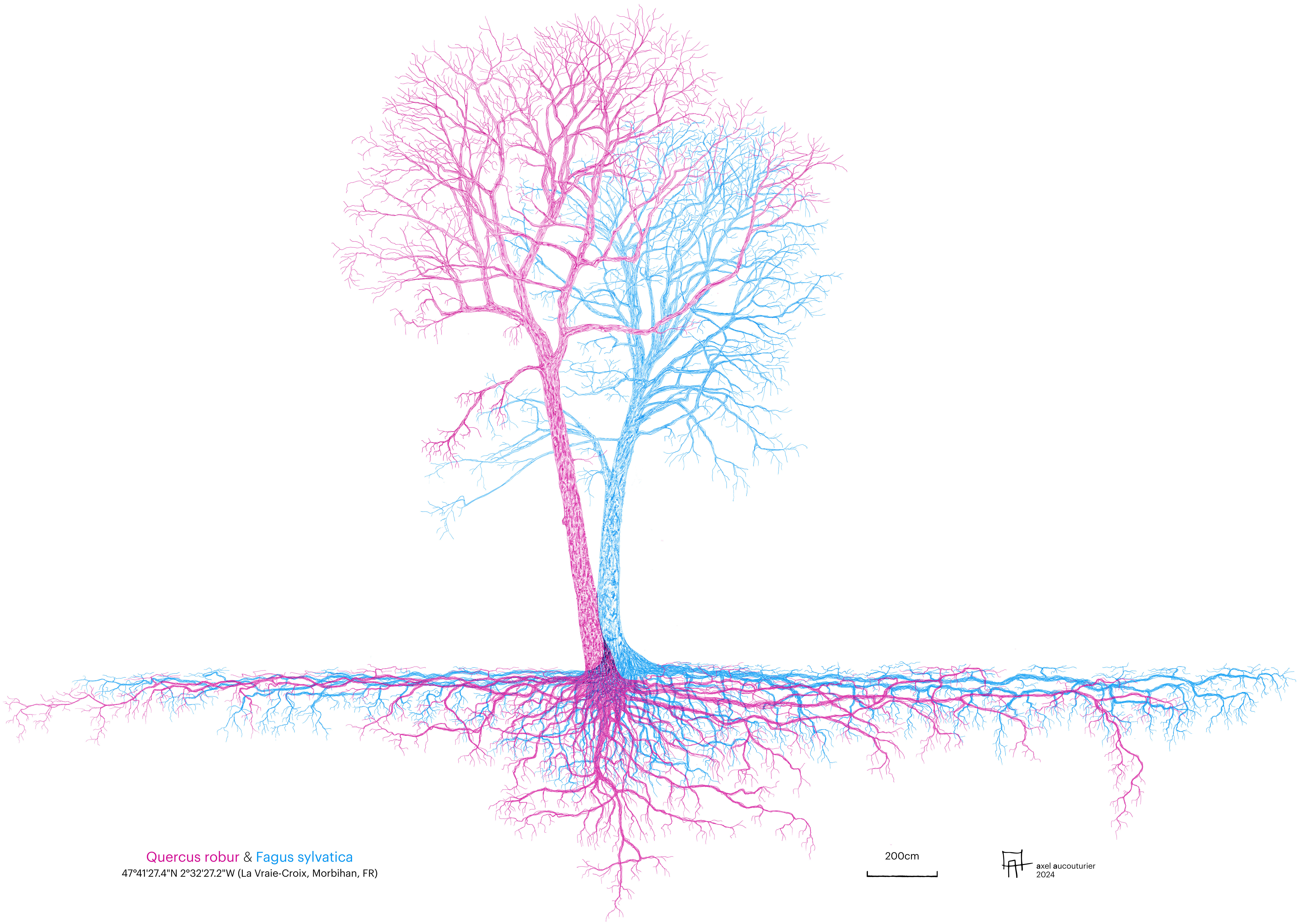
Chêne (Quercus robur) et Hêtre (Fagus sylvatica) "siamois" dans le parc de la Salle de sport de La Vraie-Croix (Morbihan). Systèmes racinaire et aérien en hiver. Dessin Axel Aucouturier [archive], 2024.

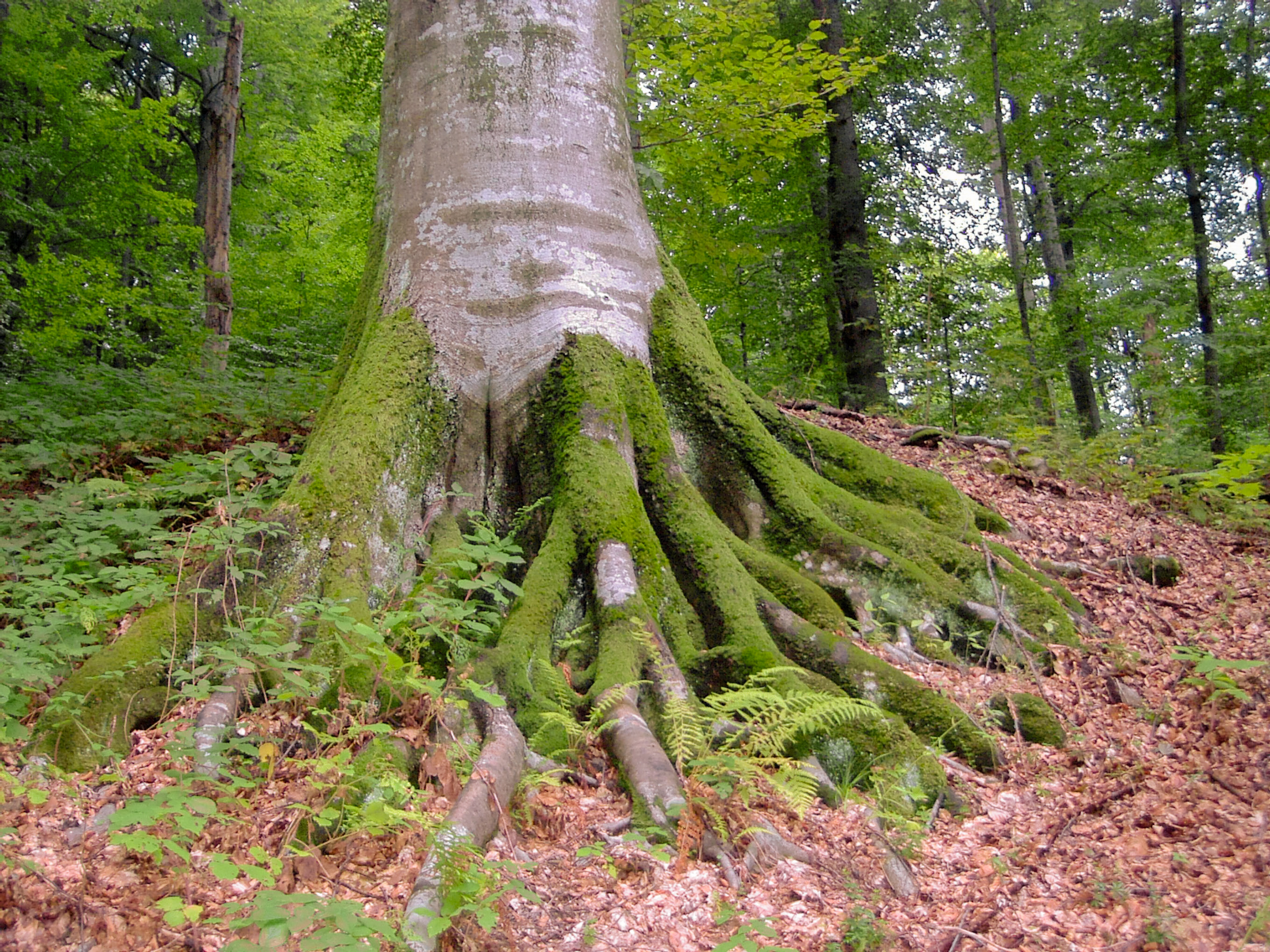
Système racinaire puissant, souvent traçant.

Le système racinaire du hêtre est à la base un système « en cœur » puissant, avec de nombreuses racines multidirectionnelles et souvent soudées entre elles, qui en l'absence de contraintes peut s'installer assez profondément. Cet enracinement n'est cependant pas capable de franchir des obstacles du sol tels que des couches compactes et mal drainées ou des couches indurées. Les racines tendent alors par compensation à se développer horizontalement en surface et confèrent alors au hêtre sa réputation d'arbre à enracinement superficiel. Une telle assise de l'arbre en « galette » peut alors le rendre plus sensible au renversement par le vent que s'il s'agissait d'une autre essence forestière. L'espèce peut néanmoins y trouver un avantage concurrentiel sur certains types de sols, notamment sur dalle rocheuse, car la surface racinaire étendue augmente la capacité de captation de l'eau.
Le système racinaire peut varier en forme selon la profondeur du sol, l'épaisseur de la couche d'humus ou le degré de mycorhization des racines.

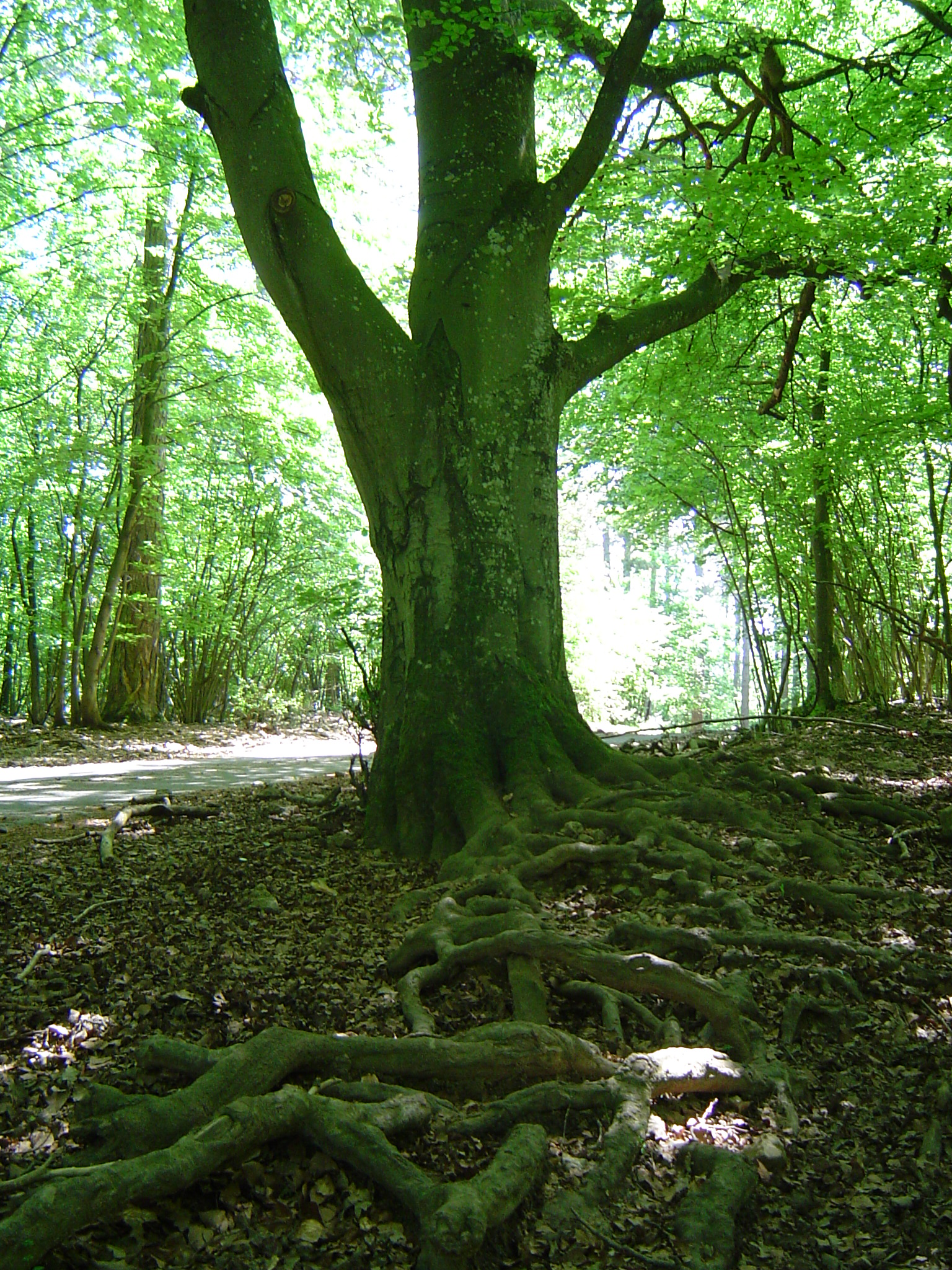
Réseau de racines multidirectionnelles d'un hêtre. Domaine des grottes de Han, Belgique.

### Formes et variétés

#### Formes naturelles

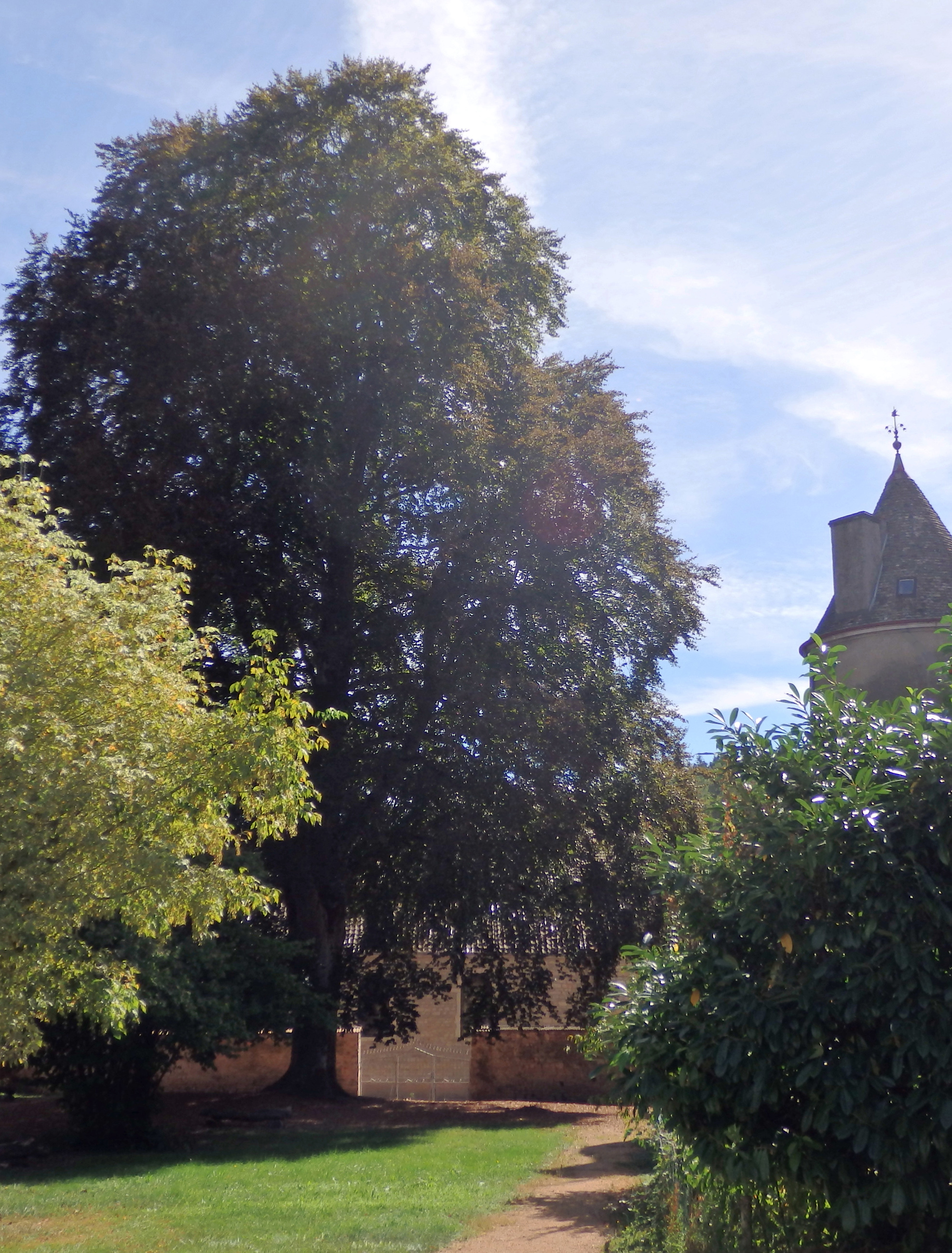
Un hêtre pourpre labellisé « Arbre remarquable de France » : celui de Lugny, en Haut-Mâconnais, qui a 200 ans.

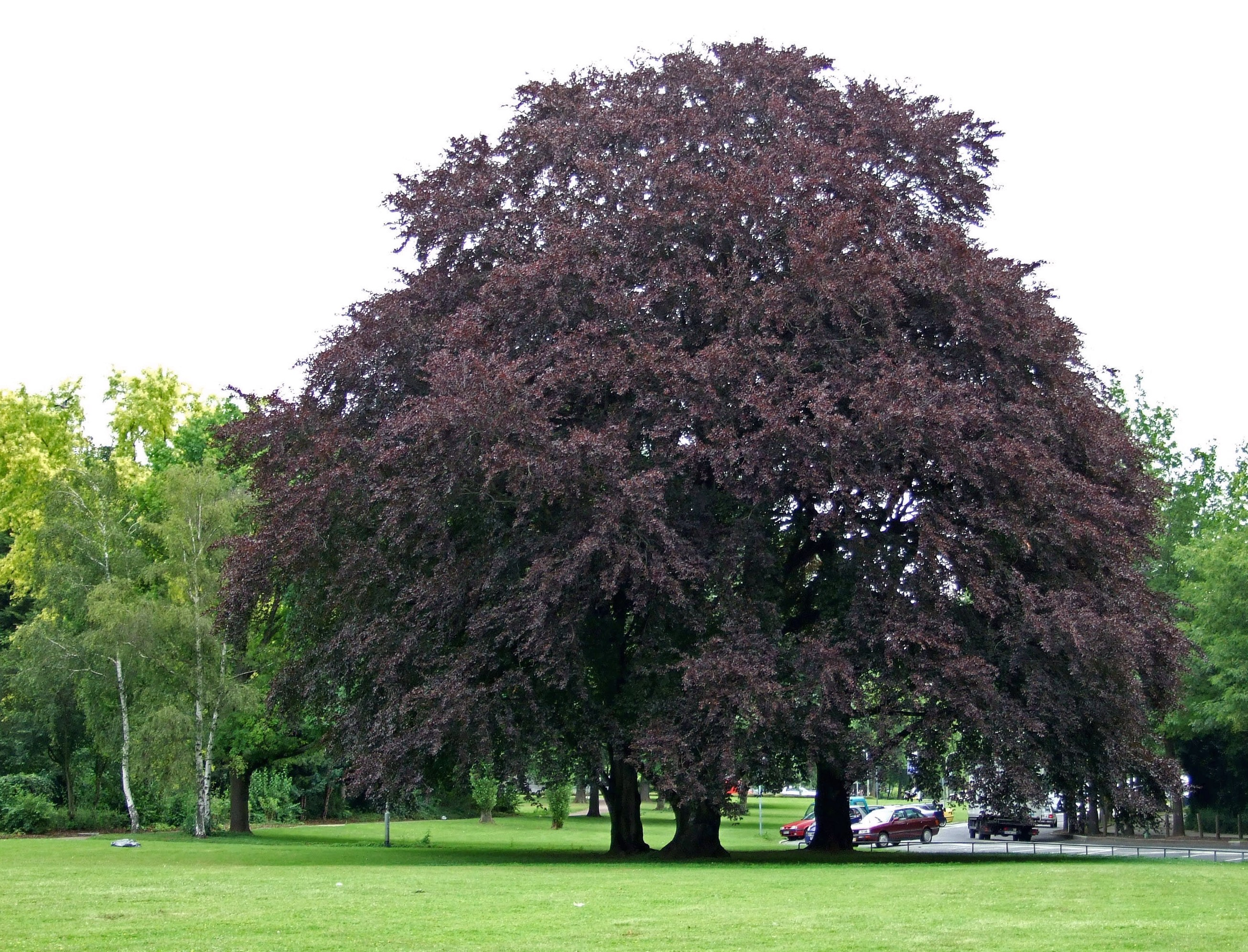
Le hêtre pourpre (Fagus sylvatica f. purpurea) est une vedette classique des grands parcs paysagés.

Deux formes naturelles du Hêtre commun sont particulièrement remarquables et connues.
Le Hêtre pourpre (Fagus sylvatica f. purpurea (Aiton) C. K. Schneid) fut découvert en plusieurs endroits et sa première localisation connue fut en 1600 en Suisse, près de Buchs, ensuite dans la forêt de Darney dans les Vosges, puis près de Zurich, puis en Thuringe ou dans le Tyrol. On peut trouver des semis à l'état disséminé dans les hêtraies. Il connaît un succès constant comme grand arbre d'ornement. Ses feuilles sont lisses à bord ondulé et présentent une couleur pourpre à cause d'une teneur élevée en anthocyanidine, mais selon les saisons elles peuvent varier avec du rose ou une forme de pourpre brillant qui masque la teinte verte de la chlorophylle. Arrivées à maturité, les feuilles deviennent plus foncées et aussi un peu plus petites et plus ovales, et leurs extrémités sont plus arrondies.
Le Hêtre tortillard (Fagus sylvatica f. tortuosa (Pépin) Hegi) est une forme arbustive à troncs et branches contournés. Le site le plus connu en France, qui en regroupe un nombre notable, est celui des « faux de Verzy », en montagne de Reims. On connaît aussi des individus plus ou moins isolés en Auvergne, en Bretagne et en Lorraine, ainsi qu'en Allemagne, au Danemark et en Suède.

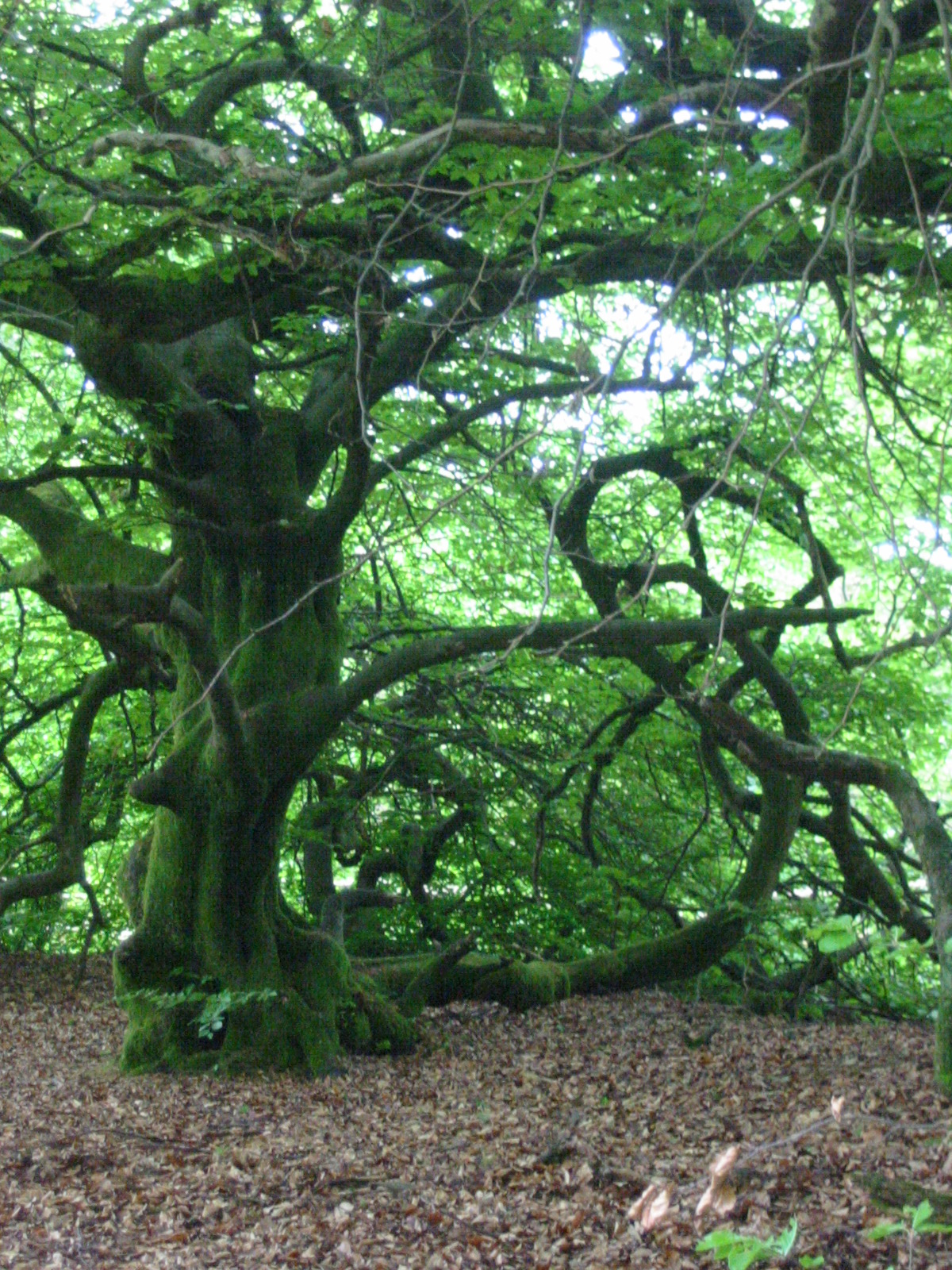
Le hêtre tortillard (Fagus sylvatica f. tortuosa) est notamment connu par les Faux de Verzy près de Reims.

#### Variétés horticoles (cultivars)

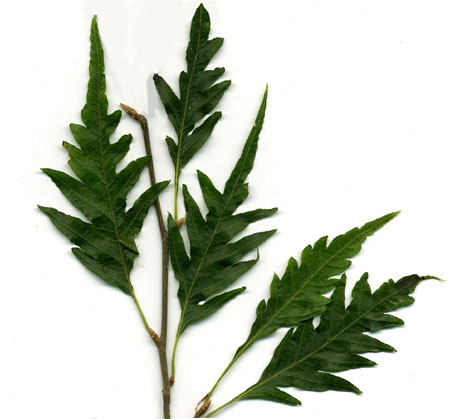
Fagus sylvatica 'Asplenifolia' : feuilles.

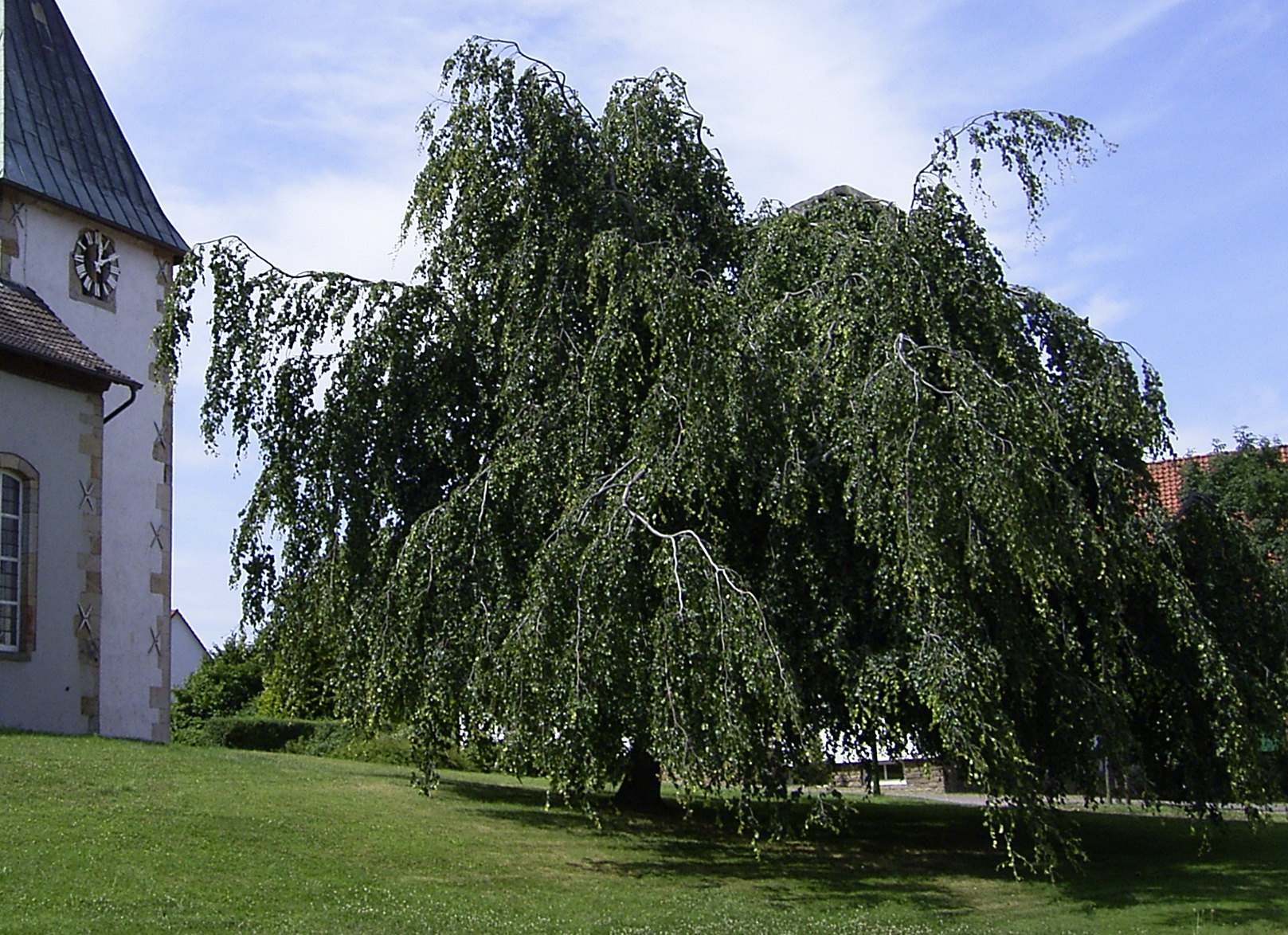
Fagus sylvatica 'Pendula' : allure générale

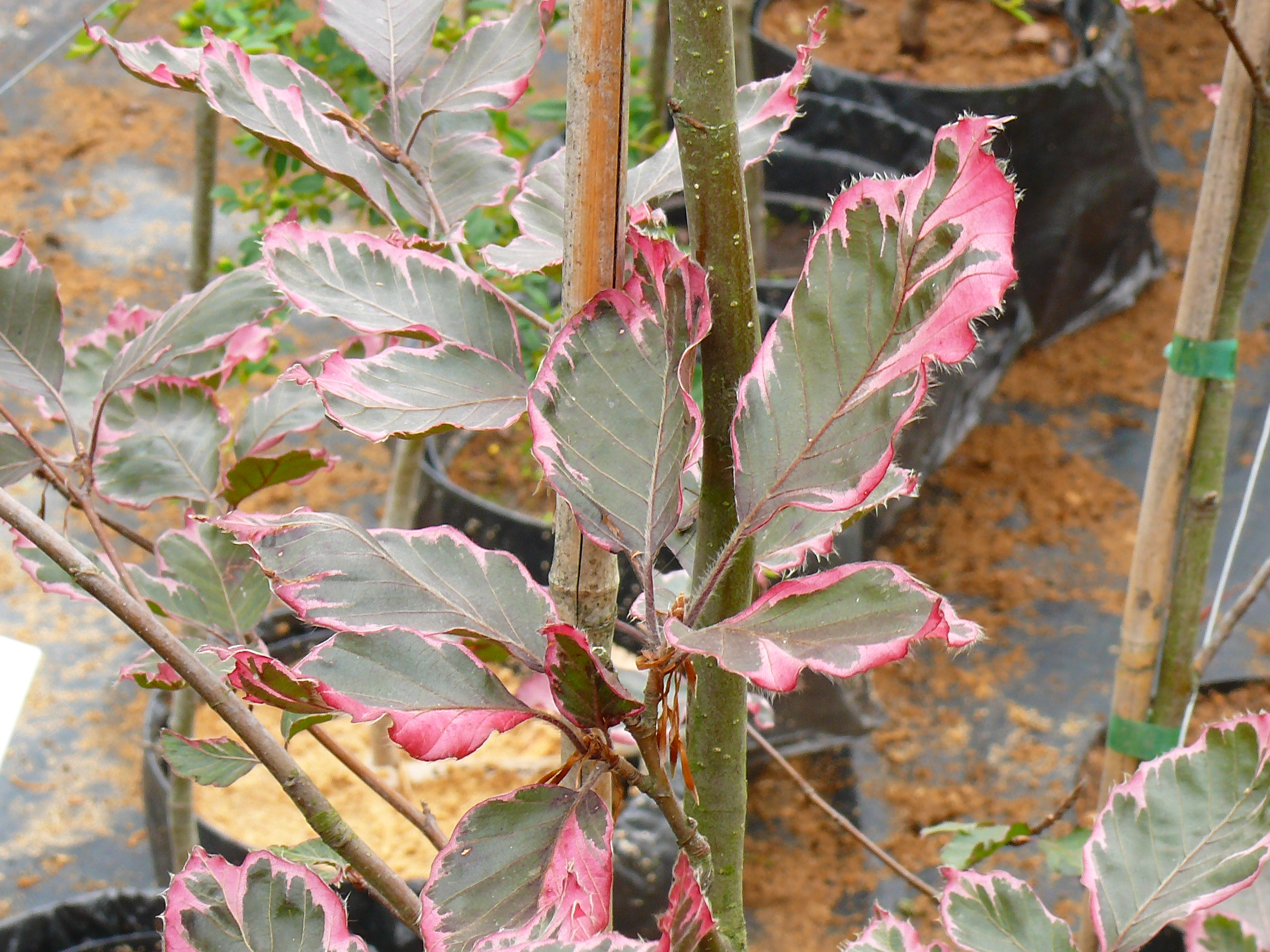
Fagus sylvatica 'Roseomarginata' : feuilles.

Plus d'une quarantaine de variétés ornementales de Fagus sylvatica ont été sélectionnées et développées par les horticulteurs.
Il existe ainsi des cultivars à feuillage rouge foncé (Fagus sylvatica 'Atropurpurea'),
certains à feuilles étroites profondément lobées (Fagus sylvatica 'Laciniata'), d'autres à port pleureur (F. sylvatica 'Pendula') ou à port en colonne étroite (F. sylvatica 'Fastigiata'), et d'autres encore :
- Fagus sylvatica 'Albovariegata'
- Fagus sylvatica 'Ansorgei'
- Fagus sylvatica 'Asplenifolia' (feuilles étroites lancéolées profondément découpées)
- Fagus sylvatica 'Aurea Pendula'
- Fagus sylvatica 'Cochleata'
- Fagus sylvatica 'Cristata'
- Fagus sylvatica 'Dawyckii' (port étroit)
- Fagus sylvatica 'Dawyck Gold'
- Fagus sylvatica 'Dawyck Purple'
- Fagus sylvatica 'Grandifolia'
- Fagus sylvatica 'Rohanii'
- Fagus sylvatica 'Rohan Trompenburg'
- Fagus sylvatica 'Interrupta Purpurea'
- Fagus sylvatica 'Interrupta'
- Fagus sylvatica 'Miltonensis'
- Fagus sylvatica 'Purpurea Pendula'
- Fagus sylvatica 'Purple Fountain'
- Fagus sylvatica 'Spaethiana'
- Fagus sylvatica 'Swat Magret'
- Fagus sylvatica 'Frisio'
- Fagus sylvatica 'Purpurea Nana'
- Fagus sylvatica 'Purpurea Tricolor' ou 'Roseomarginata'
- Fagus sylvatica 'Luteovariegata'
- Fagus sylvatica 'Quercina'
- Fagus sylvatica 'Red Obelisk'
- Fagus sylvatica 'Rohan Gold'
- Fagus sylvatica 'Rotundifolia'
- Fagus sylvatica 'Tortuosa Purpurea'
- Fagus sylvatica 'Silverwood'

## Développement
Le débourrement des bourgeons a lieu tardivement. Entre autres signes et indices biologiques ou chimiques, le hêtre reconnaît le moment propice à l'éclosion à la durée journalière d'ensoleillement. C'est pour cette raison que le débourrement du hêtre a lieu chaque année fin avril, début mai avec une remarquable précision (à peu de jours près), pourtant plus précoce dans le nord qu'au sud, à 600 m d'altitude du niveau de la mer.

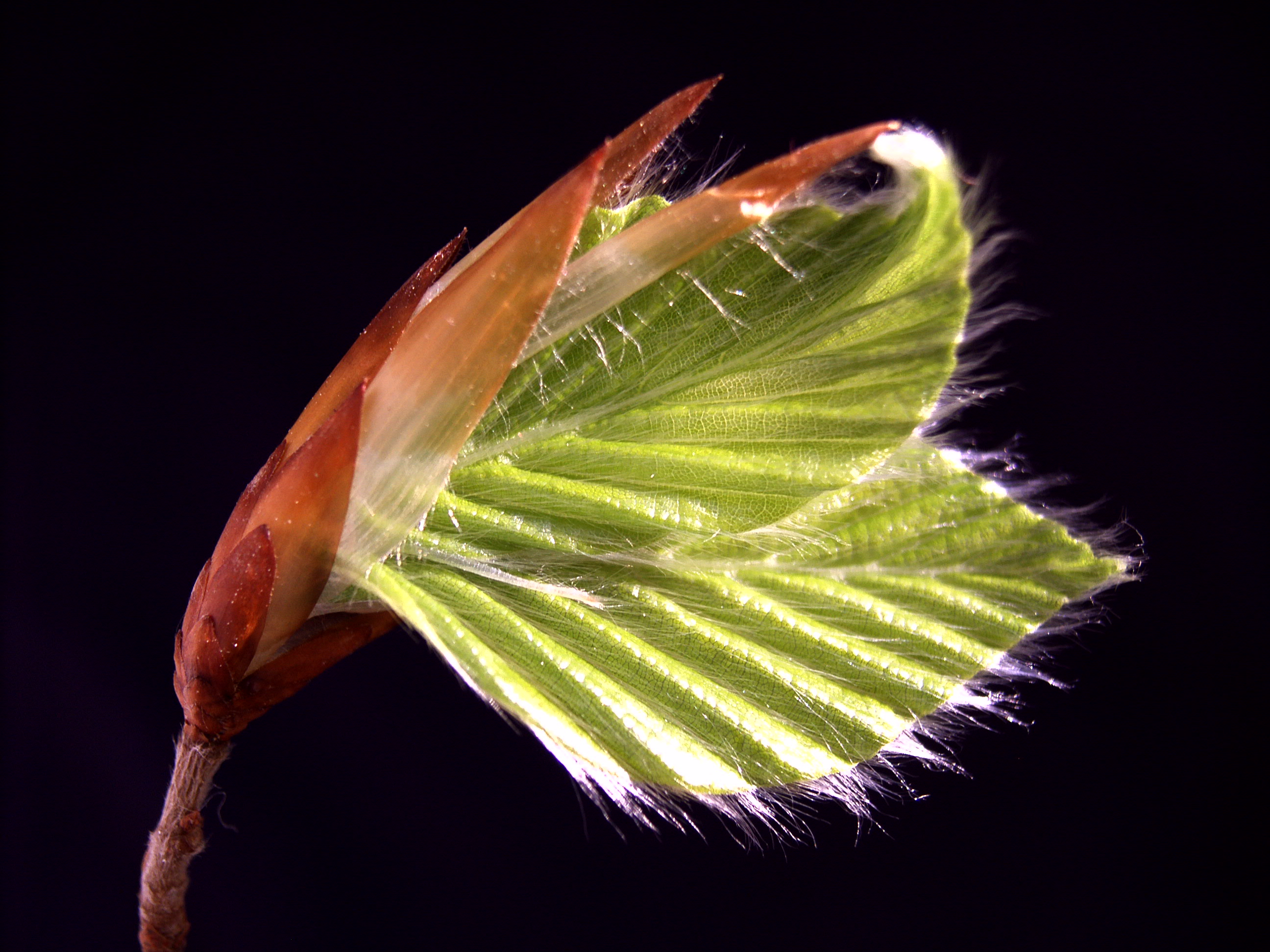
Le débourrement est principalement placé sous l'influence de la durée du jour et intervient au printemps quasiment à date fixe.
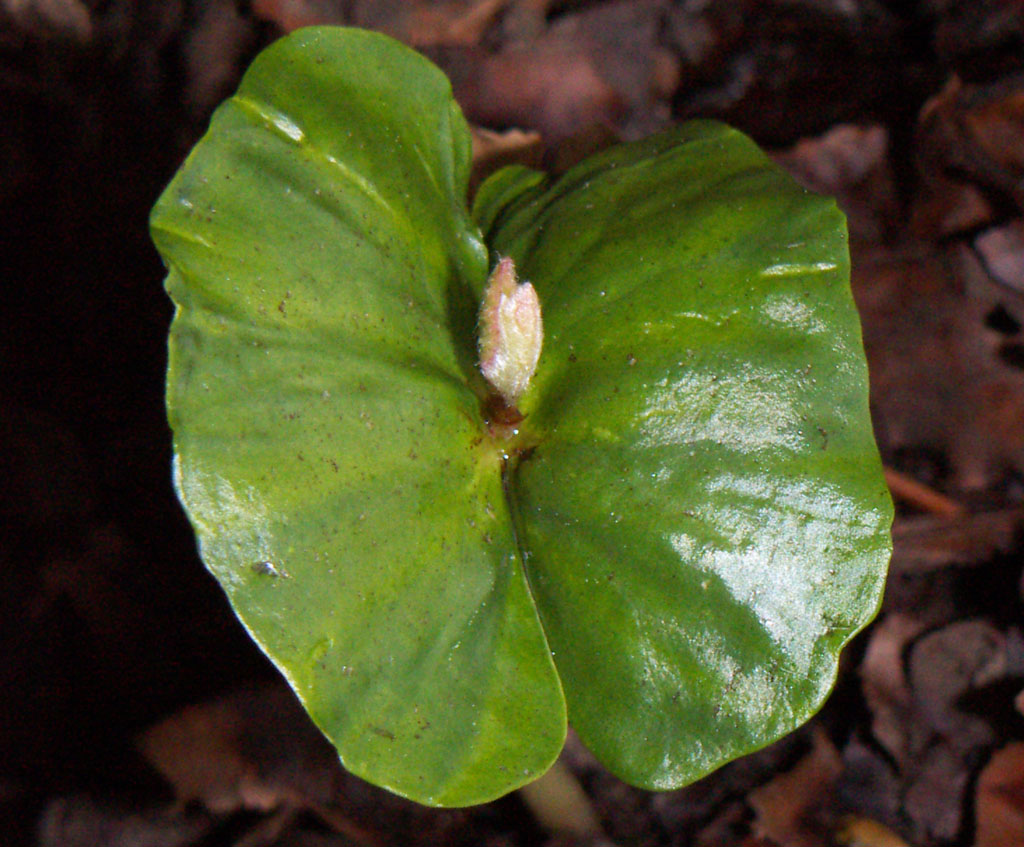
Les plantules de l'année étalent leurs deux grandes feuilles cotylédonaires caractéristiques.
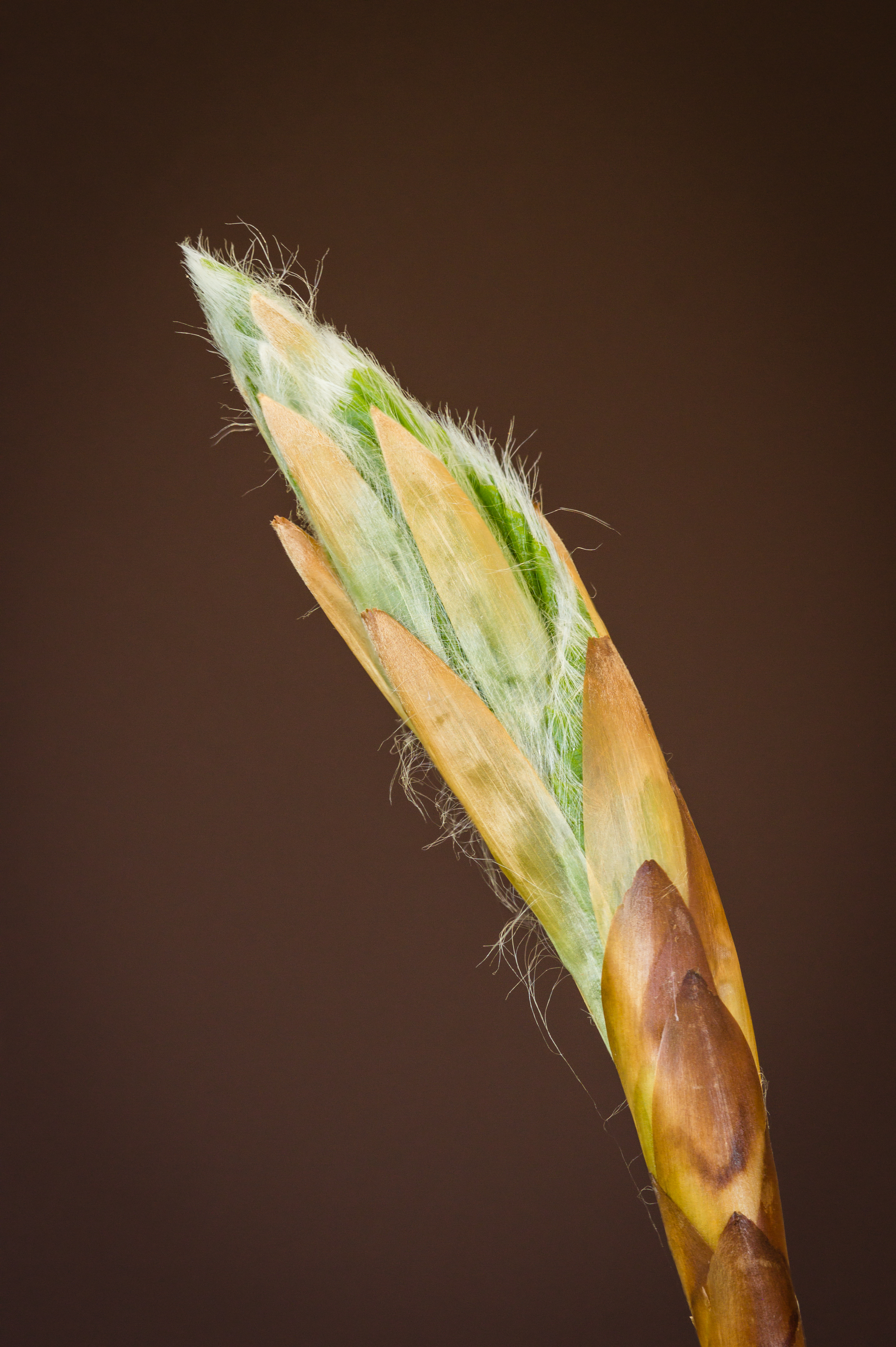
Bourgeon de hêtre commun. Avril 2022.

Chaque bourgeon contient depuis sa formation au cours de l'été précédent, la totalité des feuilles qui composeront le rameau (entre 3 et 11). Comme chez de nombreux feuillus, le bourgeon terminal émet au printemps une hormone inhibitrice qui freine le développement des bourgeons adventifs. Cette tendance, très forte au début de leur existence (croissance annuelle de 40 à 70 cm pour un hêtre jeune de 30 à 50 ans), s'affaiblit chez les vieux sujets.
Ce n'est qu'après le débourrement que la croissance des racines commence : il apparaît d'abord de très fines racines (de diamètre inférieur à 0,5 mm) puis après la vague d'allongement aérien, des racines moins fines croissent de façon rythmique.
La floraison se produit essentiellement entre 30 et 80 ans.
Le hêtre fructifie à partir de 60 ou 80 ans et jusqu'à 200 ans. Cette fructification qui a lieu tous les ans, est très abondante sur tout le massif forestier l'année suivant un été chaud, ensoleillé et sec, mais jamais deux années de suite.
Comparée à celle d'autres espèces de grands arbres, comme les chênes, les châtaigniers, les tilleuls, la longévité du Hêtre commun est réputée plus limitée. Il survit en effet mal à une perte de son intégrité, que le dommage soit dû à un accident ou simplement au vieillissement. En général les hêtres atteignent 150 à 200 ans, et souvent les vieux individus ne vont guère jusqu'à 300 ans. On connaît cependant certains sites naturels de très vieux arbres, notamment en Italie dans la vallée Cervara des Abruzzes, où le comptage des cernes d'accroissement a révélé des âges bien plus élevés, jusqu'à 503 ans.

## Écologie

### Exigences (auto-écologie)

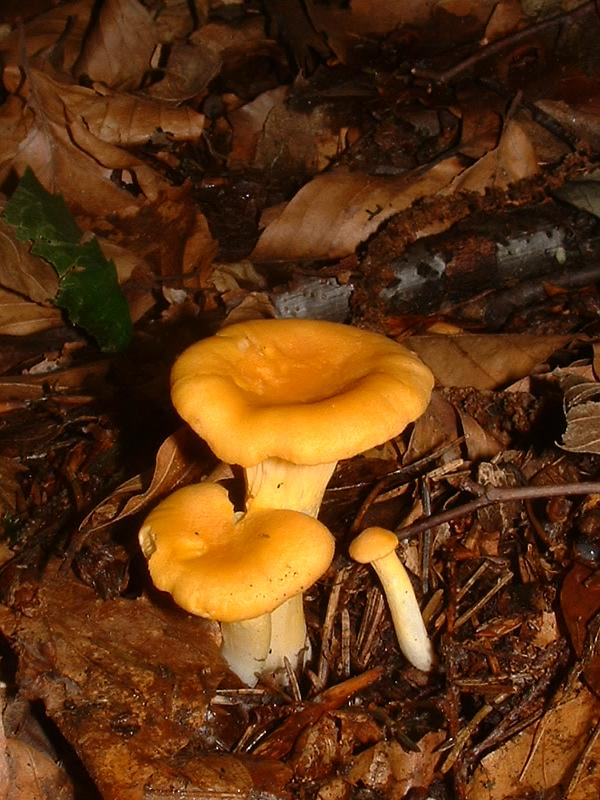
Ces girolles qui émergent d'une litière de feuilles de Hêtre commun, ne sont en fait que les « fructifications » (les sporophores communément appelés champignons) d'un organisme fongique dont les filaments souterrains (le mycélium) vivent pour partie en association avec les racines de l'arbre.

Peu difficile quant à la nature du sol, le hêtre affectionne des terrains calcaires ou légèrement acides. Il peut s'accommoder de sols superficiels. Ainsi, le trouve-t-on plus volontiers à flanc de coteau qu'au fond d'une cuvette argileuse.
Il résiste bien aux froids rigoureux en hiver, mais il est très sensible aux gelées de printemps.
Le rôle des mycorhizes est considérable pour cette espèce, qui sans elles ne peut vivre ni se développer normalement. Les fonctions de cette symbiose sont complexes et concernent schématiquement : l'alimentation en eau, une protection chimique et mécanique des racines contre les bactéries, l'élaboration de substances de croissance, l'amélioration de l'alimentation en minéraux et du sol (humus). Pour ces raisons, il est recommandé lors d'un prélèvement ou d'un rempotage de conserver et réintégrer une part du substrat d'origine afin de faciliter la reconstitution de cette flore mycorhizienne. Parmi les espèces dont le mycélium peut entrer en symbiose avec les racines du hêtre et peut aussi participer à la biodégradation des éléments morts (feuilles au moins), on trouve celles de champignons connus : des bolets, des lactaires, des amanites, des girolles, des cortinaires, des hébélomes. Certains traitements sylvicoles (coupes rases, fortes éclaircies) peut aussi négativement affecter les densités de mycorhization.
Concernant l'eau : la hêtraie joue un rôle significatif dans le cycle de l'eau. Vis-à-vis de l'eau, le hêtre a deux exigences majeures :
- une atmosphère à hygrométrie plutôt élevée, avec des précipitations annuelles supérieures à 750 mm bien réparties tout au long de l'année ou avec des brouillards fréquents ; Plus on descend vers le sud dans son aire de répartition, plus on le trouve en altitude où il peut grimper à plus de 2 000 m[47].
- un sol bien drainé, mais épargné par les sécheresses[48]. C'est une espèce mésoxérophile à mésophile qui ne résiste pas à l'excès d'eau. Les mesures faites durant la canicule de 2003 montrent que la hêtraie présente aussi une « forte sensibilité des hêtres à la sécheresse édaphique se traduisant par une importante diminution des flux hydriques. »[48]et ont « aussi permis de quantifier la participation des réserves d’eau contenue dans la partie aérienne des arbres (troncs, branches et feuilles). En conditions hydriques non limitantes, cette participation est en moyenne de 16 % de la transpiration journalière. Cette quantité d’eau prélevée dans les tissus des arbres montre une forte variabilité temporelle, dépendant de la demande climatique et donc de la quantité d’eau transpirée[48]. Au cours de la sécheresse, la participation des réserves d’eau à la transpiration a fortement augmenté, tant en quantité, qu’en proportion de la transpiration journalière, la valeur maximale atteinte étant de 67 % ». En cas de sécheresse, la régulation stomatique limite l'évapotranspiration et le bois d'aubier joue un certain rôle de réservoir-tampon d'eau, comme, mais moindrement - les tissus élastiques du tronc[48].

### Répartition (chorologie)

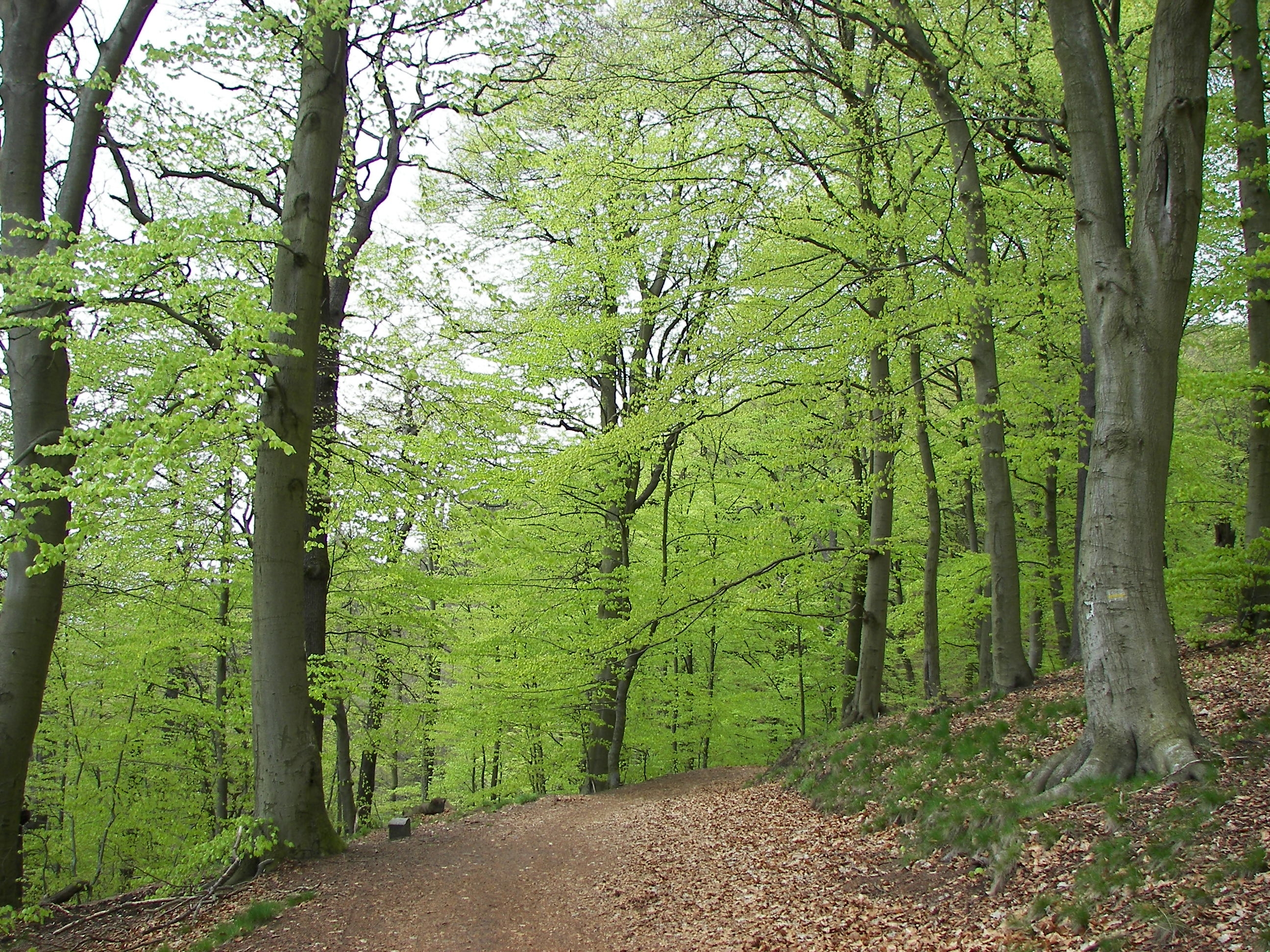
De belles hêtraies couvrent les collines de la Hesse dans le nord de l'Allemagne.

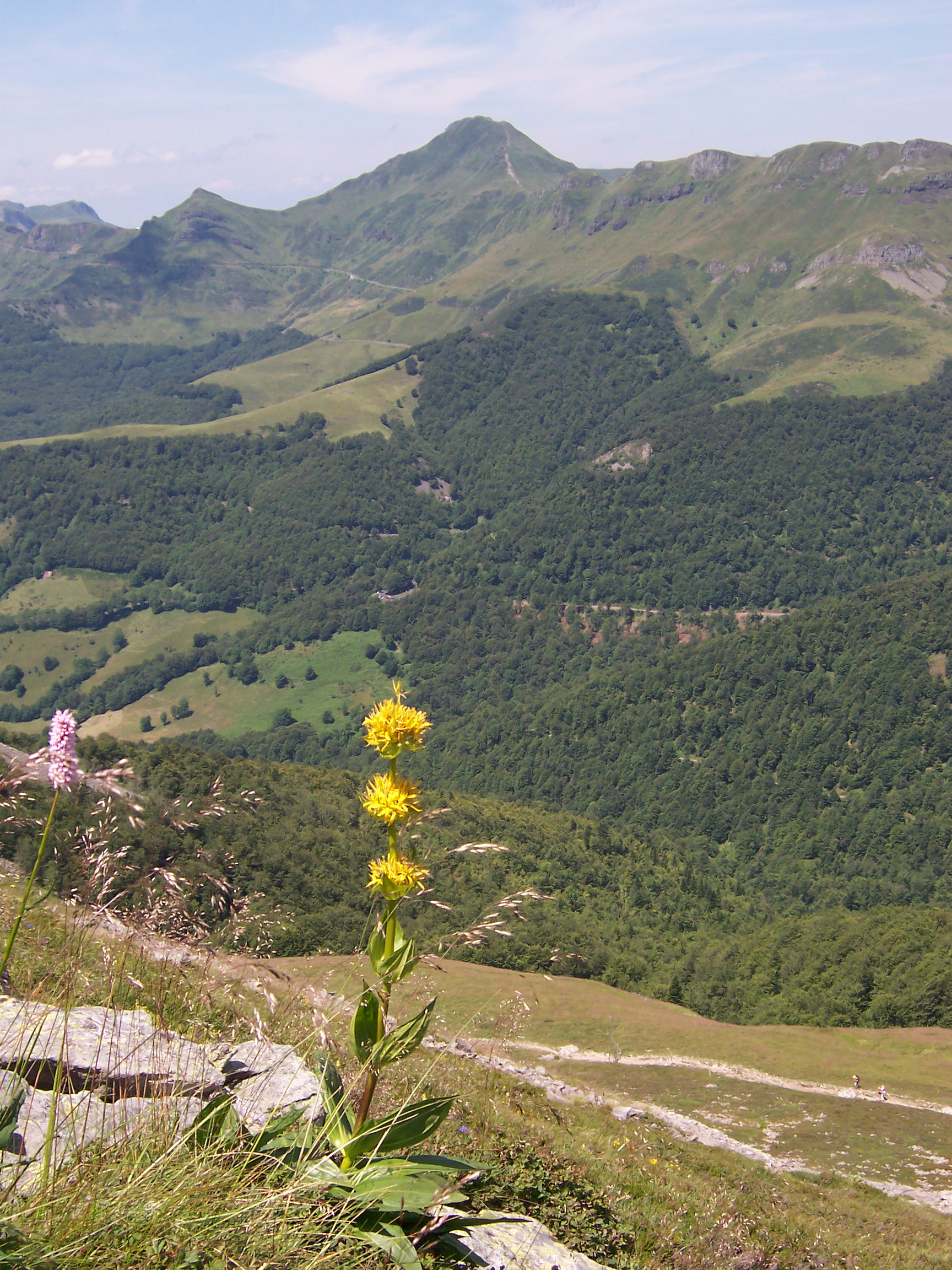
Les hêtraies et les hêtraies-sapinières des monts du Cantal, en Auvergne, occupent une bande d'altitude située sous les prairies d'estive des sommets.

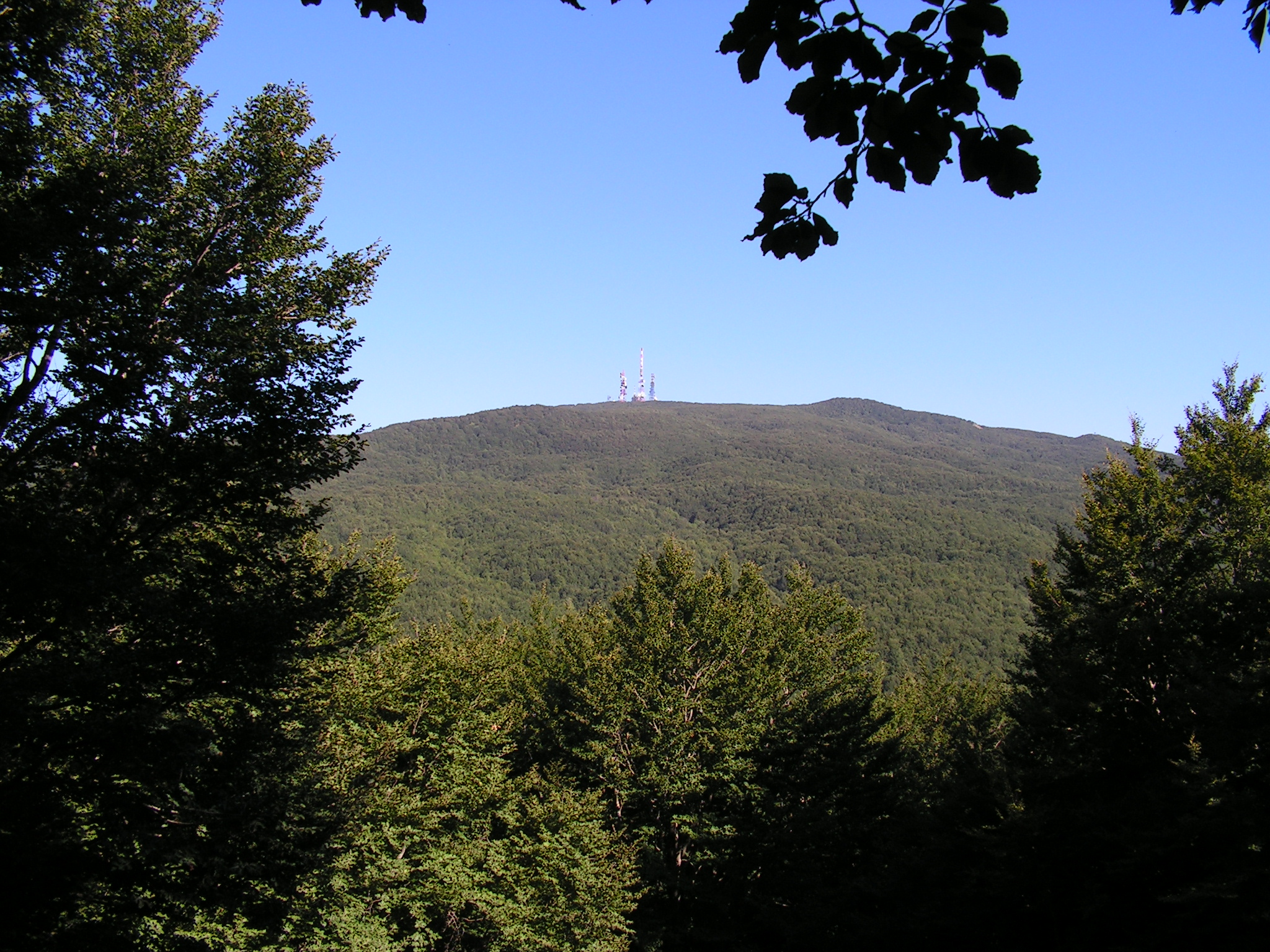
C'est dans les montagnes du nord de la Sicile, ici près du sommet des monts Nébrodes, que le Hêtre commun se trouve le plus au sud de son aire naturelle.

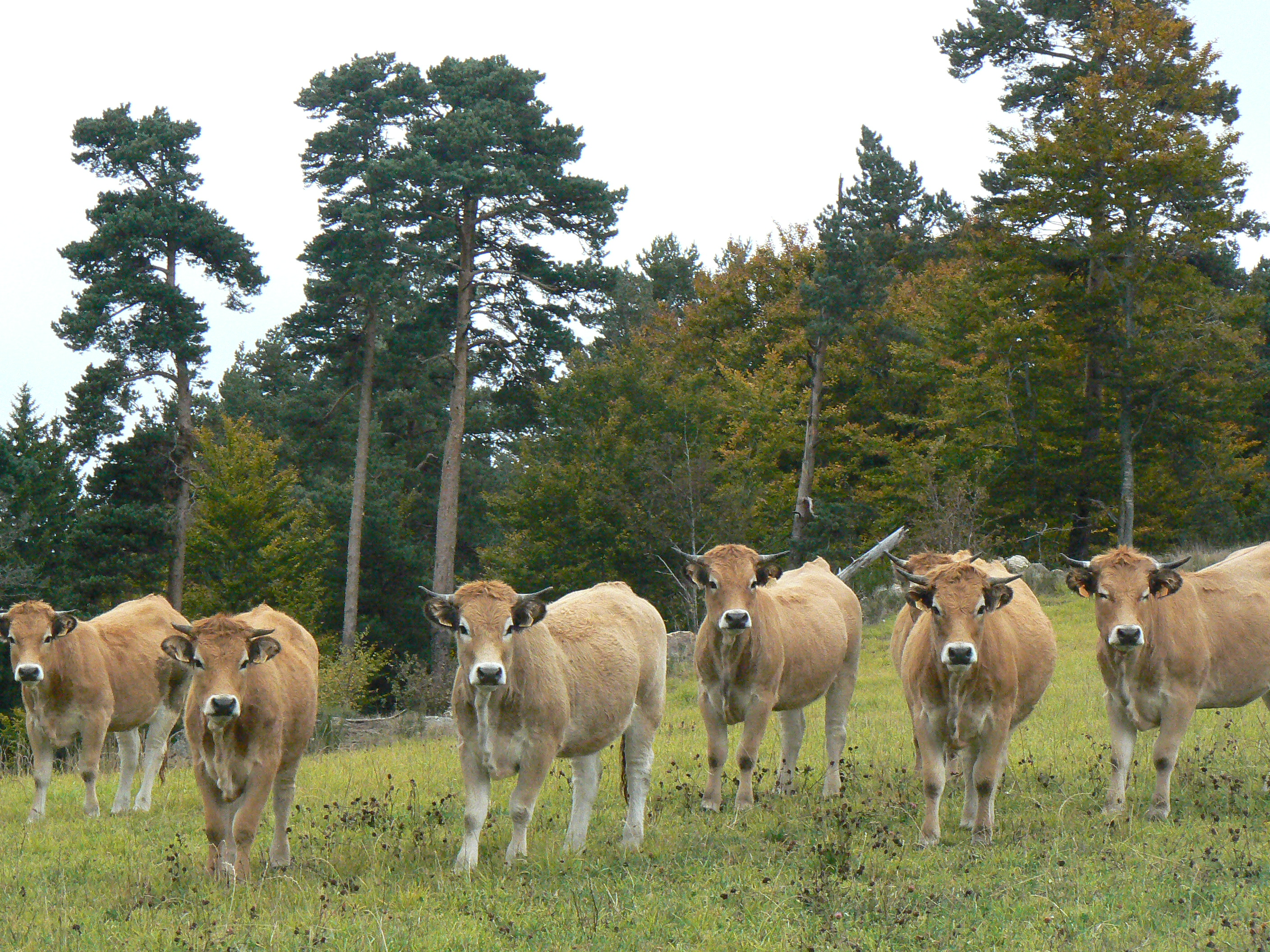
En Aubrac, les hêtres s'installent sous le couvert des pins sylvestres.

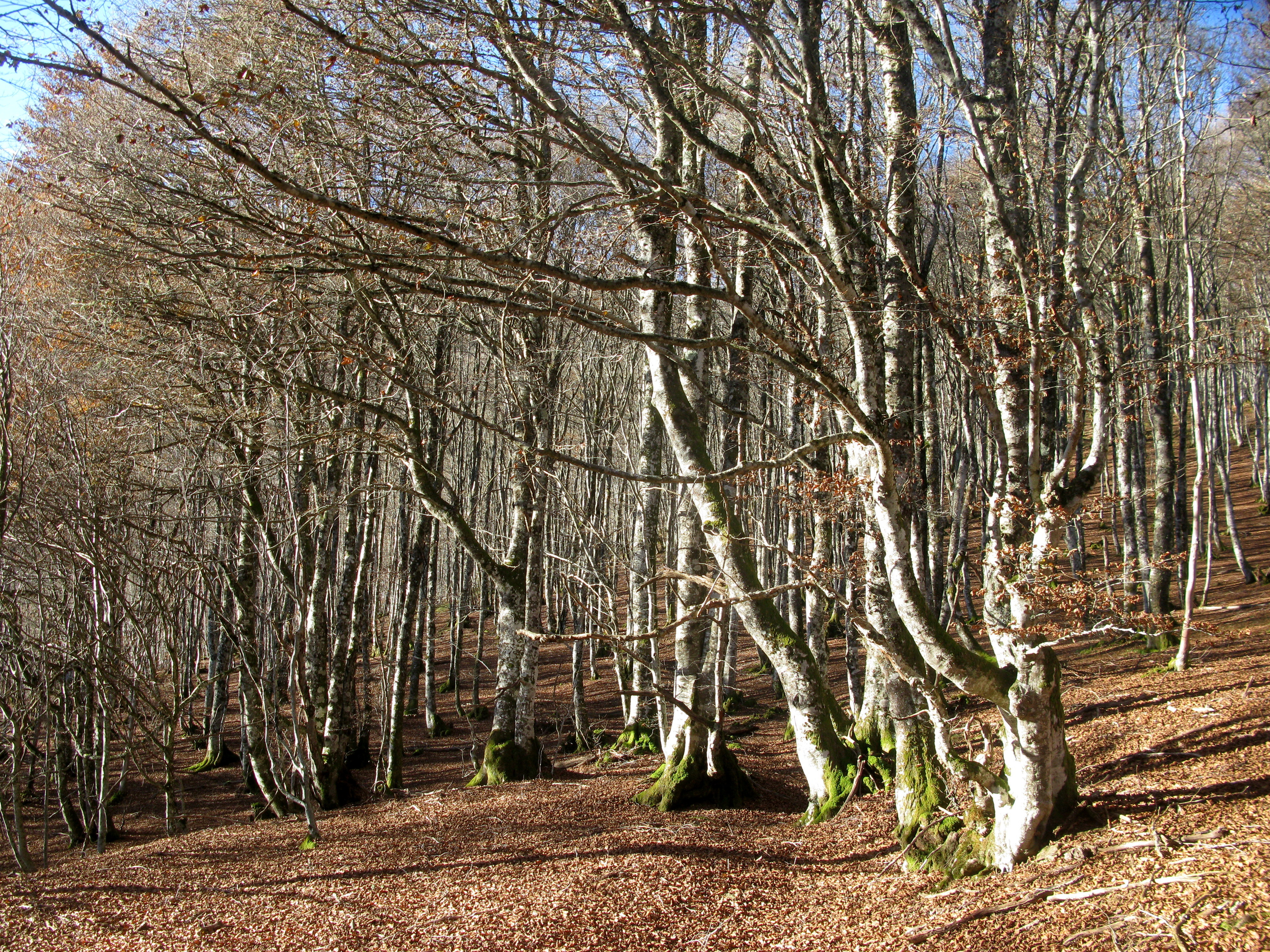
Hêtraie dans les Pyrénées ariégeoises.

L'aire naturelle du Hêtre commun s'étend sur la plus grande partie de l'Europe.
On trouve le hêtre au nord jusque dans les parties méridionales de la Suède. Les peuplements naturels les plus nordiques seraient ceux situés près de Bergen, en Norvège.
Au sud, ses stations les plus extrêmes se trouvent sur les pentes de l'Etna en Sicile. Il est également présent en Corse. Il est absent à l'état spontané de la plaine du Pô et de la plaine hongroise.
Au sud-ouest il atteint en Espagne la Galice et s'est naturalisé dans le nord du Portugal.
Au nord-ouest, on considère généralement, même si la question est discutée, qu'il est aussi indigène dans le sud de l'Angleterre. Par contre il n'est pas spontanément présent ni en Irlande, ni en Écosse.
Au sud-est, il occupe quelques rares stations en Anatolie (Turquie asiatique) sur le Mont Ida de Troade et près de la ville de Simav. Il cède surtout la place au hêtre d'Orient (Fagus orientalis). Des formes intermédiaires entre les deux espèces, considérées comme des hybrides d'intergradation : Fagus × taurica et Fagus × moesiaca sont signalées dès les Balkans. Si l'on considère néanmoins le hêtre d'Orient comme une simple sous-espèce (Fagus sylvatica subsp. orientalis) ou même une variation du Hêtre commun, alors l'aire se poursuit jusque dans le Caucase et le nord de l'Iran.
Enfin au nord-est, il est présent jusque dans la région russe de Kaliningrad et pénètre aussi en Ukraine au niveau des Carpates. Une aire isolée existe dans les montagnes de Crimée.
Les hêtraies couvrent environ 14 millions d'hectares de forêts en Europe. Le hêtre fait partie des essences dominantes de plusieurs pays européens : il constitue environ 9 % des forêts autrichiennes, 10 % des forêts françaises (3e essence feuillue après le chêne pédonculé et le chêne sessile), 14 % des forêts allemandes ou 19 % des forêts suisses. C'est un arbre de plaine et de basse à moyenne montagne.
En France, le hêtre est représenté, plus ou moins abondamment, sur l'ensemble du territoire métropolitain, sauf dans la plaine du Bassin aquitain et dans les plaines et collines des zones méditerranéennes. Les plus belles hêtraies de plaine sont celles des forêts domaniales de Picardie et de Haute-Normandie : forêts de Crécy ou de Compiègne, forêts d'Eu, de Lyons ou d'Eawy. Le hêtre est aussi une essence commune des collines de Lorraine, de Bourgogne et de Franche-Comté. Près de Nancy se trouve ainsi la vaste forêt de Haye à couvert de hêtre majoritaire. Dans toutes les montagnes françaises, le hêtre est présent et partage l'espace forestier avec les essences résineuses : épicéa, sapin ou pins. En région méditerranéenne, on ne trouve le hêtre qu'en altitude dans l'arrière-pays, où il peut former des peuplements relictuels comme en forêt de la Sainte-Baume.
Le hêtre constitue aussi un marqueur important du paysage rural traditionnel du pays de Caux en Normandie où les clos-masures étaient entourés, pour 50 % d'entre eux environ, de hêtres.
En Belgique et au Luxembourg, le hêtre constitue une composante majeure des paysages forestiers ardennais. La forêt de Soignes, « poumon vert » de l'agglomération bruxelloise, est aussi essentiellement une hêtraie.
L'espèce est évaluée comme non préoccupante aux échelons mondial, européen et français.

### Habitats

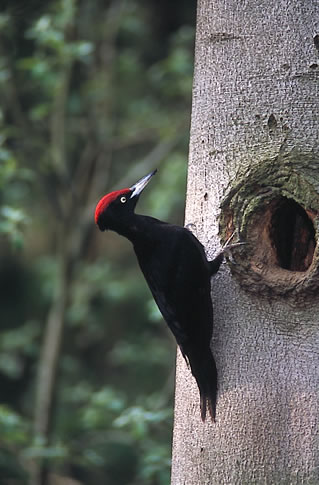
Le pic noir affectionne particulièrement les hêtres dépérissants ou morts qu'il pique et creuse pour y chercher des larves d'insectes ou pour y installer son nid.

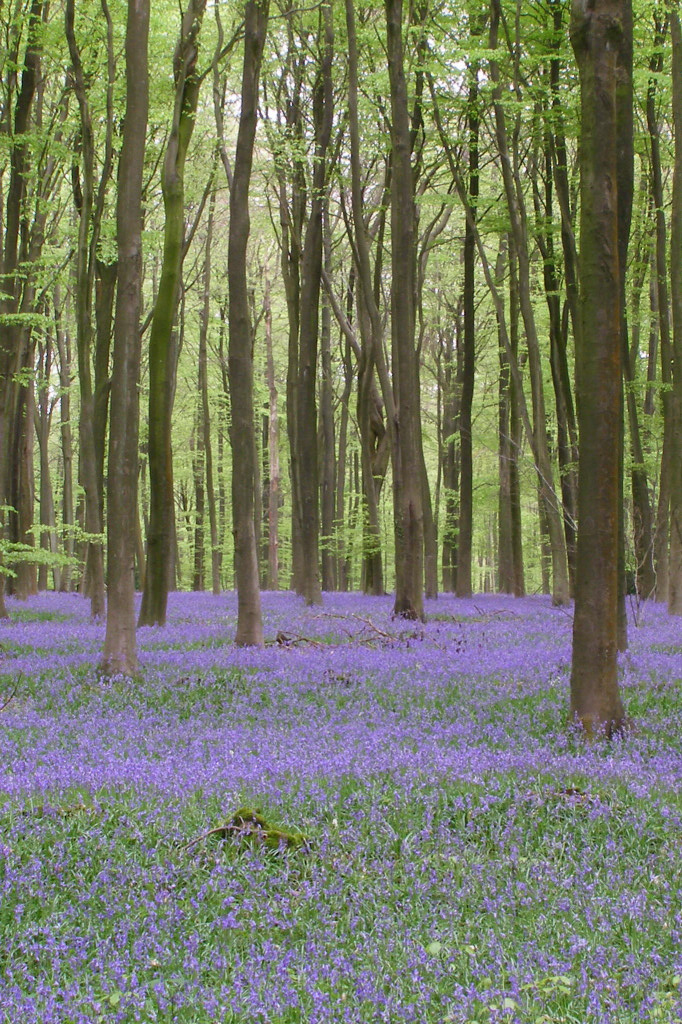
La densité des sous-bois des hêtraies traitées en futaie régulière favorise une végétation, dite vernale, comme ce tapis de jacinthes des bois, dont le cycle de développement se déroule au début du printemps avant que le feuillage des hêtres n'intercepte la plus grande partie de la lumière solaire.

Les hêtraies comptent parmi les principaux types d'habitats forestiers d'Europe. Elles forment des forêts caducifoliées ainsi que des forêts mixtes de montagne, les hêtraies-sapinières, où le hêtre côtoie le Sapin pectiné ou éventuellement l'Épicéa commun. Les typologies de végétation en distinguent quelques grands types phytosociologiques, eux-mêmes subdivisés en de nombreux sous-types.
Ainsi, le code Corine Biotope, distingue parmi les « Hêtraies », biotope de niveau 3 codé “41.1”, les types suivants de niveau 4 :
- “41.11” Hêtraies acidiphiles médio-européennes à Luzule blanchâtre du Luzulo-fagenion,
- “41.12” Hêtraies atlantiques acidiphiles,
- “41.13” Hêtraies neutrophiles,
- “41.14” Hêtraies neutrophiles pyrénéo-cantabriques,
- “41.15” Hêtraies subalpines,
- “41.16” Hêtraies sur calcaire,
- “41.17” Hêtraies médio-européennes méridionales,
- “41.18” Hêtraies d'Italie du sud,
- “41.19” Hêtraies balkaniques,
- “41.1A” Hêtraies helléniques,
- “41.1B” Hêtraies à chêne de Hongrie.

Dans la base EUNIS, qui tend à supplanter la base CORINE, comme référentiel européen des habitats naturels et semi-naturels, les hêtraies sont cette fois codées en “G1.6”, englobant le cas échéant Fagus orientalis et les sous-espèces intermédiaires. Les mêmes huit premiers types sont distingués, mais les hêtraies orientales et sud-orientales, sont ainsi segmentées :
- “G1.69” Hêtraies mésiennes,
- “G1.6A” Hêtraies helléniques,
- “G1.6B” Hêtraies méditerranéo-mésiennes,
- “G1.6C” Hêtraies illyriennes,
- “G1.6D” Hêtraies daciennes,
- “G1.6E” Hêtraies pontiques,
- “G1.6F” Hêtraies dobrogéennes,
- “G1.6G” Hêtraies de Crimée,
- “G1.6H” Hêtraies caucasiennes,
- “G1.6I” Hêtraies caspiennes,
- “G1.6J” Hêtraies des montagnes de Méditerranée orientale.

Les sous-bois de hêtraie sont très sombres et très peu d'espèces végétales sont capables de survivre dans ce milieu où le soleil perce à grand peine. Le hêtre dans ses premières années a besoin d'ombre (espèce sciaphile) ; les jeunes sujets redoutent par-dessus tout un ensoleillement excessif. En forêt, dans une « coupe blanche », il germe et meurt de dessèchement. Sous les chênes au feuillage clairsemé, il croît très vite et les dépasse. Il les recouvre de son feuillage dense et les fait mourir par manque de lumière. Mais sur le plan commercial, le chêne est supérieur au hêtre, et les forestiers en assurent la survie en détruisant les jeunes fayards.

### Paléobotanique

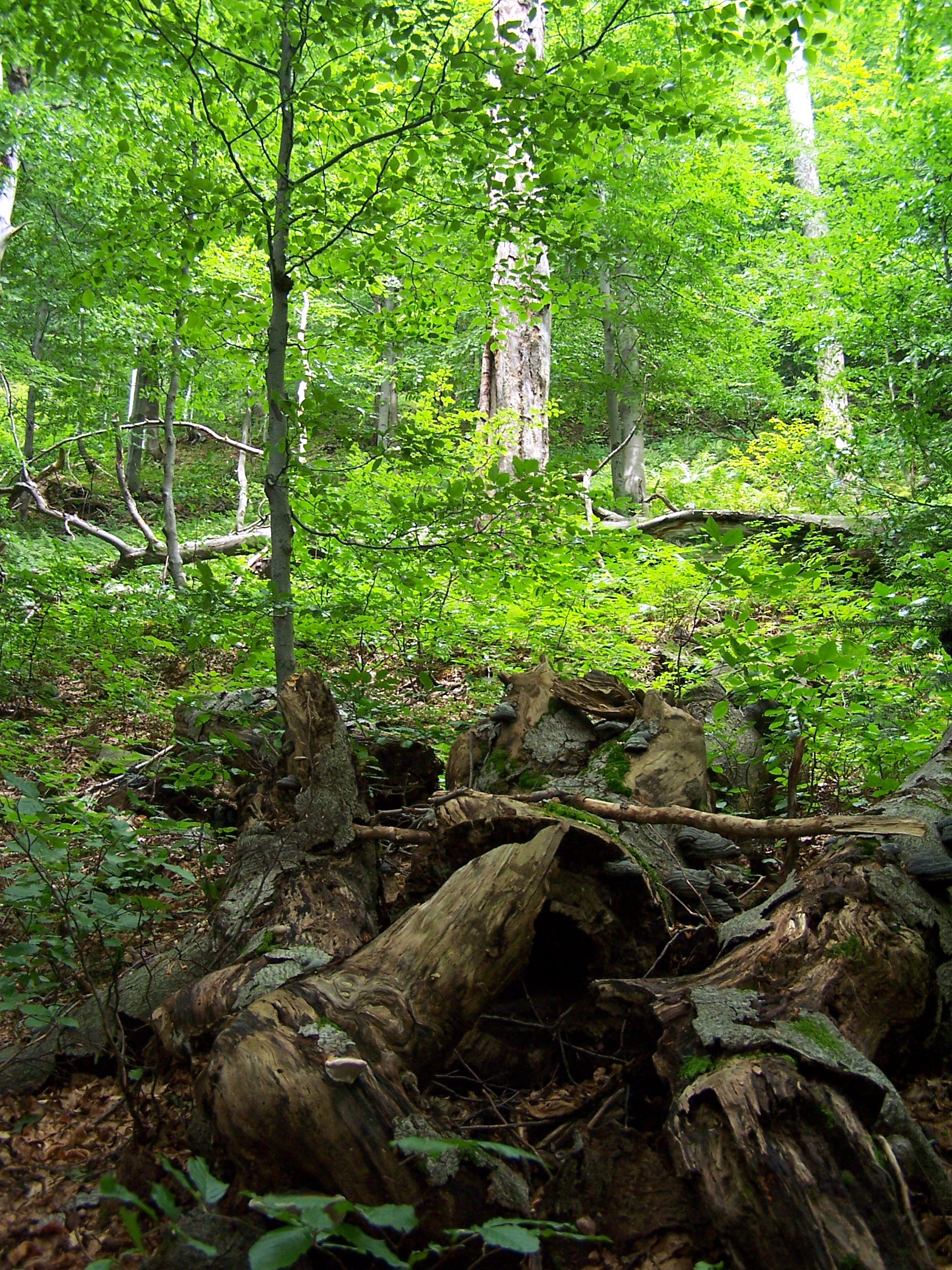
Les forêts naturelles de hêtres des Carpates, ici en forêt de Stužica, en Slovaquie, illustrent l'aspect que pouvaient avoir les hêtraies avant qu'elles soient pour la plupart exploitées par l'Homme.

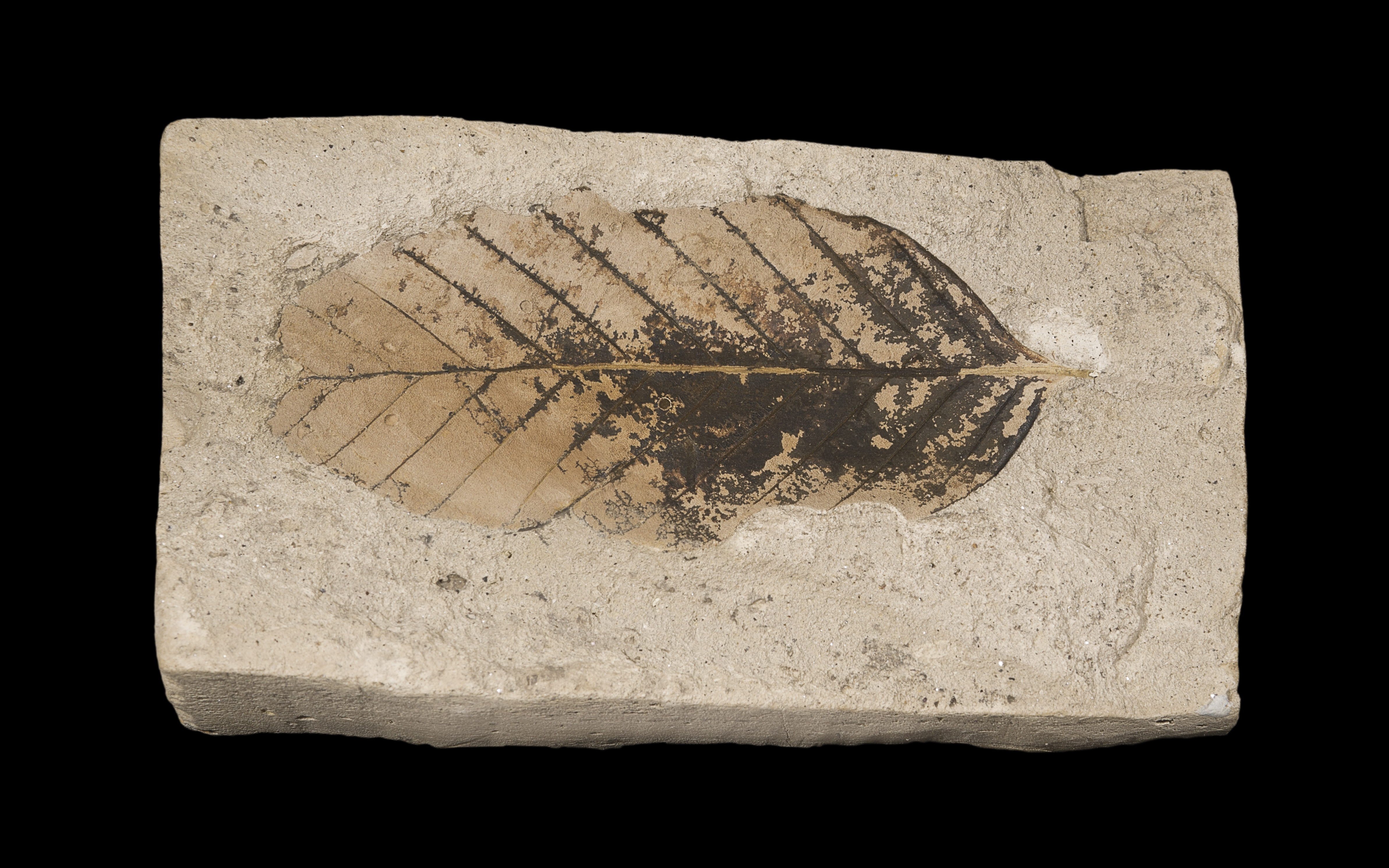
Les cinérites d'Ayrens dans le Cantal recèlent de nombreuses empreintes de feuilles dont celle-ci de Fagus sylvatica pliocenica conservée au muséum de Toulouse.

Des feuilles fossiles de hêtre datant de l'époque pliocène attribuées à Fagus sylvatica pliocenica, considéré comme la forme ancestrale du Hêtre commun, ont été trouvées çà et là en Europe. Fagus sylvatica se serait ainsi différencié depuis environ cinq millions d'années sous l'influence des refroidissements quaternaires. Ces mêmes refroidissements auraient d'abord fait disparaître du continent européen les hêtres apparentés à Fagus grandifolia, l'actuel hêtre nord-américain, puis auraient repoussé vers le sud-est Fagus orientalis, le hêtre d'Orient, au caractère plus thermophile que Fagus sylvatica.
Après la dernière glaciation, depuis un peu plus de 10 000 ans, le Hêtre commun a reconquis progressivement mais largement le centre de l'espace européen. Les études de localisation et de datation des pollens anciens et des fossiles, couplées à des études d'identification génétique des populations actuelles ont permis de montrer que cette reconquête s'était faite à partir de plusieurs foyers dispersés sur le continent et non pas, comme chez d'autres espèces, par la remontée d'un front méridional uniforme. Cette dynamique a contribué à brasser et à maintenir une diversité génétique élevée de l'espèce. L'apparition et le développement de l'agriculture et de l'élevage au Néolithique, qui couvre la même période, bien qu'ayant profondément affecté les écosystèmes naturels, n'ont semble-t-il pas entamé la diversité génétique et auraient plutôt favorisé l'expansion du Hêtre commun. Les forestiers s'interrogent aujourd'hui sur l'impact que pourraient avoir les pratiques sylvicoles modernes sur le maintien de cette diversité, à l'heure où le réchauffement climatique pourrait sensiblement influer sur l'avenir des hêtraies.

## Sylvicultures

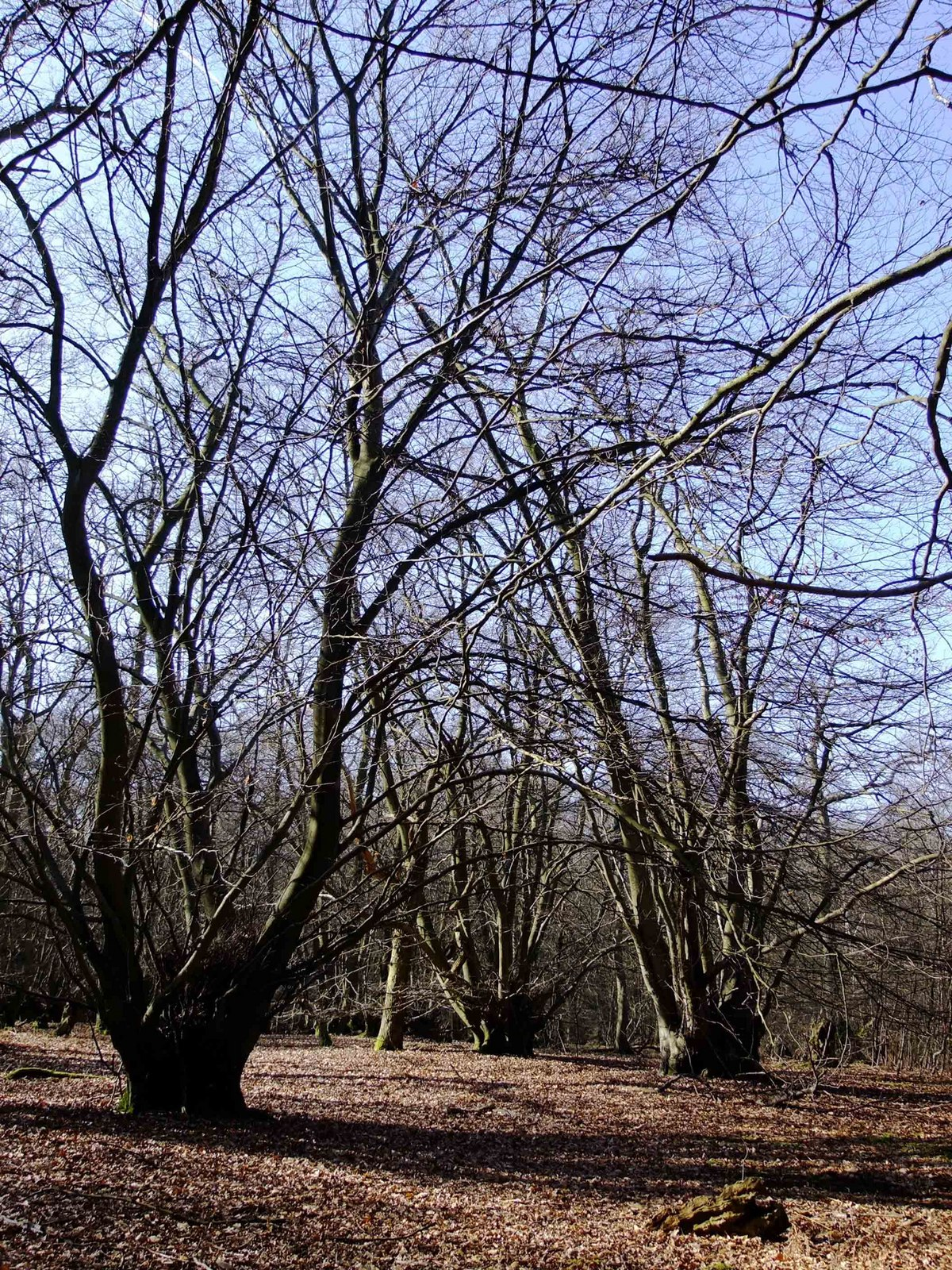
Le furetage du hêtre pouvait aussi se pratiquer à une certaine hauteur, en conservant quelques branches à chaque coupe, comme en témoignent ici dans le sud de l'Angleterre les silhouettes de ces individus vieillis.

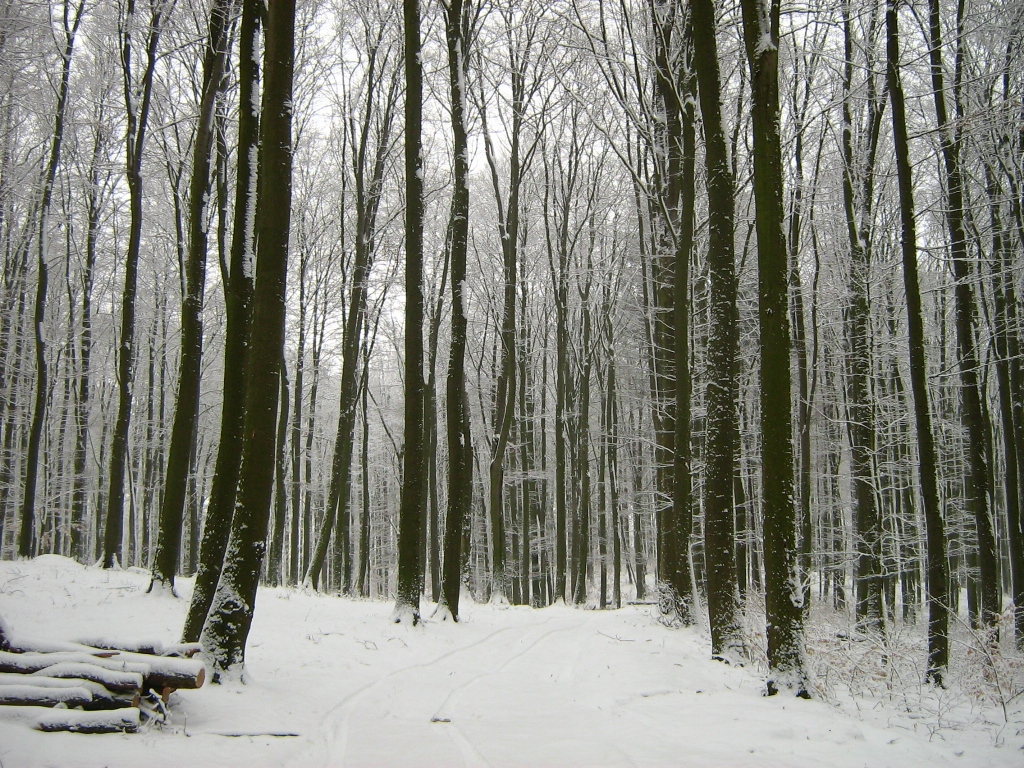
Le traitement en futaie régulière dense produit des arbres élancés.

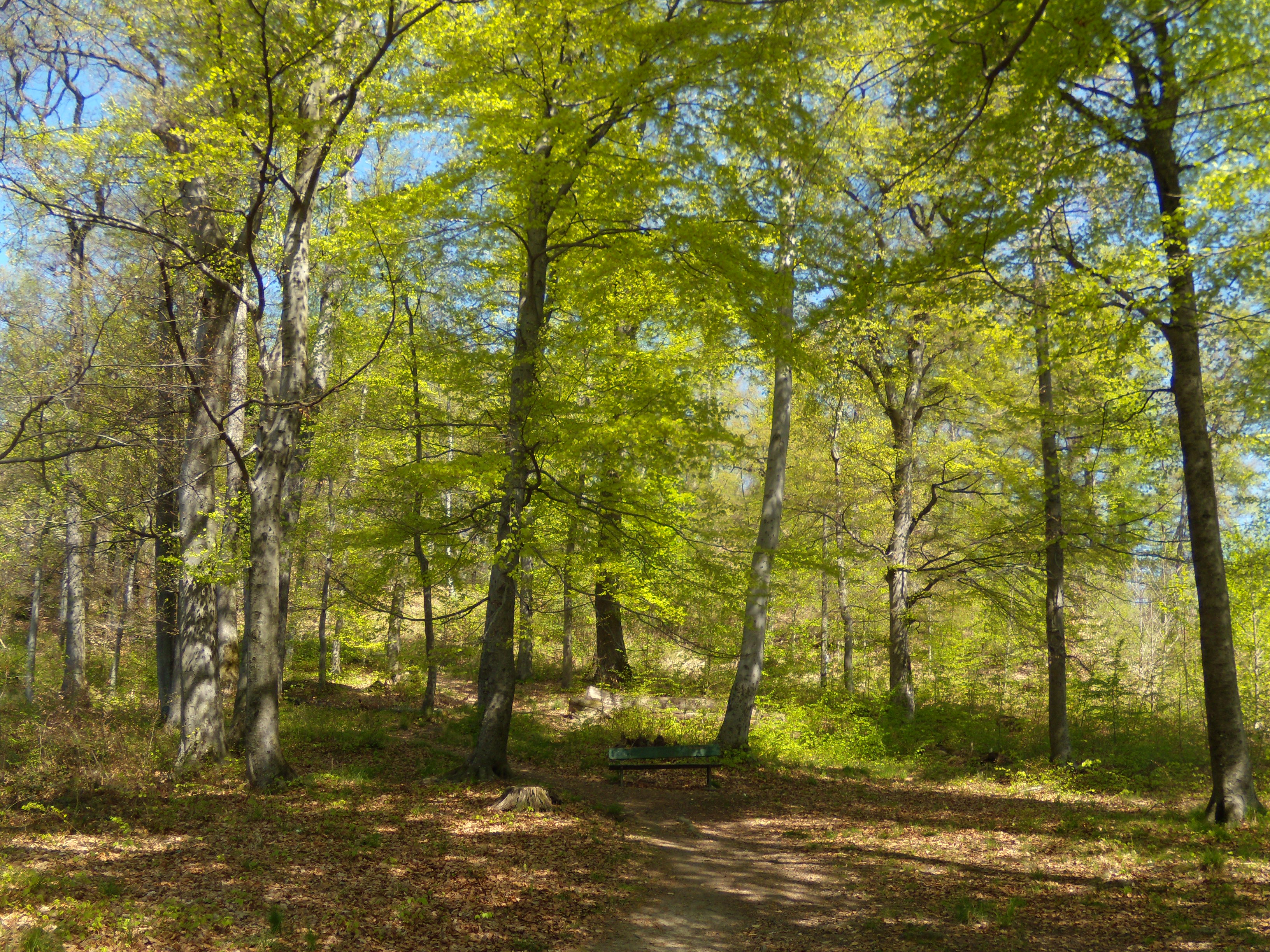
Le traitement en futaie irrégulière est un mode de sylviculture qui peut aussi convenir aux forêts périurbaines, comme dans ce bois près de Lausanne.

Le passage en Europe de l'économie de cueillette à la gestion forestière s'est opéré progressivement, très certainement à partir de la fin du Moyen Âge, aux XIIIe – XIVe siècles. Le hêtre, ou plutôt le « hestre », apparaît en tout cas nommément dans « l'ordonnance des eaux et forêts, du mois d'août 1669 » de Colbert, en tant qu'essence de futaie à préserver par-dessus le taillis.
Divers types de sylviculture sont pratiquées dans les hêtraies européennes. Les peuplements de hêtre, plus ou moins mélangés avec d'autres essences, sont ainsi conduits en futaie régulière ou en futaie irrégulière. Jadis ils étaient traités en taillis ou en taillis sous futaie.
En raison du tempérament d'essence d'ombre du hêtre, le forestier doit en général s'assurer d'avoir obtenu l'installation des nouvelles générations sous l'abri de leurs parents semenciers avant de pouvoir complètement récolter les vieux arbres parvenus à maturité économique. En raison de la difficulté des souches à bourgeonner, il ne peut compter sur la formation d'un taillis que dans des conditions bien particulières. Enfin, s'il souhaite obtenir un bois d'œuvre de qualité, qui ne soit pas nerveux, il doit veiller à ce que la croissance soit régulière et assez rapide.
Le traitement en taillis simple ne convient guère au hêtre. Quand on coupe l'arbre, la souche ne produit pas de repousses vigoureuses comme le ferait un chêne, un charme ou un châtaignier. Tout au plus, sous climat frais et humide et si l'arbre était assez jeune, quelques bourgeons peuvent-ils repartir en buissonnant. Pour pallier cet inconvénient, dans les régions de montagne où le hêtre est la seule essence susceptible de fournir du bois de feu intéressant, les habitants ont développé la technique du « furetage ». Le taillis fureté est ainsi un type de traitement spécifique du Hêtre commun qui consiste à ne couper sur une cépée que les brins les plus gros et à garder les plus jeunes pour maintenir l'ensouchement vivant, conserver un couvert boisé et assurer le relais de la production de bois. On a pu néanmoins trouver çà et là quelques véritables taillis simples de hêtre qui correspondaient en général à des pratiques régressives lorsque des communautés villageoises pauvres étaient amenées à surexploiter la forêt et à couper de très jeunes arbres âgés de seulement quelques années.
Le régime du taillis réduit cependant le capital forestier, aussi bien naturel qu'économique, à un strict minimum et ne permet pas de produire de gros arbres. Pour garantir une certaine ressource en bois pour la construction, la marine ou l'ameublement, des réglementations comme l'ordonnance de Colbert imposent alors de conserver à chaque coupe un certain nombre d'arbres qui croîtront en futaie. On constitue ainsi un taillis sous futaie qui combine la production courante de bois de feu avec la constitution d'une réserve pour les usages en bois d'œuvre. Dans ce régime mixte, le hêtre occupe essentiellement l'étage de la futaie alors que le taillis est couramment constitué de charme.
Les taillis sous futaie sont ensuite pour la plupart convertis progressivement en futaies régulières dont le bois produit est de meilleure qualité et plus abondant. Ce mouvement de conversion, amorcé principalement à partir du XIXe siècle, accompagne le développement de l'utilisation du bois de hêtre comme bois d'œuvre.
Quant aux traitements en futaie irrégulière, ils s'inspirent généralement des sylvicultures en futaie jardinée de certaines pessières du Jura suisse ou français, où en tant qu'espèce d'ombre, accompagnatrice de l'Épicéa commun, le hêtre a montré qu'il s'adaptait bien aussi à ces modes de traitement. Ils peuvent aussi s'inscrire dans une tradition régionale originale comme en Thuringe, à l'est de l'Allemagne. La futaie irrégulière qui assure la coexistence sur une même parcelle de toutes les générations d'arbres et maintient ainsi un paysage forestier à structure constante, est probablement le traitement qui optimise au mieux la gestion du temps et de l'espace. Il requiert néanmoins pour être correctement suivi une attention et une participation du gestionnaire beaucoup plus intense et précise que pour tout autre traitement. Le traitement des hêtraies en futaie irrégulière reste peu développé en France, de l'ordre de 7,5 % des surfaces de hêtraies, et semble avoir fait plus d'adeptes en Belgique ou en Allemagne.

## Usages

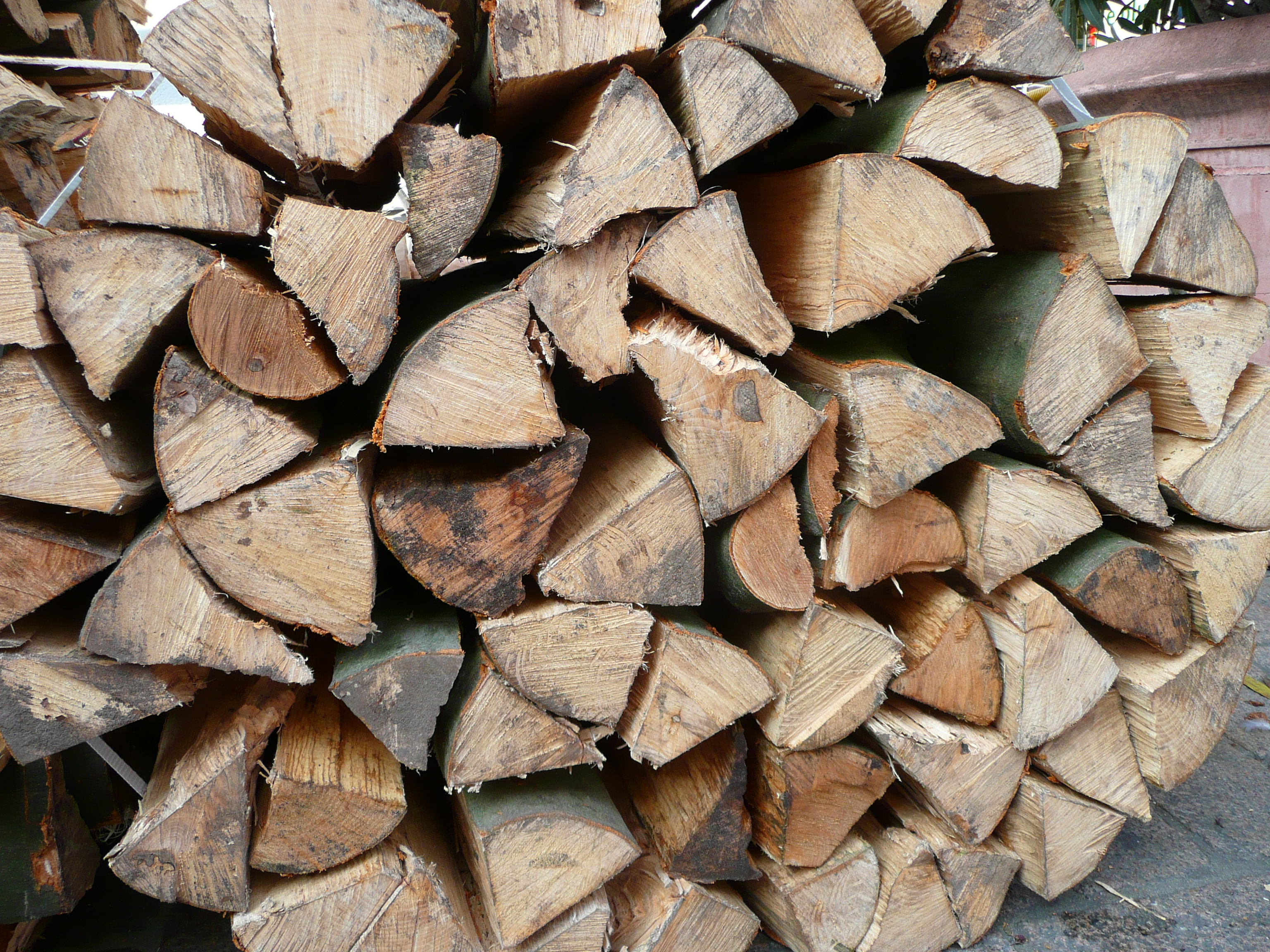
Le hêtre est la principale source de bois de chauffage des régions de montagne d'Europe centrale.

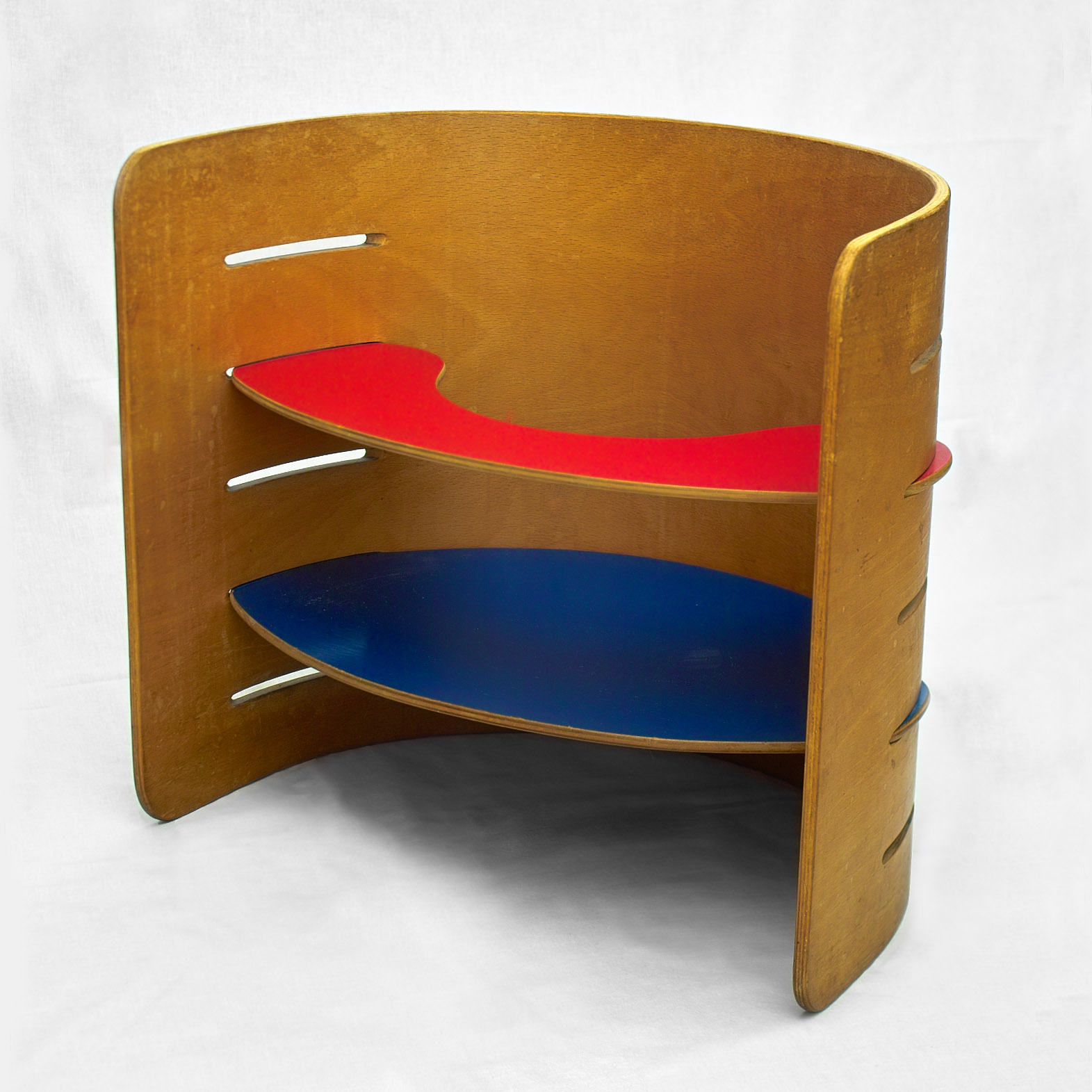
De nombreux meubles utilitaires sont fabriqués avec du bois de hêtre qui peut être utilisé comme ici sous forme de contreplaqué cintré.

Le hêtre est un arbre principalement utilisé pour le bois qu'il fournit, aussi bien comme matériau servant à fabriquer de nombreux objets, que comme combustible ou comme source de fibres pour l'industrie papetière.
Il est également apprécié en tant qu'espèce ornementale, avec une grande diversité de variétés horticoles. Il ne supporte cependant pas du tout les tailles sévères, ni les sols compactés et son usage est donc plutôt réservé aux plantations de parc. Il se prête bien à l'art du bonsaï.
C'est un arbre de haies et de bocage uniquement dans les régions au climat frais et humide.
Il a été parfois utilisé pour l'extraction ou la fabrication de diverses substances, comme la créosote.
Enfin c'est un arbre alimentaire de second plan qui fournit des faînes, utilisables dans certaines limites pour la consommation humaine ou animale.

### Caractérisation du bois

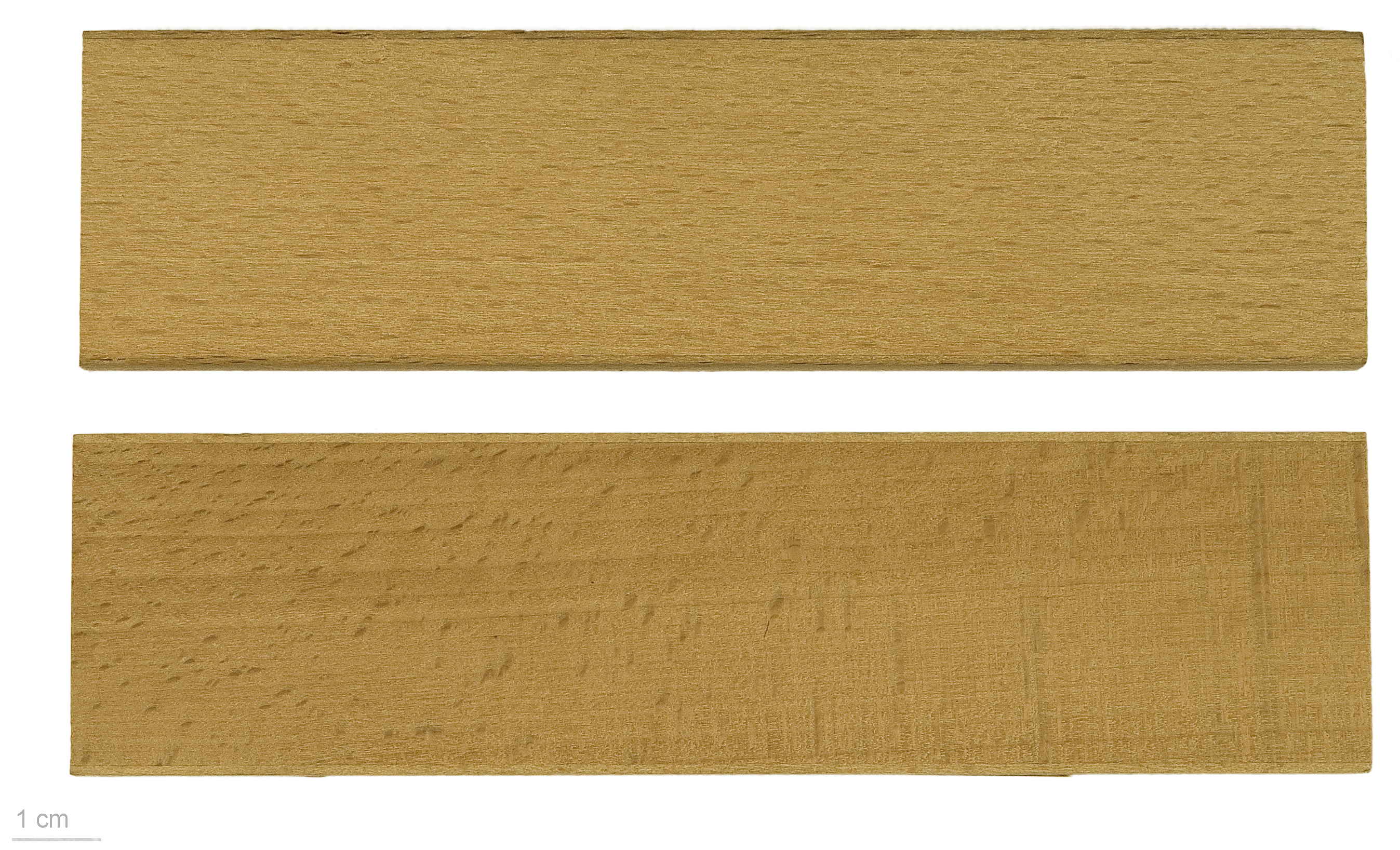
Fagus sylvatica - Muséum de Toulouse.

Le bois du hêtre, de couleur en général jaune clair à rosée, présente un aspect homogène sans duramen distinct. Il se reconnaît aisément au dessin que font les nombreux petits rayons ligneux, qui apparaissent en section tangentielle sous forme d'un mouchetis de petits lenticelles ou en section radiale sous forme d'une maillure prononcée.
C'est un bois dur, donnant des résultats de 2,80 à 4,20 à l'essai de dureté Brinell.
Sa masse volumique est généralement comprise entre 600 et 750 kg/m3.
- Rétractabilité : retrait total élevé (surtout pour les bois de montagne). Nerveux.
- Stabilité : faible à modérée. Il a tendance à se fissurer et à se gondoler.
- Sensibilité aux insectes : assez résistant. Sensible au puceron lanigère.
- Sensibilité aux champignons : très forte.
- Résistance aux intempéries : très faible.

Le bois de hêtre dès l'abattage et avant le débit en scierie subit de manière constante une altération désignée sous les noms d'échauffement ou d'échauffure. L'altération est due à un champignon et dégrade le bois très rapidement. Il convient par conséquent de le scier avant l'été suivant la coupe. Il existe des moyens de conservation du bois, en particulier par arrosage en saturant les grumes constamment d'eau.

### Utilisation du bois
Le bois du hêtre est très utilisé dans la fabrication de nombreux objets et ustensiles. Son grain fin et court en fait un bois facile à travailler notamment en petite menuiserie et il peut être facilement courbé par cintrage. Des chaises aux avirons ou des escaliers au parquet, il se prête à toutes sortes de fabrications à condition qu'il n'y ait pas de longue portée (il est donc rarement utilisé en charpente) et qu'on ne le laisse pas dehors sauf si le bois est traité par haute température. En effet, le bois de hêtre pourrit facilement s'il n'est pas protégé par de la créosote, un goudron à base de distillat de sa propre écorce (comme pour les traverses de chemin de fer). C'est un bois de feuillu utilisé depuis le milieu du XXe siècle pour la production de pâte à papier selon des procédés chimiques qui dissolvent la lignine et qui permettent d'obtenir des papiers de bonne qualité optique et reprographique, dits  "papiers couchés sans bois", mais de résistance mécanique faible. C'est aussi un excellent bois de chauffage, grâce à un pouvoir calorifique très élevé. Ce sont les bois d'éclaircie, de moins bonne qualité qui sont destinés à ces deux derniers usages.
Les quilles utilisées pour le jeu de quilles de neuf, comme nombre d'objets de boissellerie sont en bois de hêtre.
Facile à imprégner et à teinter (mis à part le cœur rouge), à coller, à enduire, et à vernir, le bois est plus facile à usiner une fois étuvé (mais l'étuvage augmente sa tendance à se gondoler et à se fissurer, et provoque une couleur chair).
Le sciage est parfois difficile : risques de fentes. Le hêtre est un bois très résistant en flexion, sans être cassant. Il est donc très employé dans la fabrication de sièges . Facile à sculpter, il est très souvent utilisé pour la réalisation de chaises et fauteuils de style, généralement peint. Il offre actuellement le meilleur rapport résistance/facilité de traitement. Il est peu fissile et peu résilient.
Le bois de hêtre fut recherché pendant la Première Guerre mondiale pour la fabrication des hélices d'avion. L'étuvage lui conférait alors une résistance exceptionnelle. Cette application exigeait des bois exempts de défauts.

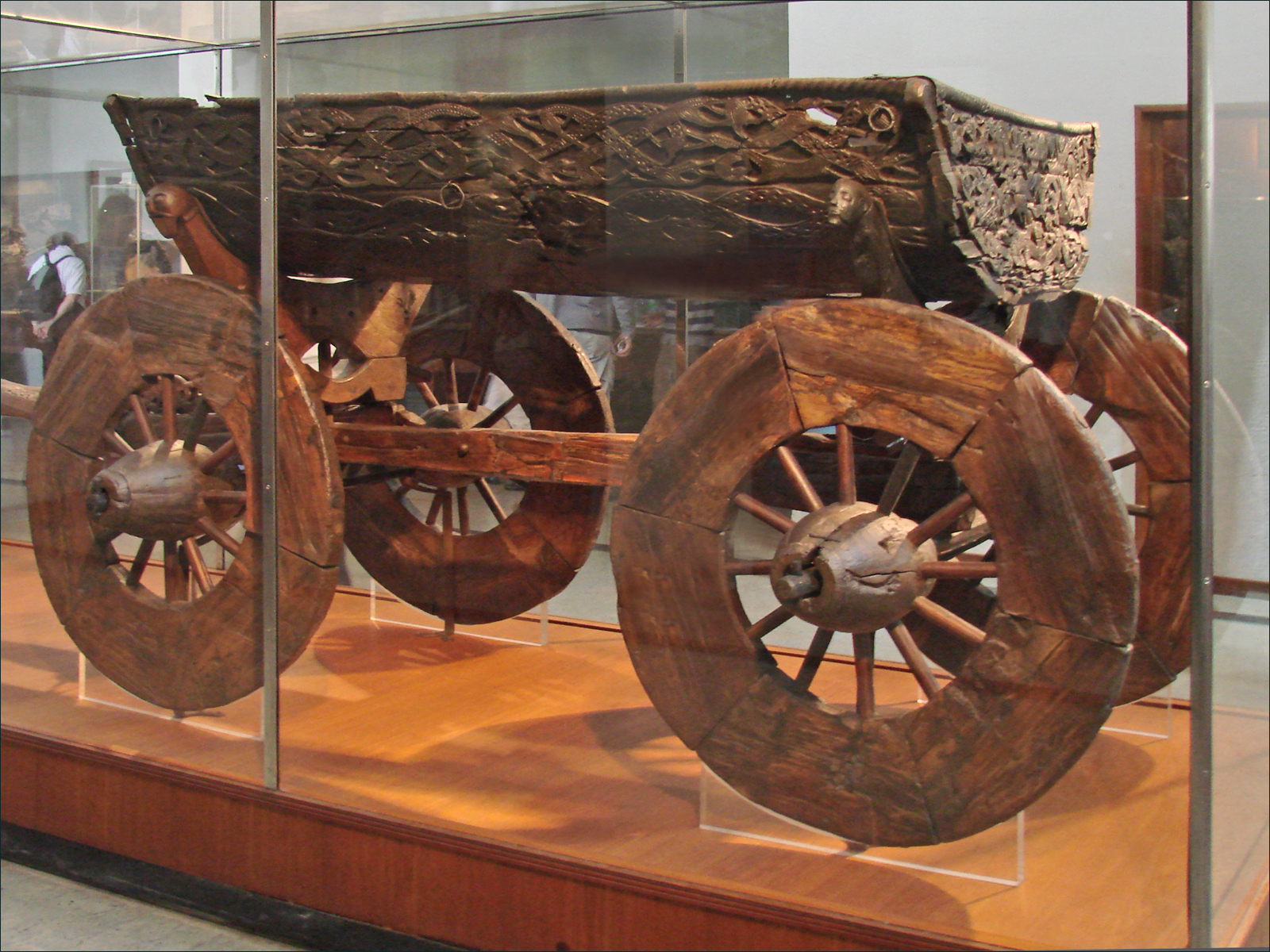
Du bois de hêtre a été utilisé pour fabriquer les roues de ce chariot viking, datant du début du IXe siècle, retrouvé parmi les objets funéraires de la tombe d'Oseberg, en Norvège.
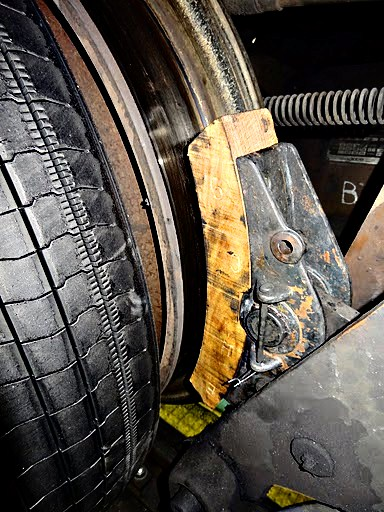
Du bois de hêtre est utilisé par le métro marseillais comme matériau des patins de freinage.
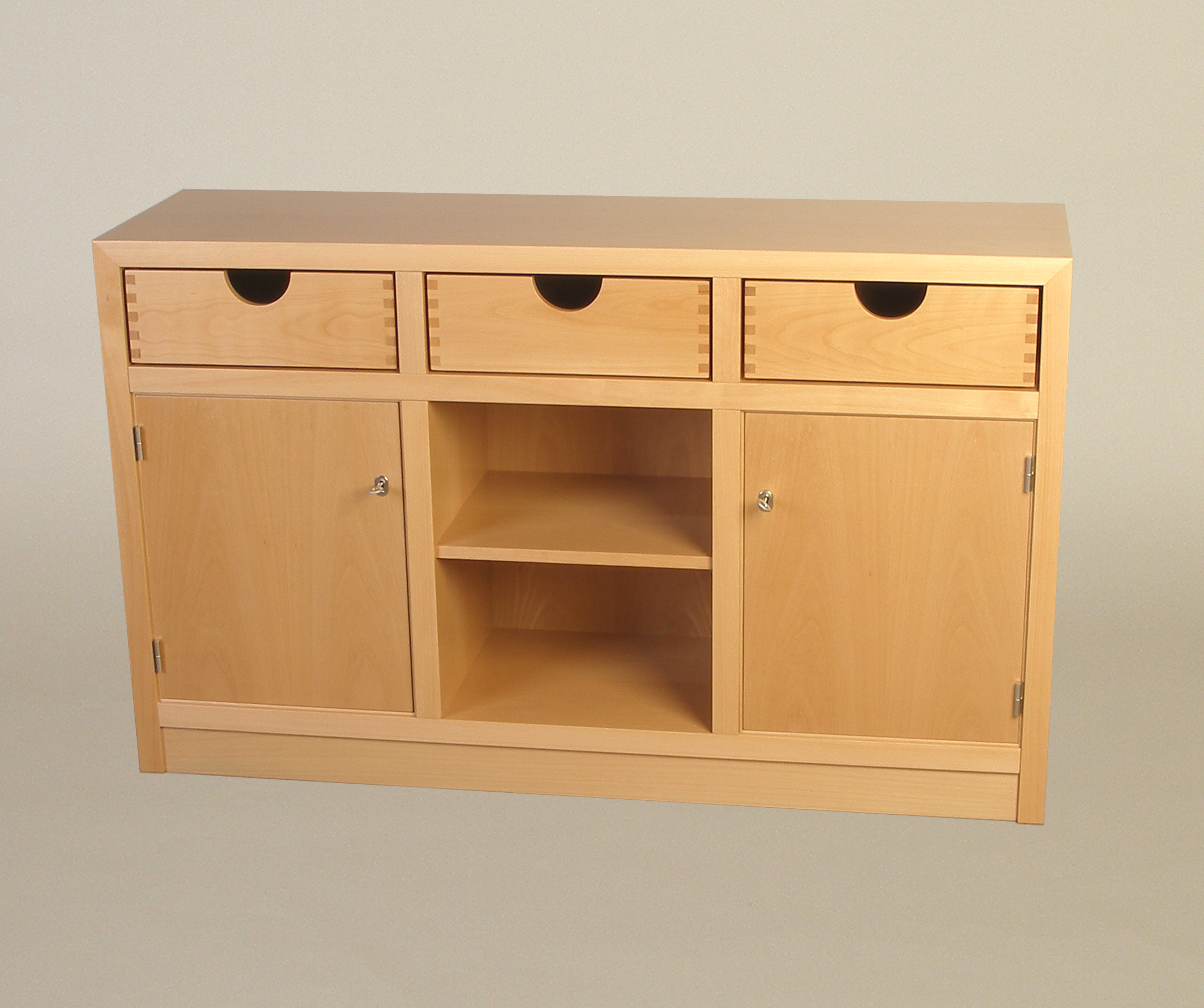
Meuble de rangement fabriqué en hêtre massif.
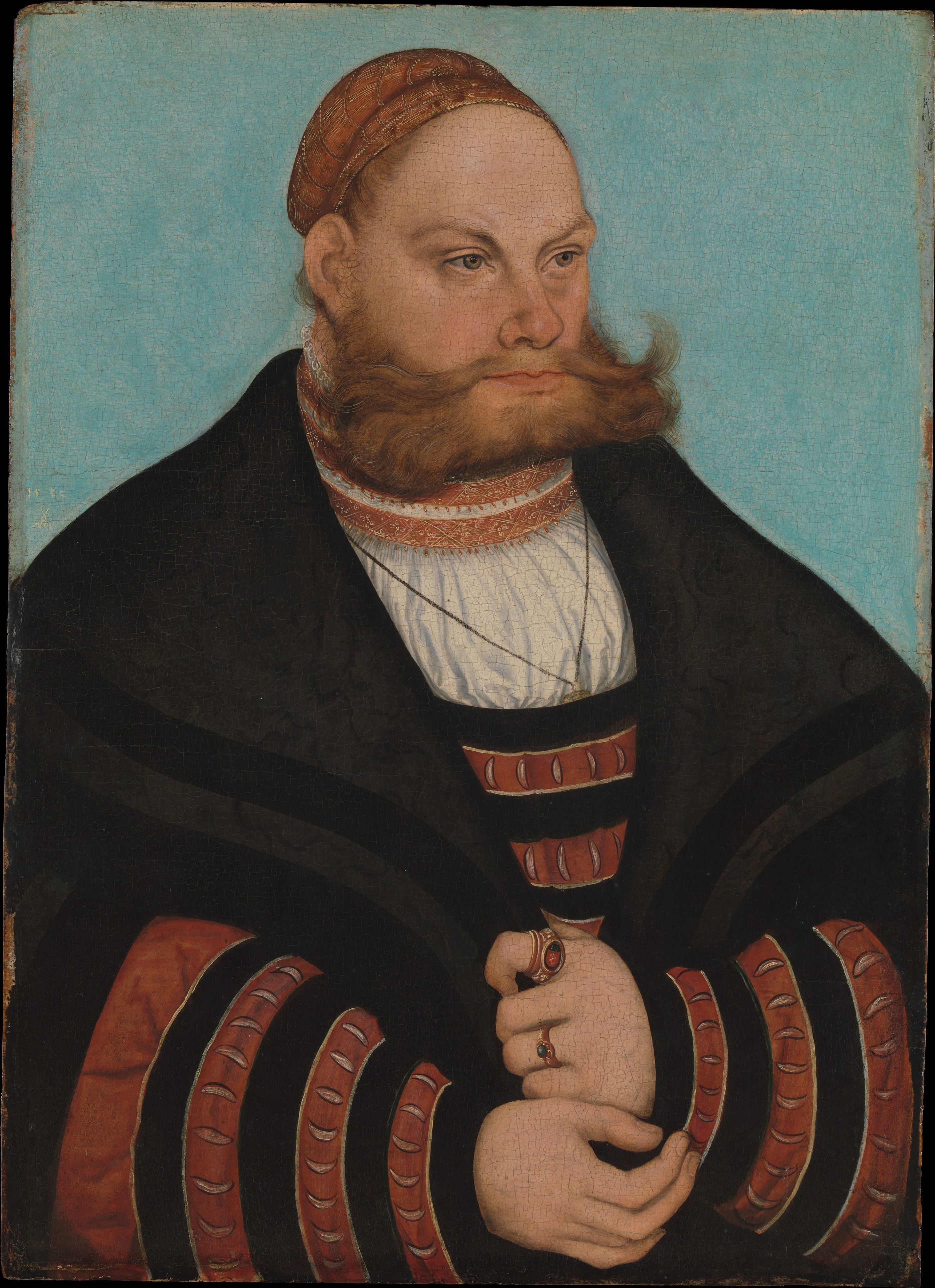
Portrait de Lukas Spielhausen, peint à l'huile par Lucas Cranach l'Ancien sur un panneau de bois de hêtre.

### Production de bois
La France, l'Allemagne et la Roumanie sont les principaux producteurs de bois de hêtre.
En France, selon l'Inventaire forestier national, le volume total de hêtre sur pied s'élevait en 2008 à 260 millions de m3 avec une production naturelle brute d'environ 8,4 millions de m3/an. La récolte annuelle de grumes, au cours de la période 2002-2008, a oscillé entre 1,1 et 1,3 million de m3 et n'a jamais rattrapé le niveau qui prévalait avant la crise des tempêtes de 1999 et qui était de l'ordre de 1,9 million de m3/an. Les scieries françaises fabriquaient en 2008 moins de 400 000 m3 de sciages, chiffre en baisse constante depuis 2002.
L'industrie de transformation est inégalement développée selon les pays. La France, en 2003, exportait 589 000 m3 de hêtre sous forme de bois ronds, à faible valeur ajoutée, et seulement 177 000 m3 de bois sciés alors que, la même année, la Roumanie exportait seulement 29 000 m3 de bois ronds, mais 488 000 m3 de sciages, favorisant ainsi l'activité nationale.

### Usages médicinaux
De l'Antiquité — chez Plutarque — aux temps modernes, et notamment sous la plume de Rabelais et Jean Ruel, on associait au hêtre des vertus supposées contre les serpents et leur morsure.
Son écorce astringente est utilisée comme fébrifuge. En herboristerie, on utilise sous forme de décoction l'écorce séchée, cueillie en février sur les rameaux de deux à trois ans d'âge, pour cette propriété. L'agronome A. Fleury de la Roche en indique également l'usage sous forme de poudre, dans le traitement de la goutte, du rhumatisme, des hydropisies et des affections cutanées rebelles.
La carbonisation du bois fournissait un charbon de bois, bactéricide et prétendument antituberculeux, imprégné de créosote, une substance qui s'est révélée hautement cancérigène.

### Consommation du liber, des feuilles et des fruits

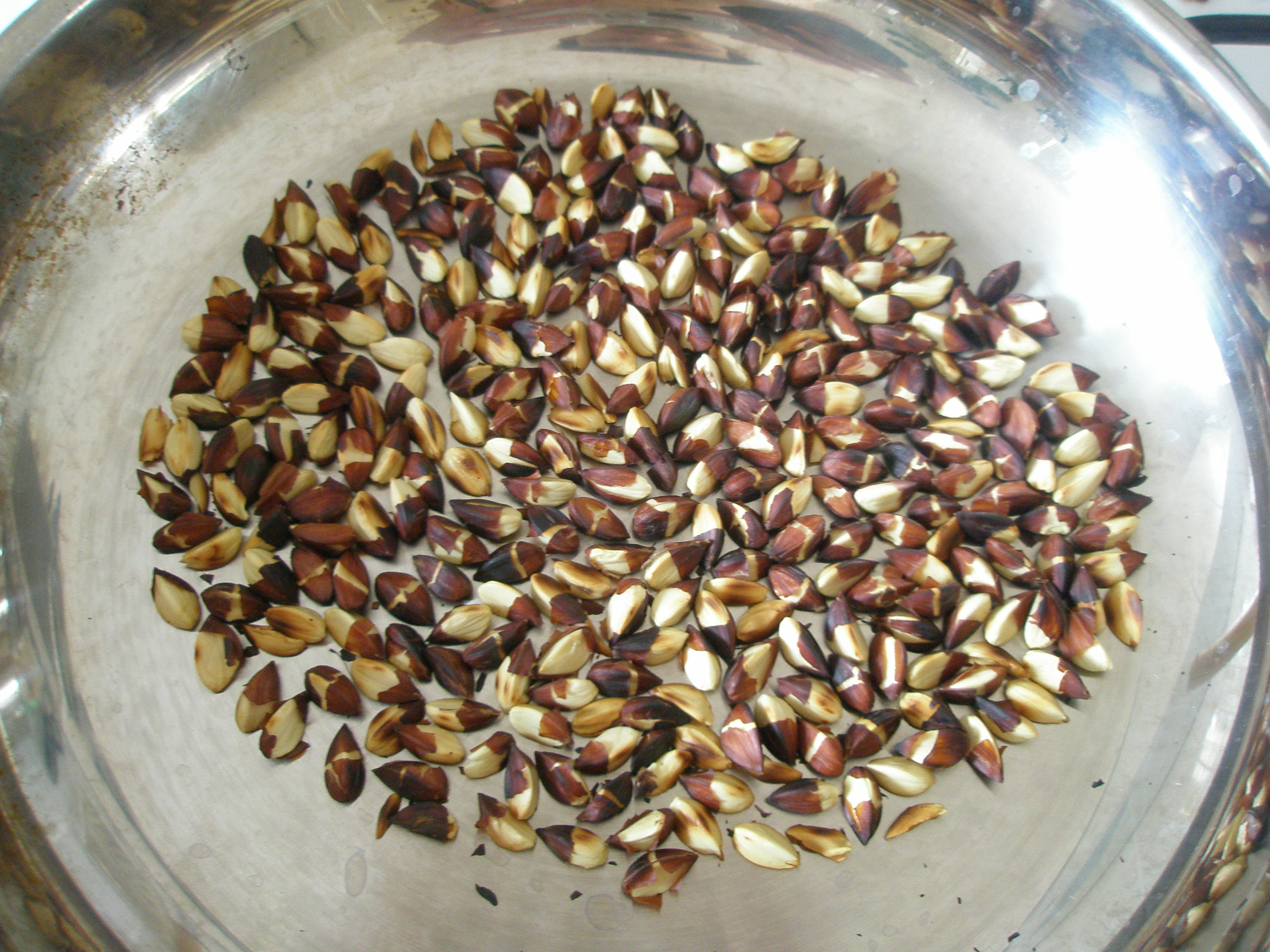
Les faînes peuvent être consommées grillées, à la manière des châtaignes.

Les jeunes feuilles peuvent être consommées crues en salade (saveur proche de celle du chou) ou cuites au beurre.
Les faînes étaient consommées dès l'époque préhistorique. Elles servaient autrefois, comme les glands, à nourrir les porcs que l'on menait à cet effet en forêt. En période de disette, elles étaient consommées par les humains comme aliment d'appoint. On pouvait les faire bouillir comme des châtaignes ou les broyer pour en faire un beurre ou une huile aux propriétés vermifuges ou parasiticides. Les graines, après avoir été mises à macérer dans l'eau pour en évacuer les tanins, pouvaient être également moulues en farine. Aujourd'hui, on utilise plutôt des faînes grillées comme amuse-gueule apéritifs ou garnitures de salades.
Les faînes sont réputées légèrement toxiques si elles sont consommées en grande quantité, en raison de la présence d'une substance que l'on a nommée « fagine ». Absorbée en excès, celle-ci peut effectivement provoquer des troubles intestinaux, crampes ou diarrhées, ou des nausées. Il se trouve cependant que la fagine est en fait de la choline, une molécule indispensable au bon fonctionnement du système nerveux dont la carence est gravement néfaste, qui sert à prévenir ou à soigner certaines affections neurologiques comme les maladies de Tourette ou d'Alzheimer. L'agronome A. Fleury de la Roche en déconseille l'usage en raison de leur relative toxicité. Il en indique néanmoins l'usage alimentaire pour la production de l'huile réputée comestible. Cette huile est également propre à l'éclairage. Les tourteaux résiduels de la fabrication de l'huile sont utilisés pour l'alimentation des animaux de basse-cour mais toxiques pour les chevaux.
Les faînes contiennent 40 % de matières grasses. Elles étaient également pressées pour obtenir une huile comestible, a priori exempte de fagine et ne rancissant pas facilement. Cette huile pouvait être aussi utilisée pour l'éclairage. L'huile de faine contient de la tripalmitine et de la tristéarine mais elle est composée principalement de trioléine.
Le liber (appelé aussi écorce interne ou seconde écorce) est comestible sous forme de bouillie ou de pain après avoir été transformé en farine . Il a pu faire partie dans les campagnes des aliments de survie pour faire face aux difficultés et aux menaces de disettes. En Scandinavie, on faisait « du pain avec de la sciure de hêtre bouillie, séchée au four, pulvérisée et mélangée à de la farine ».

### Culture du hêtre en bonsaï

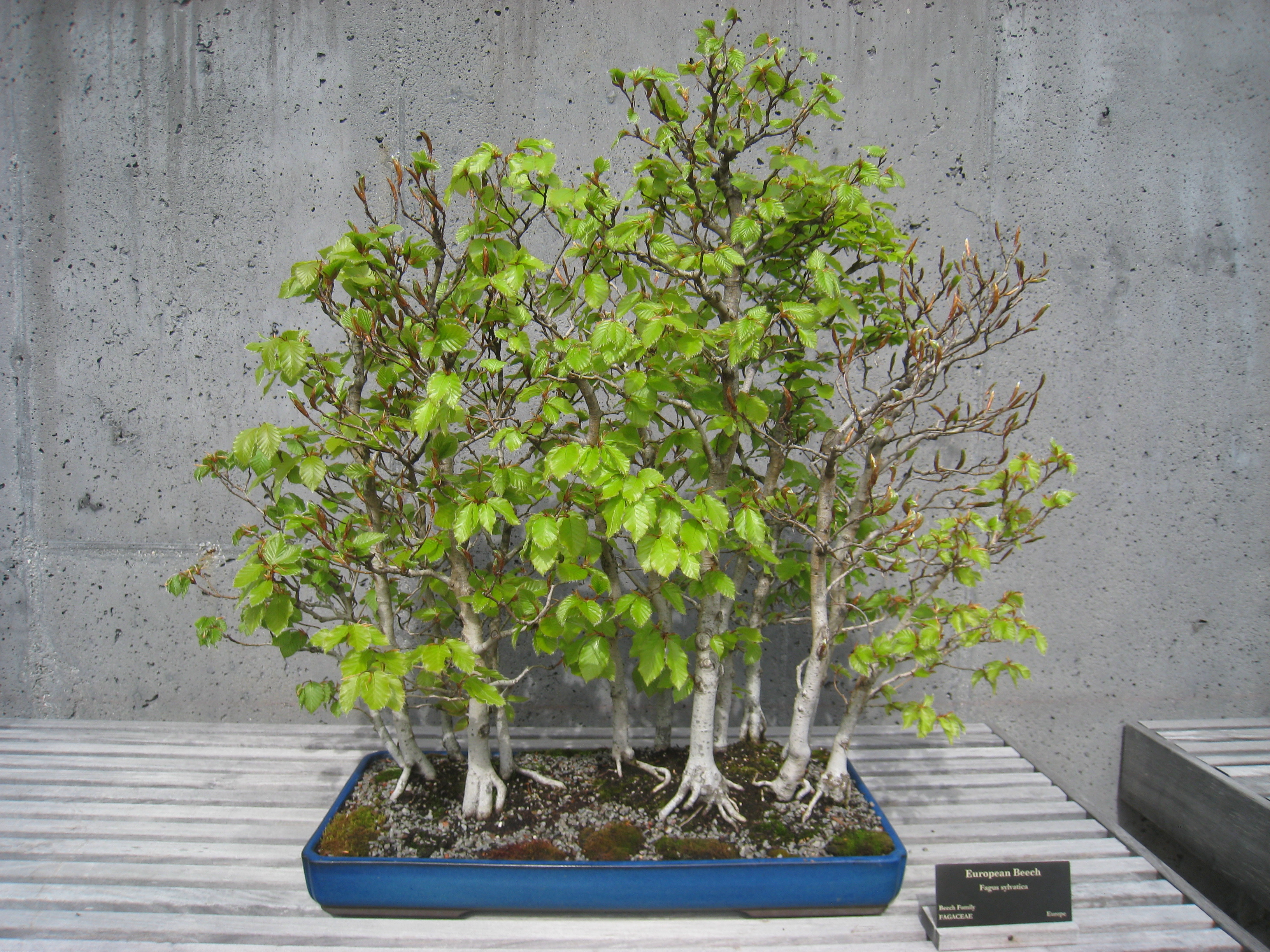
Forêt de hêtres traitée en bonsaï.

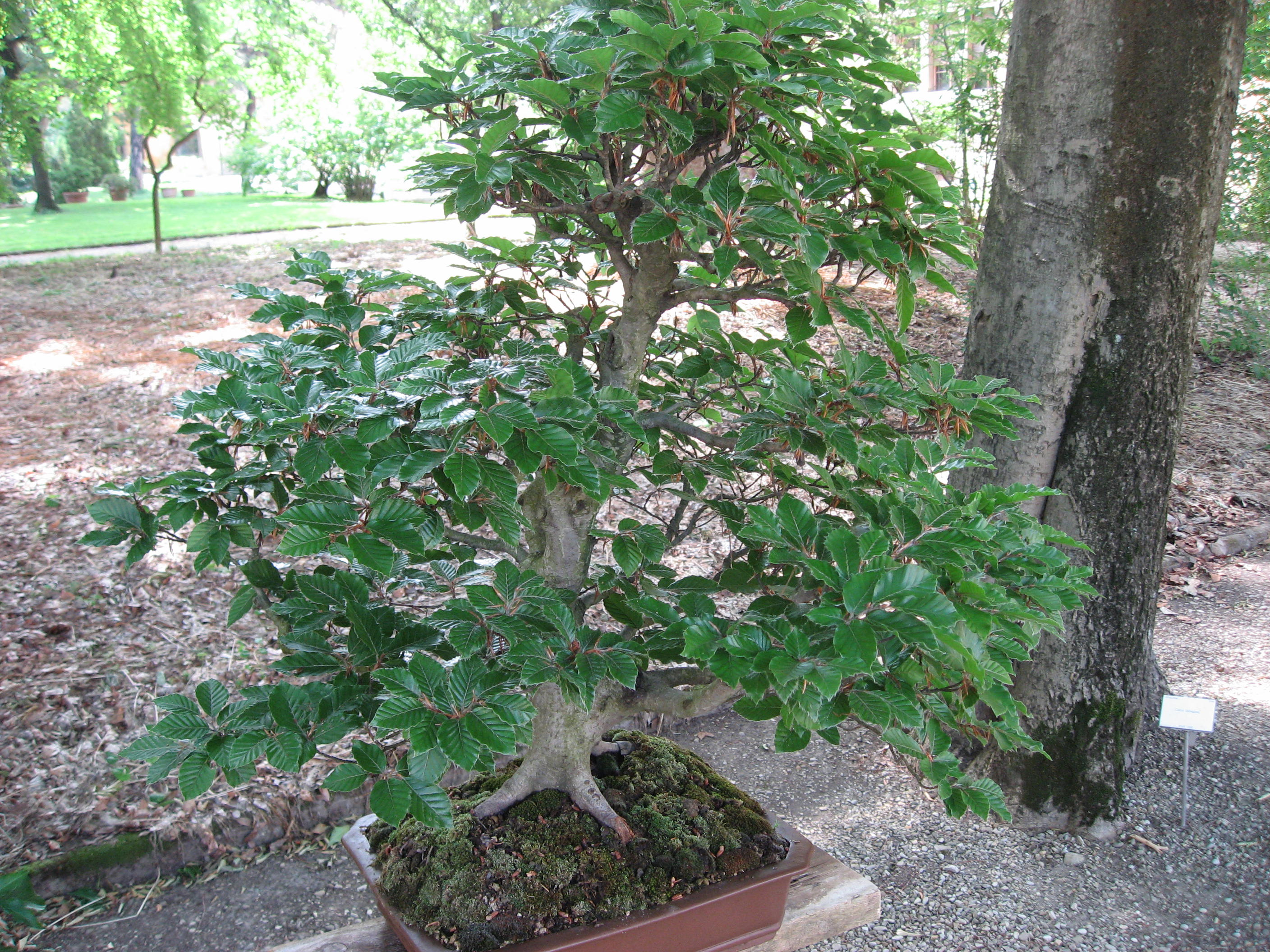
Bonsaï de Hêtre commun.

Le Hêtre commun est un arbre susceptible de former de très beaux bonsaïs. Il a pour atouts naturels de supporter aisément une croissance ralentie comme lorsqu'il végète en sous-bois et de pouvoir condenser son feuillage comme lorsqu'il est abrouti par des grands herbivores. C'est par contre une espèce délicate à tailler qui ne supporte qu'exceptionnellement un sectionnement du tronc et auquel lors des pincements on doit conserver au moins un bourgeon par branche pour éviter que celle-ci meure. Son écorce est fragile et il ne doit être ligaturé qu'avec beaucoup de précautions et seulement pour une durée limitée à moins de trois mois. Enfin le maintien d'une certaine humidité et d'une certaine fraîcheur de la motte racinaire doit être permanent. Un dessèchement des racines ou une insolation brutale peuvent lui être facilement fatals.
Le hêtre ne produisant en général qu'une seule pousse par an, les possibilités d'évolution de l'arbre se préparent nécessairement au cours de l'année précédente, pendant la saison de végétation, en favorisant la formation de bourgeons nombreux et vigoureux. Les conditions de vie estivales déterminent ainsi directement le nombre de feuilles incluses dans les bourgeons. Dans de bonnes conditions, un bourgeon peut contenir jusqu'à dix feuilles. Pour augmenter le nombre de bourgeons et donc favoriser la ramification, il faut également encourager le développement de nombreuses feuilles.
En été et en automne, le hêtre prépare les réserves lui permettant de se développer au printemps. À ces périodes, l'arrosage d'été et l'apport d'engrais azoté, à la fin de l'été, sont essentiels. Le dernier fumage de la saison, fin septembre début octobre, prépare l'hiver par un apport de phosphore.
Au printemps, au contraire, après la feuillaison, l'arrosage doit rester modéré et le premier engrais ne doit pas être apporté avant fin mai, de manière à éviter l'allongement des rameaux et donc la longueur des entre-nœuds.

## Menaces

### Maladies et ravageurs

#### Affections des feuilles

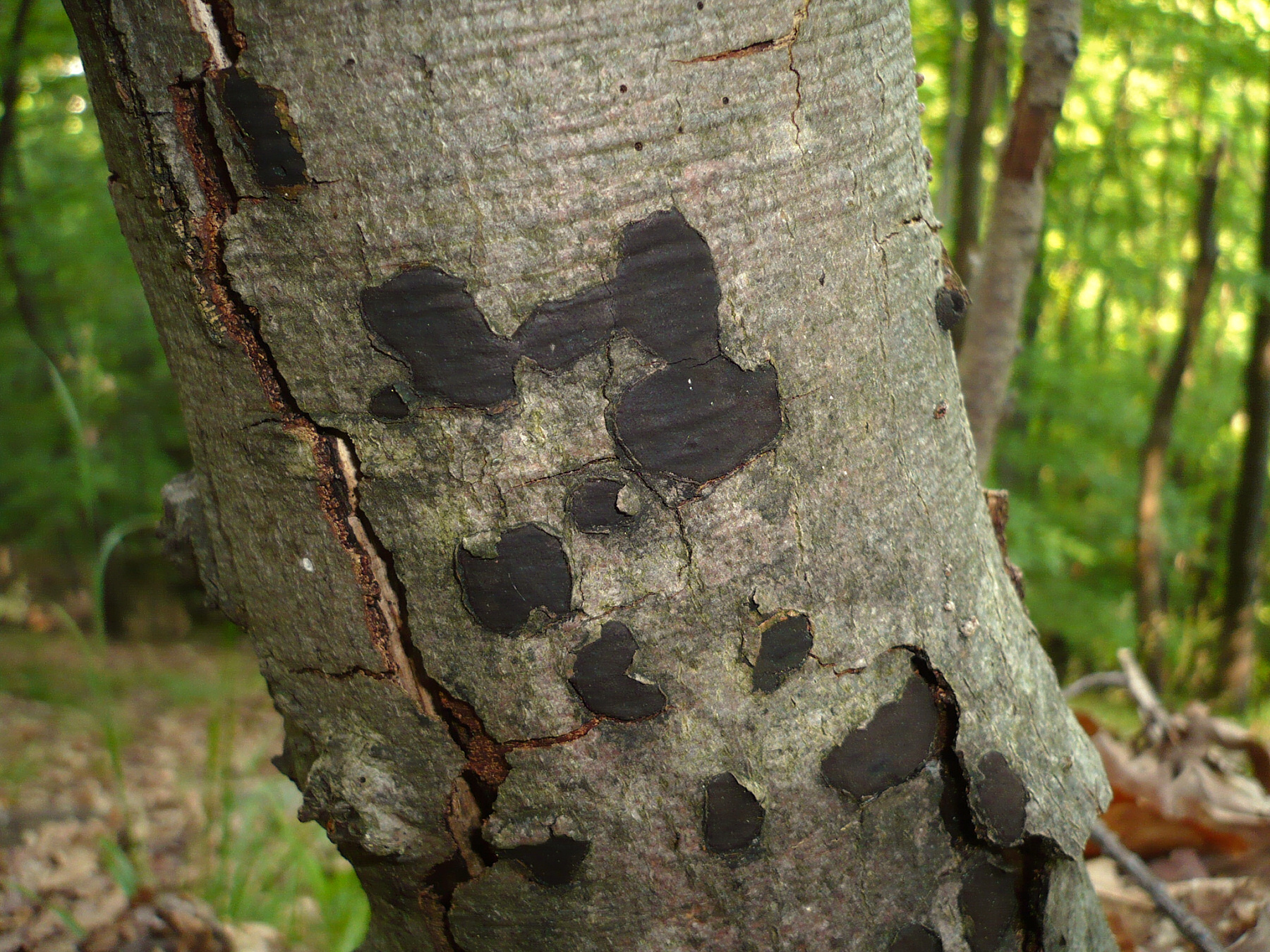
Attaque de Biscogniauxia nummularia.

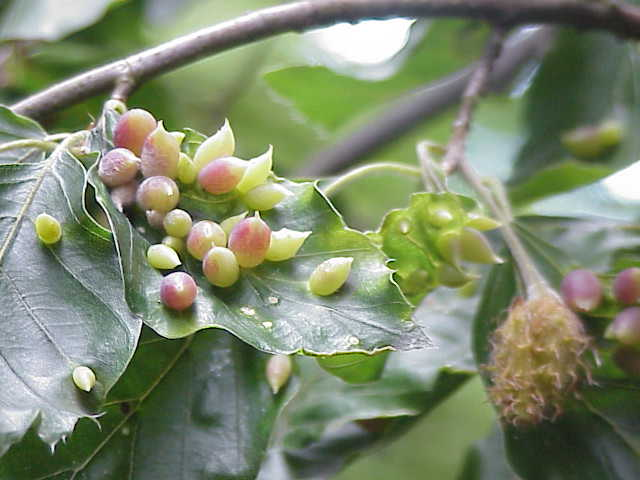
Les petites galles pointues assez communes sur les feuilles de hêtre sont causées par la piqûre d'un insecte Mikiola fagi (elles servent de chambre et de réservoir de nourriture pour sa larve).

La galle sur les feuilles du hêtre, petite et pointue, est une tumeur provoquée par un insecte diptère parasite : Mikiola fagi.
Le Charançon du hêtre (Orchestes fagi), et plus spécifiquement sa larve, est un ravageur du hêtre dont il grignote les feuilles. Quand des milliers de feuilles d'un vieux hêtre sont ainsi marquées, l'arbre paraît roussi de haut en bas comme il le serait si les tendres feuilles du printemps avaient été surprises par les gelées, ou frappées par la grêle depuis plusieurs semaines. Si un vieil arbre peut supporter une pareille épreuve une fois ou même deux fois et résister à une nutrition incomplète due à l'altération du feuillage, les plantations de hêtre sont dans une situation plus critique si le fléau les atteint au même degré ; et s'il se répète plusieurs années de suite, elles peuvent être détruites entièrement.
Les chenilles des papillons de nuit (hétérocères) suivants se nourrissent des feuilles du hêtre :
- Cabère pustulée (Geometridae) ;
- Perlée (Geometridae) ;
- Orgyie pudibonde (Erebidae) ;
- Herminie de la vigne-blanche (Noctuidae)[94] ;
- Noctuelle du noisetier (Noctuidae) ;
- Bombyx du hêtre (Notodontidae) ;
- Bucéphale ;
- Demi-lune blanche (Notodontidae).

L'orgyie pudibonde est une espèce dont le thorax, la tête et les pattes sont inhabituellement velus.

#### Affections de l'écorce
L'écorce peut être affectée par de nombreuses maladies et dégâts : maladie de l'écorce du hêtre (ou maladie corticale du hêtre) due à la  cochenille Cryptococcus fagisuga (en) dont les sécrétions forment des plages cireuses cotonneuses qui protègent les colonies d'insectes ; chancre du hêtre provoqué par les champignons Nectria ditissima et Cylindrocarpon willkommi, et qui peut être favorisé par cette maladie corticale qui contribue au développement de Nectria coccinea ; le champignon ascomycète Biscogniauxia nummularia, présent naturellement dans les hêtraies, est un agent pathogène qui provoque un chancre faisant dépérir l'arbre ; maladie dite du « T » qui a pour origine l'éclatement de l'écorce ; tache noire sur le tronc, d'un diamètre de quelques centimètres, éventuellement accompagnée de suintement lié à un décollement localisé de l'écorce.

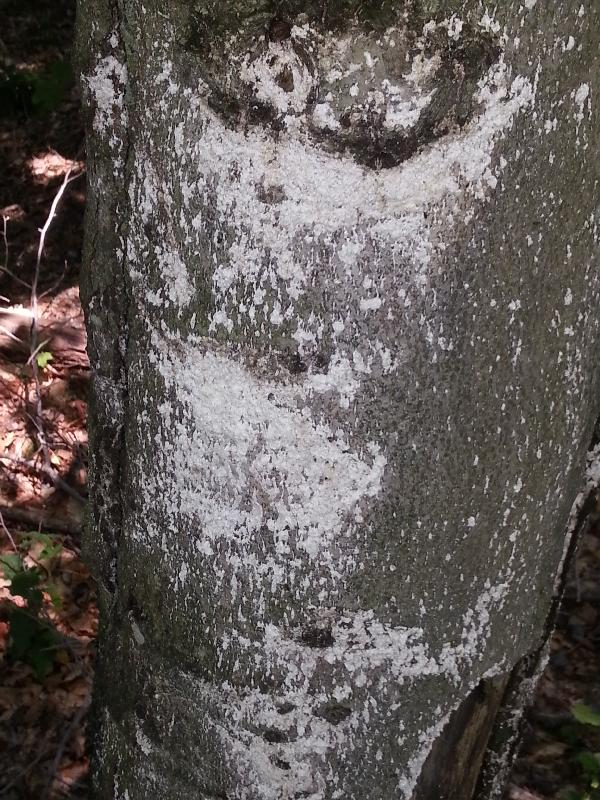
Maladie de l'écorce du hêtre.
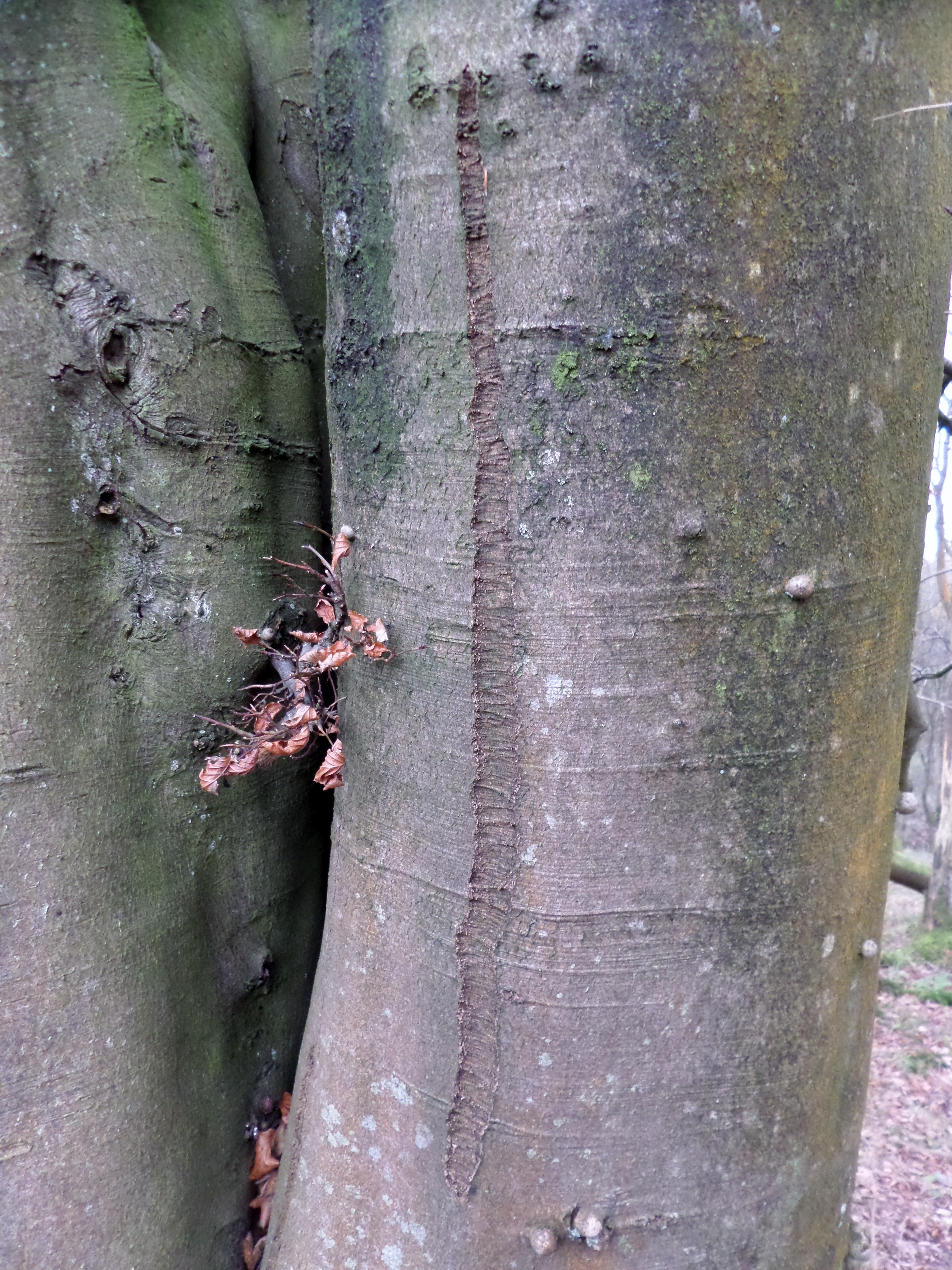
Maladie dite du « T ».
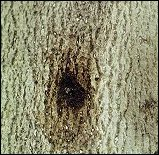
Tache noire suintante.

#### Affections généralisées (tronc)
- Le champignon Armillaire couleur de miel attaque les hêtres déjà affaiblis.

### Réchauffement climatique
Selon les modélisations d'évolution climatique, le hêtre, qui a besoin d’une certaine fraîcheur, serait nettement affecté par le réchauffement global et régresserait donc sensiblement en Europe (disparition en France avant que le réchauffement global atteigne 2°). Paradoxalement, la croissance des arbres est actuellement dopée certaines années comme l'observent les mêmes chercheurs. Ainsi Jean-Luc Dupouey déclare : « En Lorraine, nous constatons que les hêtres grandissent au rythme de 45 centimètres par an (hors sécheresse), contre 30 centimètres autrefois. C'est dû au réchauffement, mais aussi à l'augmentation du CO2 ».

## Sites remarquables

### Hêtres remarquables

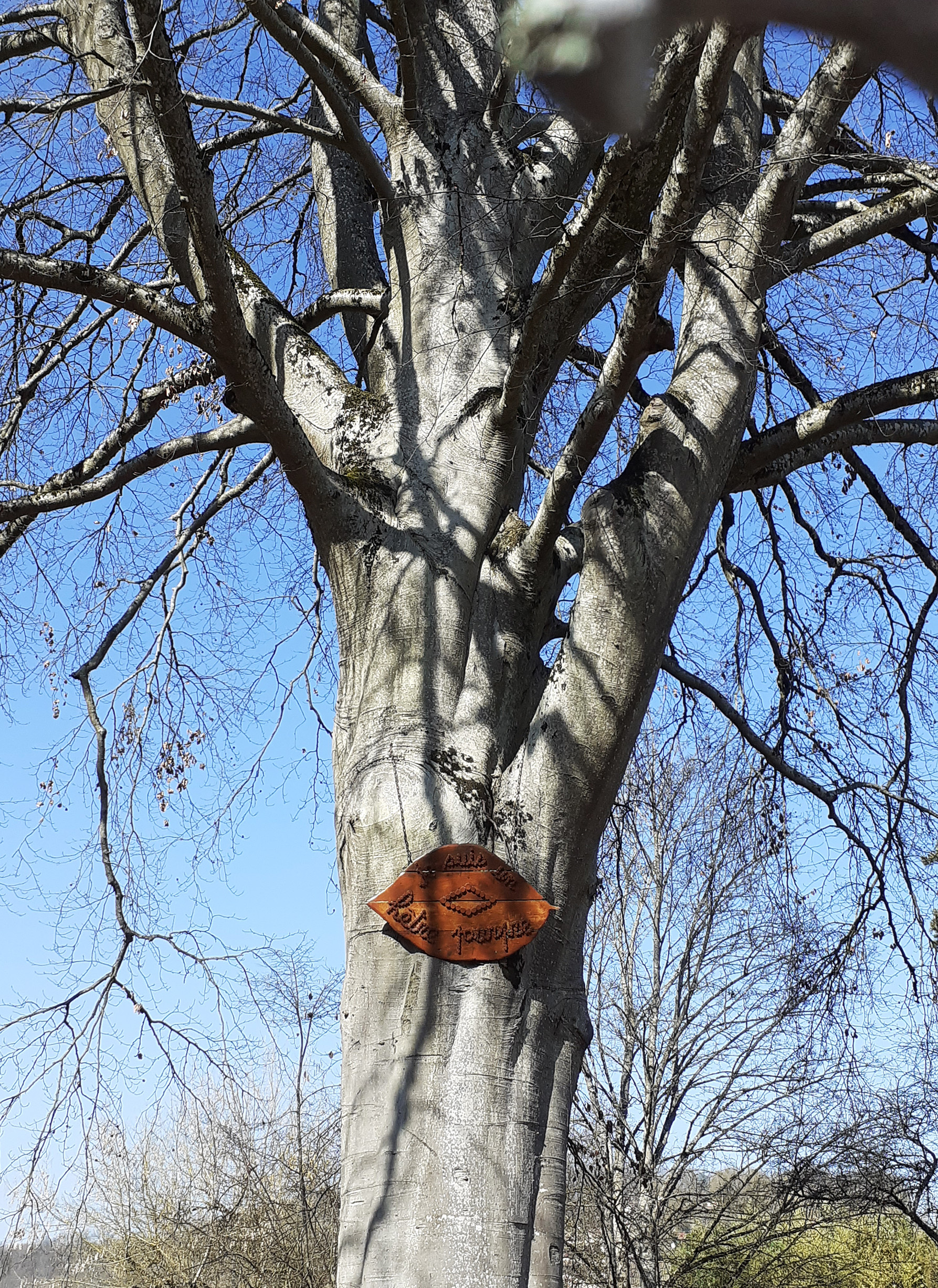
Le hêtre bicentenaire de Lugny (Saône-et-Loire), labellisé « ARF » en 2018.

- Calvados : hêtre pleureur de Bayeux. Classé monument naturel en 1932 et récipiendaire du label « Arbre remarquable de France » depuis l'an 2000. Ses branches couvrent une surface de 1 250 m2 et sont soutenues par des armatures métalliques[103].
- Meurthe-et-Moselle : hêtre pourpre du parc de la Pépinière à Nancy, planté sous Stanislas Leszczynski et labellisé arbre remarquable de France en 2013[104].
- Moselle : le hêtre des batailles à Châtel-Saint-Germain[105].
- Marne : les faux de Verzy.
- Saône-et-Loire : le hêtre de la tour de Grosme, en Forêt Domaniale des Battées, et le hêtre bicentenaire de Lugny labellisé « Arbre remarquable de France » en 2018.
- Morvan : les Queulles de la hêtraie de la Terrasse.
- Bas-Rhin : le hêtre de Reinhardsmunster près de Saverne.
- Maine-et-Loire : hêtre pourpre situé dans le parc de l'ancien château de la burelière près de La Cornuaille.
- Nord : le Hêtre pleureur des rencontres du Mont Cassel, labellisé « Arbre remarquable de France » en 2021 et élu arbre de l'année 2022 par les français.

### Quelques hêtraies remarquables
- l'UNESCO a classé en 2007 un ensemble de massifs de hêtres européens appartenant à plusieurs régions (les Alpes, les Carpates, les Dinarides, la Méditerranée et les Pyrénées) et réparti sur 12  pays[106],
- Les forêts primaires de hêtres des Carpates, dont la plus vaste d'Europe située à Ouholka et Chyrokyi Louh[107] en Ukraine,
- la hêtraie-cathédrale de la forêt de Soignes (Belgique), près de Bruxelles classée par l'UNESCO depuis 2017[108],
- la forêt de Lyons (France), en Haute-Normandie, hêtraie de 10 700 ha qui entoure le village de Lyons-la-Forêt,
- la forêt d'Eawy (France) en Haute-Normandie,
- la forêt d'Iraty (France et Espagne), au Pays basque [109],
- la hêtraie de la vallée Cervara (Italie), dans le Parc national des Abruzzes, où se trouvent les plus vieux hêtres d'Europe connus, âgés de plus de 500 ans[110],
- les hêtres du col Saint-Pierre (France), en Corse, au port en drapeau façonné par le vent[111].
- les hêtres de la Fageda d'en Jordà, en Catalogne, Espagne.

## Symbolique

### Calendrier républicain
- Dans le calendrier républicain, le Hêtre était le nom attribué au 14e jour du mois de germinal[112].

## Liste des sous-espèces et variétés
Selon BioLib (3 mars 2018) :
- cultivar Fagus sylvatica 'Albovariegata'
- cultivar Fagus sylvatica 'Asplenifolia'
- cultivar Fagus sylvatica 'Atropunicea'
- cultivar Fagus sylvatica 'Atropurpurea'
- cultivar Fagus sylvatica 'Dawyck old'
- cultivar Fagus sylvatica 'Dawyck purple'
- cultivar Fagus sylvatica 'Laciniata'
- cultivar Fagus sylvatica 'Pendula'
- cultivar Fagus sylvatica 'Purpurea Pendula'
- cultivar Fagus sylvatica 'Rohani'
- cultivar Fagus sylvatica 'Roseomarginata'

Selon NCBI (3 mars 2018) :
- sous-espèce Fagus sylvatica subsp. orientalis Fagus hohenackeriana Palib.
- sous-espèce Fagus sylvatica subsp. sylvatica
  - variété Fagus sylvatica var. atropunicea Marshall

Selon Tropicos (3 mars 2018) (Attention liste brute contenant possiblement des synonymes) :
- sous-espèce Fagus sylvatica subsp. moesiaca (K. Malý) Szafer
- sous-espèce Fagus sylvatica subsp. orientalis (Lipsky) Greuter & Burdet
- variété Fagus sylvatica var. americana Pers.
- variété Fagus sylvatica var. asiatica A. DC.
- variété Fagus sylvatica var. atropunicea Marshall
- variété Fagus sylvatica var. bracteolis Oliv.
- variété Fagus sylvatica var. chinensis Franch.
- variété Fagus sylvatica var. colorata A. DC.
- variété Fagus sylvatica var. coriacea Wallr.
- variété Fagus sylvatica var. cristata Loudon
- variété Fagus sylvatica var. ferruginea (Dryand.) N. Coleman
- variété Fagus sylvatica var. heterophylla Loudon
- variété Fagus sylvatica var. longipes Oliv.
- variété Fagus sylvatica var. macrophylla Hohen. ex A. DC.
- variété Fagus sylvatica var. moesiaca K. Malý
- variété Fagus sylvatica var. pendula Lodd.
- variété Fagus sylvatica var. purpurea Aiton
- variété Fagus sylvatica var. quercifolia (C.K. Schneid.) Geerinck
- variété Fagus sylvatica var. sieboldii (Endl.) Maxim.
- variété Fagus sylvatica var. tortuosa Dippel
- variété Fagus sylvatica var. vulgaris Aiton
- variété Fagus sylvatica var. zlatia Späth ex E. Goeze